# Székelyföld
Székelyföld (románul: Ținutul Secuiesc (ritkábban Secuimea), németül: Szeklerland, latinul: Terra Siculorum) alatt az Erdély, Románia, területén található, történelmi székely székek területét kell érteni. A történelmi Székelyföldhöz tartozott a mai Kovászna (Háromszék), Hargita megye (Csíkszék, Udvarhelyszék), Maros megye egy része (Marosszék), a mai Fehér és Kolozs megyék kisebb darabjai (Aranyosszék). Aranyosszék exklávé volt (a többi székkel területileg nem függött össze), és volt a Székelyföldnek enklávéja is (szigetszerűen közrezárt vármegyei terület): Felső-Fehér vármegye peselneki járása Tusnádfürdő és Kézdivásárhely között. A mai értelemben vett Székelyföld nem tartalmazza Aranyosszéket, de magába foglalja Maroshévízt és környékét, illetve az egykori enklávét, a Felső-Fehér vármegye peselneki járását. Székelyföld önrendelkezéssel bírt, az évszázadok folyamán, melyben központi szerepet kapott Székelyudvarhely, majd később Székelyvásárhely, mai nevén Marosvásárhely, mely a régió kulturális, oktatási, gazdasági és ipari központja lett.
Az első világháborús magyar vereség és az 1920-as trianoni békediktátum után Székelyföld Románia része lett. Az 1940-es második bécsi döntéssel a mai értelemben vett Székelyföld visszakerült Magyarországhoz (Aranyosszék Románia része maradt), 1944-ben szovjet és román csapatok foglalták el, az 1947-es párizsi békeszerződéssel pedig Székelyföld újra román fennhatóság alá került.
Románia 1950-es régiósításánál néhány település, illetve a székelyföldi megyékhez tartozó falvak külterületei Neamț (Csíkszéktől) és Bákó (Csík- és Háromszéktől) megyékhez kerültek. Erdély történelmi-etnográfiai régiói közül – figyelmen kívül hagyva Aranyosszéket, mely nagyrészt elrománosodott – jelenleg csak itt vannak a magyar anyanyelvűek többségben (arányuk 71,4% volt 2002-ben, 71,72% 2011-ben).

## Földrajz
A történelmi Székelyföld területe Orbán Balázs szerint 12 800 km², mai értelemben vett területe (Aranyosszék nélkül) 12 450 km². Az SZNT autonómia statútumában szereplő terület, illetve az általa készíttetett térkép szerint – amely tartalmazza az 1950-es régiósításnál elcsatolt területeket, és hozzászámolja az 1968-ban Hargita megyéhez csatolt Maroshévíz területét is (amely csak időszakosan volt Székelyföld része) – 12 000 km². Kiterjedése észak–déli irányban 150 kilométer, kelet-nyugati irányban 140 kilométer (Aranyosszékkel együtt 200 km).
A Keleti-Kárpátok középső és délkeleti vonulatait, ennek hegyközi medencéit, valamint az Erdélyi-medence, ezen belül a Mezőség peremterületeit foglalja magába. A történelmi Székelyföld távolabbra szakadt különálló része volt ezenkívül Aranyosszék is az Erdélyi-középhegység lábainál, az Aranyos folyó alsó szakaszánál.

### Domborzat

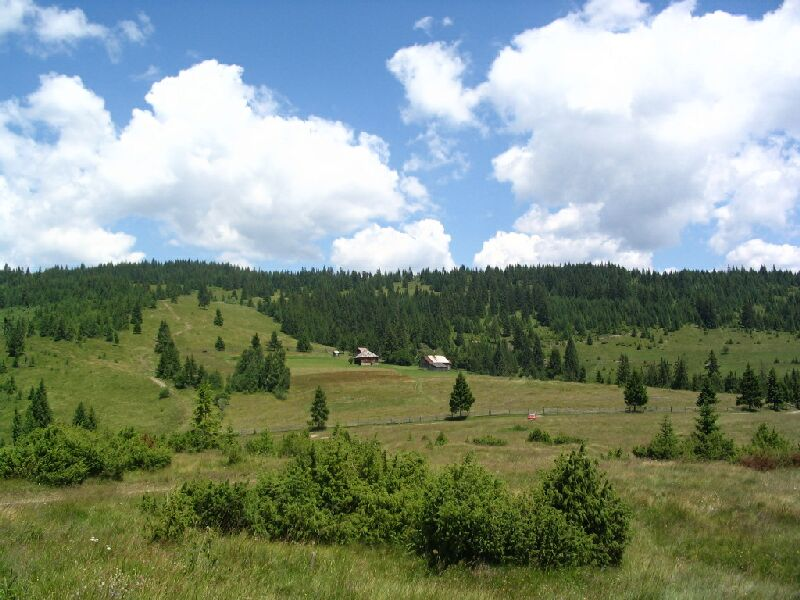
Az Olt forrásvidéke a Gyergyói-havasokban, a Magas-bükk oldalán

Székelyföld domborzatának nagy részét a Keleti-Kárpátok belső vonulatai és előhegységei alkotják. Nyugaton az Erdélyi-medence dombságai találhatók. Székelyföld hegységei a Kelemen-havasok déli része, a Görgényi-havasok, a Hargita-hegység, a Besztercei-havasok déli része, a Gyergyói-havasok, a Hagymás-hegység, a Naskalat-hegység, a Csíki-havasok, a Persányi-hegység északi része, a Baróti-hegység, a Bodoki-hegység, a Répát-hegység, a Nemere-hegység nyugati része, a Háromszéki-havasok nyugati része, a Bodzafordulói-hegyek, a Bodzai-havasok északnyugati része és a Csukás-hegység északi része. A nyugati vonulat (Kelemen, Görgényi, Hargita) a Keleti-Kárpátok vulkáni vonulatához tartozik. Ezekben és a környező hegységekben gyakran találni vulkáni utóműködésre utaló nyomokat. A keleti vonulathoz kristályos hegységek (Gyergyói, Hagymás, Csíki) tartoznak.

| Név                 | Magasság (méter) | Hegység            |
| ------------------- | ---------------- | ------------------ |
| Madarasi-Hargita    | 1801             | Hargita-hegység    |
| Nagy-Hagymás        | 1792             | Hagymás-hegység    |
| Mező-havas          | 1777             | Görgényi-havasok   |
| Lakóca              | 1777             | Háromszéki-havasok |
| Csicsói-Hargita     | 1755             | Hargita-hegység    |
| Öcsém-tető          | 1706             | Hagymás-hegység    |
| Csomafalvi-Dél-hegy | 1694             | Görgényi-havasok   |
| Likas               | 1674             | Gyergyói-havasok   |
| Kis-Széples         | 1665             | Besztercei-havasok |
| Nagy Sándor-csúcs   | 1640             | Nemere-hegység     |
| Öreg-tető           | 1633             | Görgényi-havasok   |
| Egyes-kő            | 1608             | Hagymás-hegység    |

A Kárpátok Székelyföldre eső két fő vonulata olyan nagy kiterjedésű medencéket fog közre, mint a Gyergyói-medence és a Csíki-medence. A Háromszék területén több részre szakadó vonulatok között helyezkedik el a Baróti-medence, a Kászoni-medence, a Felső-háromszéki-medence és Székelyföldhöz tartozik még a Brassói-medence északkeleti része. A medencéket a folyóvölgyek mentén vagy hágókon áthaladó közlekedési útvonalak kötik össze.

### Éghajlat
Az éghajlat az alacsonyabban fekvő részeken mérsékelt kontinentális, a magasabban fekvő részeken függőleges övezetességű hegyvidéki éghajlat. A viszonylag nagy tengerszint feletti magasság miatt az éghajlat jóval hidegebb, mint Románia legnagyobb részén. Az évi középhőmérséklet általában 7,1 és 7,6 °C körül mozog, ennél valamivel magasabb a Mezőségen (9 °C), illetve jóval alacsonyabb a magasabb hegyekben (helyenként 2 °C alatt). A leghidegebb hónap (január) középhőmérséklete ‒3 és ‒10 °C között van, a legmelegebbé (július) pedig 10–19 °C. Az eddig mért legmagasabb hőmérséklet 40 °C volt, melyet Szabédon regisztráltak 1952-ben, a legalacsonyabb mért hőmérséklet pedig ‒38,4 °C volt, melyet Csíkszeredában mértek 1985 januárjában, és ez a mai napig a romániai országos hideg-rekord. Télen gyakori a hőmérsékleti inverzió: a hideg levegő bennreked az alacsonyan fekvő területeken, ezért a völgyekben és medencékben hidegebb van, mint a hegycsúcsokon (a legalacsonyabb hőmérsékletet is 750 méteres magasságban mérték). A napsütéses órák száma 1500-2000 évente. Az évi átlagos csapadékmennyiség 500–600 mm a Mezőségen és a hegyközi medencékben, a hegységekben meghaladhatja az 1200 mm-t is. A csapadék jelentős része hó formájában hull, a hóréteg vastagsága meghaladhatja az 1 métert is. A legmagasabb hegycsúcsokon a hó egészen júniusig megmarad.

### Vízrajz

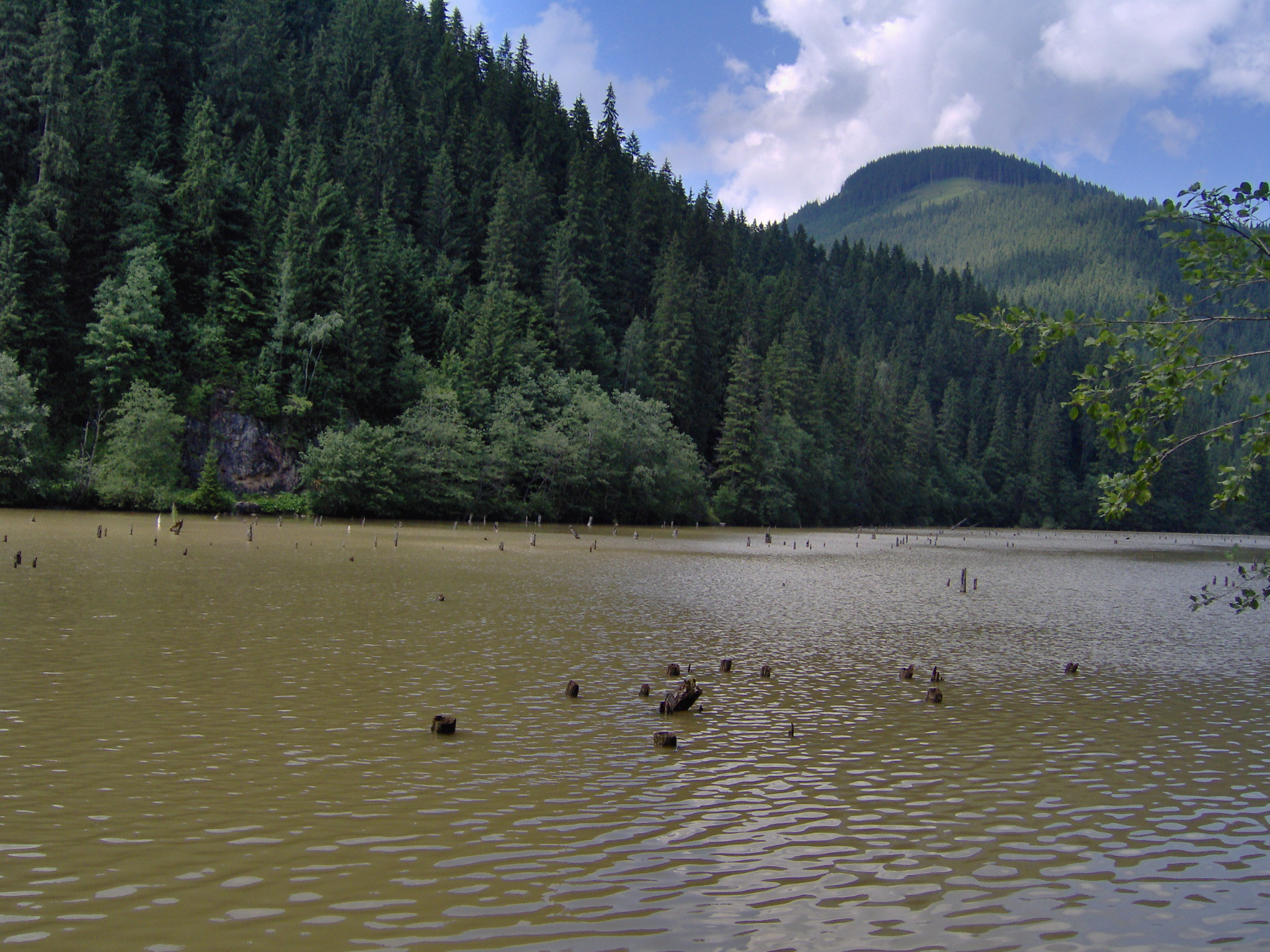
A Gyilkos-tó

Székelyföld két legnagyobb folyója a Maros és az Olt, mindkettő a Gyergyói-havasok déli részén ered. Más nagyobb folyók: Kis-Küküllő, Nagy-Küküllő, Tatros, Feketeügy.
Nincsenek nagy kiterjedésű állóvizek. A legnagyobb tavakat (Bözödújfalusi-víztározó, Zeteváralji-víztározó, Szépvízi-víztározó) mesterségesen alakították ki. A kisebb méretű természetes tavakhoz tartozik a Gyilkos-tó, amely természetes gáttó a Hagymás-hegységben, a Szent Anna-tó, egy egyedülálló krátertó a Csomád-hegység egyik kráterében, amely a szomszédos Mohos-tőzegláp sorsára van ítélve. Említeni kell ugyanakkor a szovátai sós tavakat, közülük kiemelhető a sókarszton létrejött heliotermikus Medve-tó, amely Európa legnagyobb ilyen jellegű tava.
Az Olt és a Feketeügy árterein kedvezőek a feltételek az eutróf lápok megjelenéséhez, ezek közül a rétyi és a kökösi a legismertebbek.

### Élővilág, természetvédelem

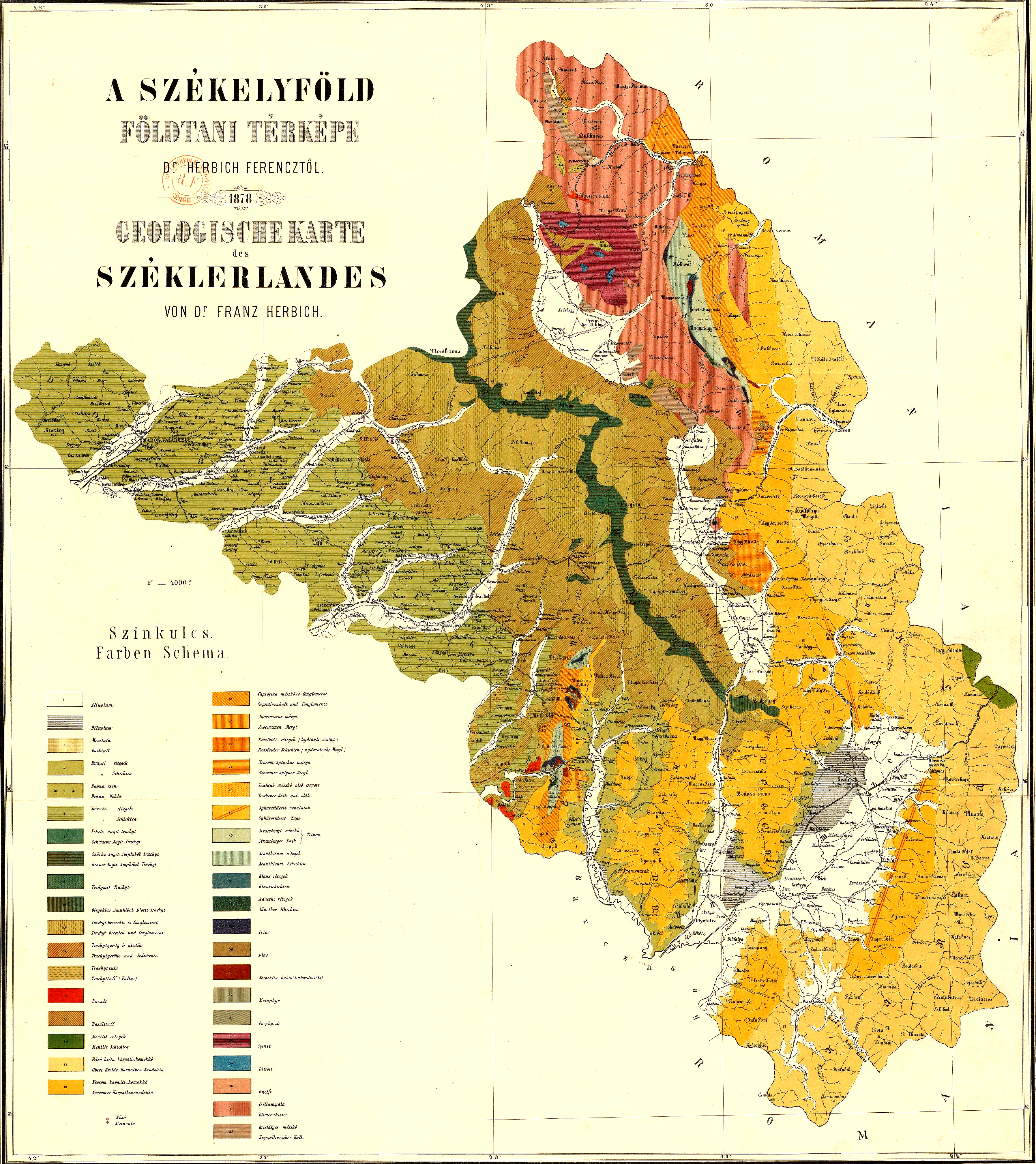
Dr Herbich Ferenc: Székelyföld földtani térképe (1878)

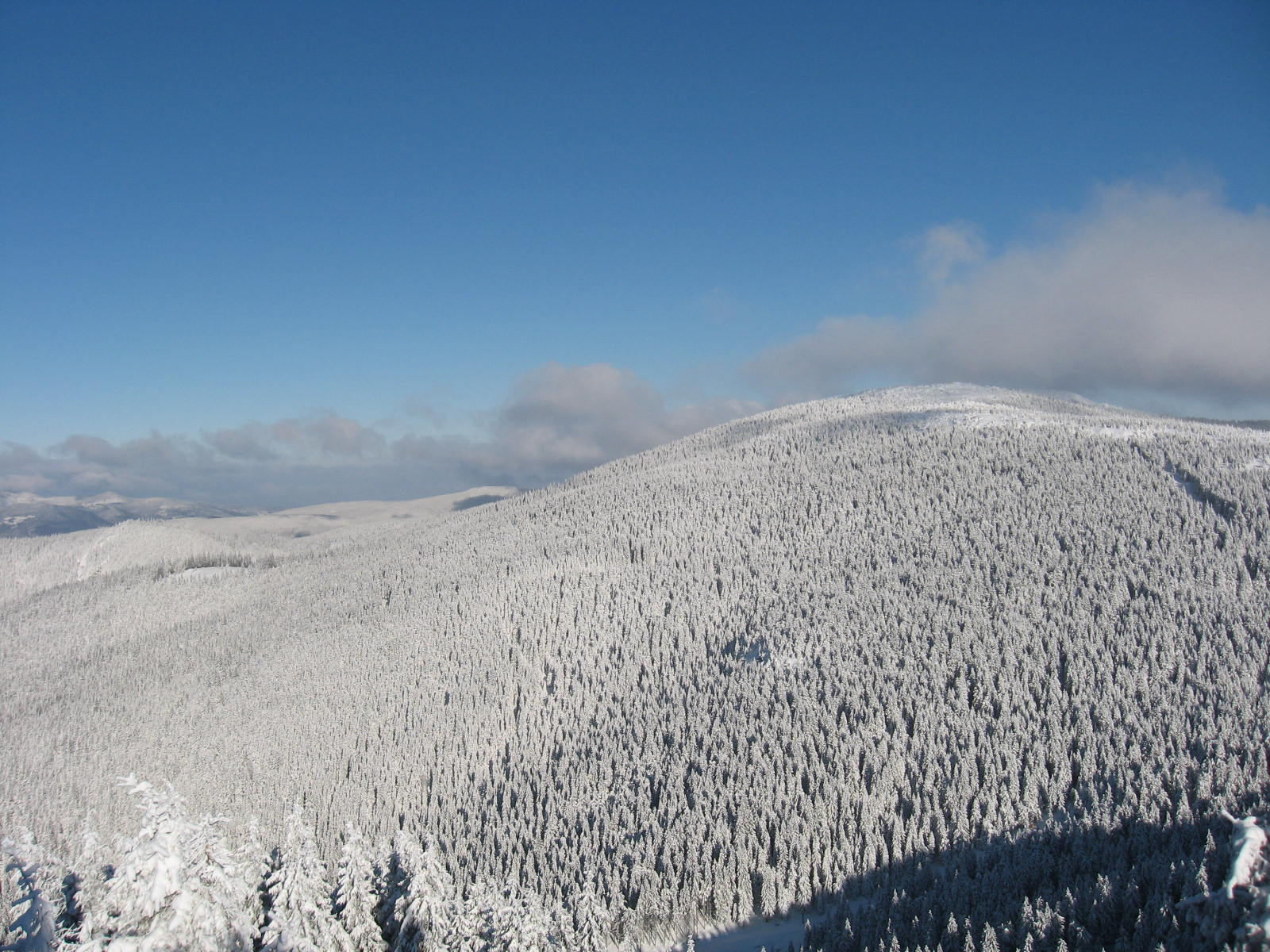
Fenyőerdő a Hargitán

Növényföldrajzi szempontból Székelyföld a Carpaticum flóratartományba tartozik. A tengerszint feletti magasság szerint több növényzeti öv különíthető el. 500 m alatt a természetes növényzetet a gyertyános–tölgyes öv alkotja, itt előfordul még a cserfa, szil, hárs, kőris. 500 és 1000 m között, a dombságok magasabb és a hegységek alacsonyabb részein a bükkerdők öve húzódik. 1000 m-nél magasabban a tűlevelű erdők öve található (ez az erdőövezet legfelső szintje, túlnyomórészt lucfenyő alkotja), amely nagy kiterjedésű területeket borít. A hegyközi medencék körül (a hőmérsékleti inverzió miatt) és a hegyek északi lejtőin a fenyőerdők már 600 m magasan is megjelennek. A legmagasabb hegységekben (Hargita, Hagymás-hegység) megtalálható az alpesi övezet is, jellemző növényei: közönséges boróka, fekete áfonya, havasi törpefenyő. A nagy növényzeti övezeteken kívül vannak sajátos növényzetű területek is (ilyenek például a vízpartok közelében az ártéri berkek). Székelyföld legféltettebb természeti vagyona az erdő, amit már sok éve a politikai körökkel összefonódott érdekszövetségek termelnek ki.
Székelyföld területén jelenleg három nemzeti park található, ebből két nemzeti park egy része Hargita megye területén is fekszik, ezek a Békás-szoros-Nagyhagymás Nemzeti Park és a Kelemen-havasok Nemzeti Park. A harmadik nemzeti park az 1950-es régiósításkor Székelyföldtől Neamț megyéhez csatolt Csalhó, Gyergyóbékás közigazgatási területein is elterülő Csalhó Nemzeti Park. Ugyanakkor Székelyföldön 47 természetvédelmi terület van (ebből 32 Hargita, három Maros, négy Neamț, és négy Kovászna megye területén), köztük a Medve-tó és a sós sziklák erdőségei, Rétyi Nyír természetvédelmi terület, Maroshévízi termál-vízesés természetvédelmi terület és Sóhát és Sószoros Természetvédelmi terület.

## Történelem

### A Székelyföld betelepülése

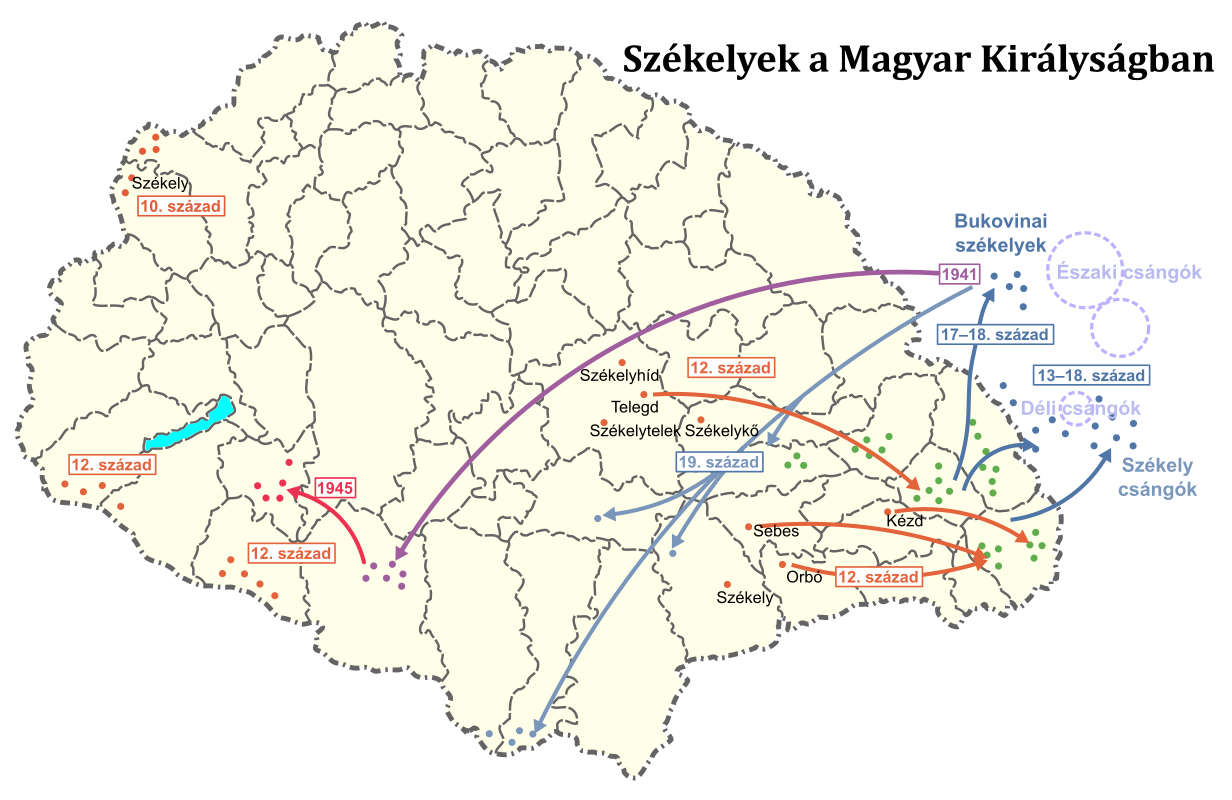
Székely telepek és migrációk

A milkóviai püspökség levelei között, melyek 1096–1228 között íródtak, található egy oklevél, amely arról szól, hogy a székelyek már 1089-ben a jelenlegi Székelyföldön laktak. Az oklevél datálása vitatott.
A székelyek honfoglalás utáni első – nem vitatott – említése II. István uralkodásának idejére esik, és az Olsava folyó melletti, 1116. évi csatával kapcsolatos. II. Géza idején, 1146-ban a Lajta folyó menti csatában szintén székelyekből és besenyőkből álltak a magyar sereg előhadai. Ezek a tudósítások valószínűleg csak a nyugati határszél őrizetét ellátó székelyekre vonatkoztak.
A magyar királyság határai nem állapodtak meg a Kárpátoknál, már az 1200-as évek elejétől elkezdődött a havasokon túli területek egységbe szerveződése. Legkésőbb ekkor alakult meg – mintegy Székelyföld folytatásaként – a mai Bodza megye és Prahova megye részein: Săcuieni megye (más néven: Saac, Săcueni, Secuieni (azaz székely). (A székelyek megtelepedése ezen a vidéken kapcsolatba hozható a teuton lovagok 1221–1225 közötti délkelet-erdélyi várépítéseivel, de ugyanúgy lehetséges, hogy a székelyek területe a 11. század elejétől vagy akár a honfoglalás előttről, nemcsak a mai Székelyföldet, hanem Saac-ot is magába foglalta.)
Az erdélyi székelyek első ismert hadjárata 1210-ben Bodon elfoglalásával kapcsolatos. A hadjáratot a Türje nembeli Joachim szebeni ispán vezette, a Szebenből indított hadban (Saxonibus, Olacis, Siculís et Bissenis) szászok, oláhok, székelyek és besenyők vettek részt. A hadjárat leírása IV. Béla egy 1250. évi oklevelében maradt fenn, amely II. András egy régebbi oklevelének az átiratát is tartalmazza. A 13. század elején a székelyeknek Dél-Erdélyben Sebes, Kézd, Orbó és Daróc vidékén voltak népes telepeik. Az itt élő székelyek tömeges Székelyföldre települését a dél-erdélyi szászok kiváltságainak rendezése (Andreanum) váltotta ki. II. András 1224-ben az erdélyi szász hospeseket egységesen a szebeni ispán hatalma alá helyezte:
… hogy az összes nép Szászvárostól kezdve egészen Barótig … egy nép legyen, és egy bíró által ítéltessék …
Egyidejűleg pedig a terület elhagyására kötelezte mindazokat a népelemeket, amelyek vonakodtak a szebeni ispán joghatóságát elfogadni. Az Andreánumban körülhatárolt területen élő székelyek ekkor települtek át a Háromszéki-medencébe, és magukkal vitték a helyneveiket is. Az aranyosszéki székelyek levelei szerint elődeik a 13. század közepe előtt már Kézd vidékén éltek. Karácsonyi János áttelepülésüket V. István – feketehalmi tartózkodása alatti szolgálataik fejében juttatott – adományával magyarázta.
A Székelyföldre (Erdélybe) költözöttek kivételével a szétszórtan elhelyezkedő székely népelemek a 14. század végére elvesztették népi és területi önállóságukat. Beolvadásuk a Magyar Királyság középkori társadalmába nem tekinthető egységesnek. A baranyai vátyi székelyek IV. Béla idejéig 100 fegyverest tartoztak kiállítani, de utóbb a király úgy rendelkezett, hogy fejenként, mint királyi serviensek vonuljanak hadba. A bihari Székelyszáz centurionatus a Váradi regestrum szavaiból kivehetően a várnépek egy századának felelt meg, amely társadalmilag nem tartozott a szabadok közé.

### A középkori Székelyföld társadalma
A 9. században a honfoglaló magyarokhoz csatlakozott székelyek, hasonlóan a többi keleti néphez, vérségi kötelékeken alapuló nemzetségi szervezetben éltek. Zárt közösségük miatt társadalmi felépítésük archaikus jellegzetességei a középkor alatt mindvégig fennmaradtak, a székelyeknél még a 16. század elején is kimutatható a nemzetségek és az azokon belüli ágak továbbélése. Földjeiket közösen birtokolták, szokásjoguk alapja a személyes szabadság és a közös tulajdon volt, közösségüket az oklevelekben universitasnak nevezték.
A székelyek univerzitása hat nemzetségre, nemzetségeik pedig négy-négy ágra oszlottak. Nemzetségneveik magyar nevűek, közöttük pedig több magyar törzsnév – Jenő, Kürt – is előfordul.
A 14. és 15. századi forrásokban viszont többször is a székelyek három neme tűnik fel – comes trium generum Siculorum, universos syculos trium generum – amit egyes kutatók (pl. Szádeczky is) a székelyek eredetibb három nemzetségére vonatkoztattak. Györffy György szerint viszont már a legkorábbi források világosan kimondják, hogy e három genus a székelyek három társadalmi rétege. Szerinte ezt támasztja alá a székely társadalmi szervezetet először leíró, 16. század eleji kódexbe másolt szövegrész is:
A székelyeket három nembelinek (trium generum) mondják: a tehetősebbek (potiores) vagy primorok, a primipilusok köznyelven lófőnek vagy főlónak nevezettek (vulgo Loffew et Fewlo appellati), a közösségbe tartozók, egyszerűek és másoknak alávetettek (qui nomine Communitatis tenentur, simplices scilicet, et subditi aliorum).
A kódex további szövege szerint a székelyek három neme egyetemlegesen birtokolja az öröklött javakat, a primorok és primipilusok csak öröklött tisztség útján állnak a közösség felett, amely évenként szállt rájuk a hat nem szerint.
Már Hóman Bálint is felfigyelt rá, hogy a primorok és primipilusok osztálya pontosan fedi a – későbbi – főnemesi és köznemesi osztályokat, de a társadalmi és vagyoni különbségek sokkal kevésbé szembeszökők, mint a nagyobb nemzetek gazdagabb társadalmában.
Györffy a hat nemet a három nemzetség tisztségviselő részeként azonosította, a székelyek társadalmát pedig – kívülről – szervezett társadalomnak tartja. Az ágak tiszti nemzetségek, a székely ágaknak a Székelyföld területi beosztásához nincs köze. A nemek és ágak eredete a 10. századi különböző honfoglaló törzsekből származó jobbágyréteggel (miles) azonosítja. Szerinte a székelység három genusa megfelel az István király törvényeiben foglalt szabadok három (comes – potior; miles – loffew; pauper - communitas) rétegének. A székely nemnek és ágnak tehát ugyanaz a társadalmi funkciója volt, mint a magyar nemesi, jobbágyi és udvarnoki genusoknak.
Nem különbözött lényegesen a székelység közigazgatási szervezete sem a megyék – kezdetben nemzetségek – István király alatt kialakult szerkezetétől. A székelyek ugyanúgy ispán vezetése alatt állottak (Comes Siculorum), mint a megyék; hadnagy, később kapitány (maior exercitus) vezette a katonáskodásra kötelezetteket csatába, mint a vár jobbágyságát; bíró (judex regius, summus judex) ítélkezett a nép felett, mint a vármegyében. A két utóbbi tisztséget a lófők látták el, akik közül a székelyek évenként választottak tisztségviselőt. A lófők tették ki az ágakból kiállított századot (ágszáz-réteg), az ágak tehát a tisztségviselők ágai voltak. – Szerepük hasonló lehetett a királyi várszervezet száznagyainak szerepéhez, akik a centurionatusoknak, a királyi szolgálónépek szervezési egységeinek az élén álltak.
A társadalom rétegeződését vagyoni tagolódása – hadizsákmányból származó és állat-vagyonbeli különbségek – is előmozdította. A 15. században a nemzetségi szervezet helyét az etnikai autonómiát bíró más népekre is jellemző, területi egység alapú székrendszer vette át. A hét székely szék egyeteme (Universitas Siculorum septem sedium Siculicalium) élén kezdetben továbbra is a székely ispán, a középkor végén (1462 után) pedig az erdélyi vajda állt. A népesség növekedésével a székek száma is nőtt vagy tagolódott (fiúszékek kialakulásával).
Az erdélyi székelyek, szászok és magyarok kiváltságos rétegei 1437 őszén a kápolnai unióban léptek szövetségre, ami egyben az erdélyi rendiség alapjait is megteremtette.

### A kiváltságok elvesztése

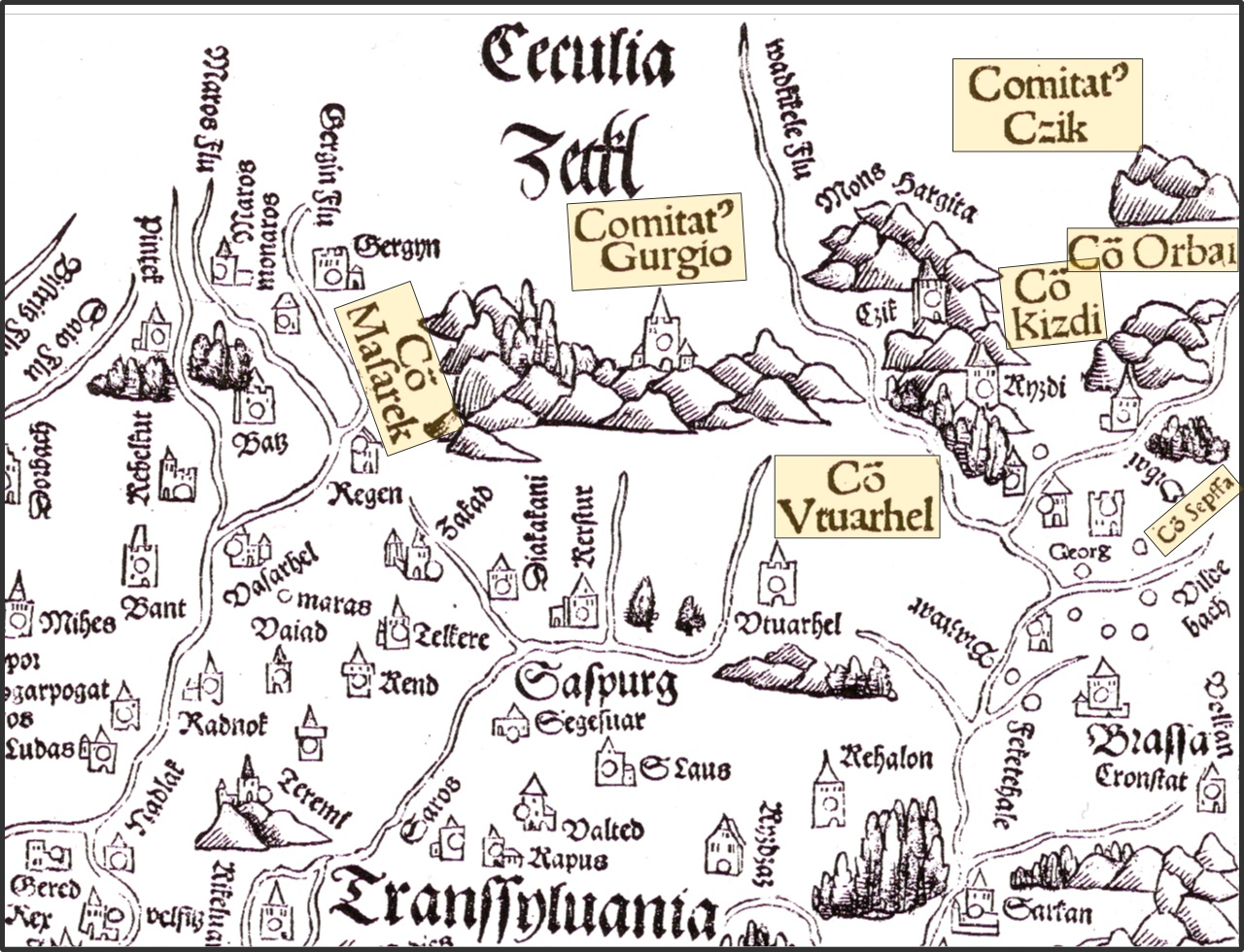
Székelyföld a Lázár-térképen (fametszet, 1528)

Kiváltságaikat a 16. századig tudták érintetlenül megőrizni. Az ekkor létrejövő Erdélyi Fejedelemség uralkodói egyre inkább próbálták megnyirbálni ezeket. Elsőként II. János magyar királlyal, a későbbi János Zsigmond fejedelemmel kerültek összetűzésbe, emiatt tört ki az 1562-es székely felkelés. A felkelés következményeként az uralkodó addig példátlan módon két várat (csúfnevükön Székelytámadt és Székelybánja) emelt Székelyföld területén, ezzel próbálván féken tartani a székelyeket. II. János magyar király az ellene lázadó székelyeket 1562 után jobbágysorba taszította. Az erdélyi fejedelmek közül még a Báthoryak próbálkoztak az ősi jogok csorbításával. Ennek következménye volt, hogy Vitéz Mihály havasalföldi román vajda 1599-es támadásakor a háromszéki, csíki, gyergyói, udvarhelyi székelység a román vajda mellé állt (Báthory András mellett állt az aranyos- és marosszéki székelység), aki 1599. november 28-án kiadott kiváltságlevelében visszaadta minden kiváltságukat. Vitéz Mihály legyőzése után végül Báthory Zsigmond erdélyi fejedelem 1601. december 31-én Déván kiváltságlevelet állított ki, amelyben visszaadta a székelyek korábbi szabadságjogait, melyet követően az erdélyi fejedelmek a szabadságjogokat nem próbálták megvonni.
Az Erdélyi Fejedelemség egyetlen székely fejedelme az udvarhelyi születésű Székely Mózes volt, aki 1603-ban Erdélyt felszabadította a Habsburg-uralom alól, de 1603. július 17-én az Erdély Mohácsának is nevezett, Brassó melletti csatában életét vesztette. Halálát követően a székelyek nagy számban csatlakoztak Bocskai Istvánhoz, akinek sikerült Erdély függetlenségét visszaállítania.
1691-ben a Diploma Leopoldinum még elismerte a székelyek adómentességét, sőt ebben az oklevélben azt is leírják, hogy a székelyek a földkerekség legharciasabb népe, ugyanakkor hosszú távon szabályozta Erdély és benne a Székelyföld jogállását, népének mozgásterét. Az utolsó erdélyi fejedelem, II. Rákóczi Ferenc vezette szabadságharc 1711-es elbukásával a székelyek hamarosan megtapasztalhatták a Habsburgok elnyomó, magyarellenes politikáját. Az 1754–1769 közötti sorozatos adóreformok nyomán adómentességük ellenére önkényesen kivetett adókat kellett fizetniük. Amikor Mária Terézia újraszervezte a határőrséget, az erőszakos sorozás a madéfalvi vérengzésbe torkollott (1764): a császári katonaság lemészárolt több száz székelyt, mert azok megtagadták a hadseregbe való bevonulást. Ezek után többen átmenekültek a keleti határon Moldvába, vagy a Csíki-havasokban elbújva a románokéhoz hasonló viseletbe öltöztek, hogy ne kelljen több évre laktanyába vonulniuk, de magyar nyelvüket megtartották. Ezek a jelenlegi gyimesi csángók. Amikor a Habsburgok megszerezték Bukovinát, akkor Hadik András huszárezredes összegyűjtötte a Moldvában szétszóródott székelyeket, és letelepítette őket Bukovina öt falujában. Így alakult ki a bukovinai székelység, melynek egy része a 19. század végén, 1883-ban költözött vissza a történelmi Magyarország területére, maradékukat 1941-ben telepítették át a Délvidékre, majd onnan a Völgységbe, Tolna vármegyébe, a kitelepített svábok helyére.

### Az 1848–49-es forradalom és szabadságharc
Batthyány Lajos miniszterelnök 1848. május 19-én felhívást intézett a fegyveres székelységhez, hogy a szerbek és horvátok ellen Szegeden alakítandó magyar táborba jöjjenek. A miniszterelnök a csíkszentgyörgyi Gál Sándort és Klapka Györgyöt indította bizalmas küldetéssel s nyomatott felhívásokkal a székelyek közé, mely felhívásokat a nép lelkesedéssel fogadott. A székely nép lett Erdélyben az „egyetlen biztos védőgát, melyen a reakció áradata megtört”, s mely mindvégig híven kitartott a szabadság és az új alkotmány védelme mellett. A képviselőház 1848. szeptember 19-i ülésében határozatban kimondta, hogy „a székely katonaságot terhelő törvénytelen és sérelmes határőrrendszert megszünteti, s őket a haza más polgáraival ugyanazon katonai terhek alá tétetni rendeli”, ezzel jelezve, hogy a székelyektől nem csak áldozatot kívánják, hanem régi sérelmeiket is orvosolják. Az 1848. október 16–18-án megtartott agyagfalvi Székely Nemzeti Gyűlésen mondta ki a mintegy 60 000 egybegyűlt, hogy kiállnak a magyar kormány és az Erdélyt Magyarországgal egyesítő törvény mellett. A békésen indult gyűlésen 17-én elterjedt a híre, miszerint a Partiumban román népfelkelők magyarokra támadtak, és ez arra sarkallta a jelenlévőket, hogy hadba szálljanak. Az agyagfalvi gyűlés jelentette tehát a székely népfelkelés kezdetét, székelység csatlakozását az 1848–49-es szabadságharchoz.

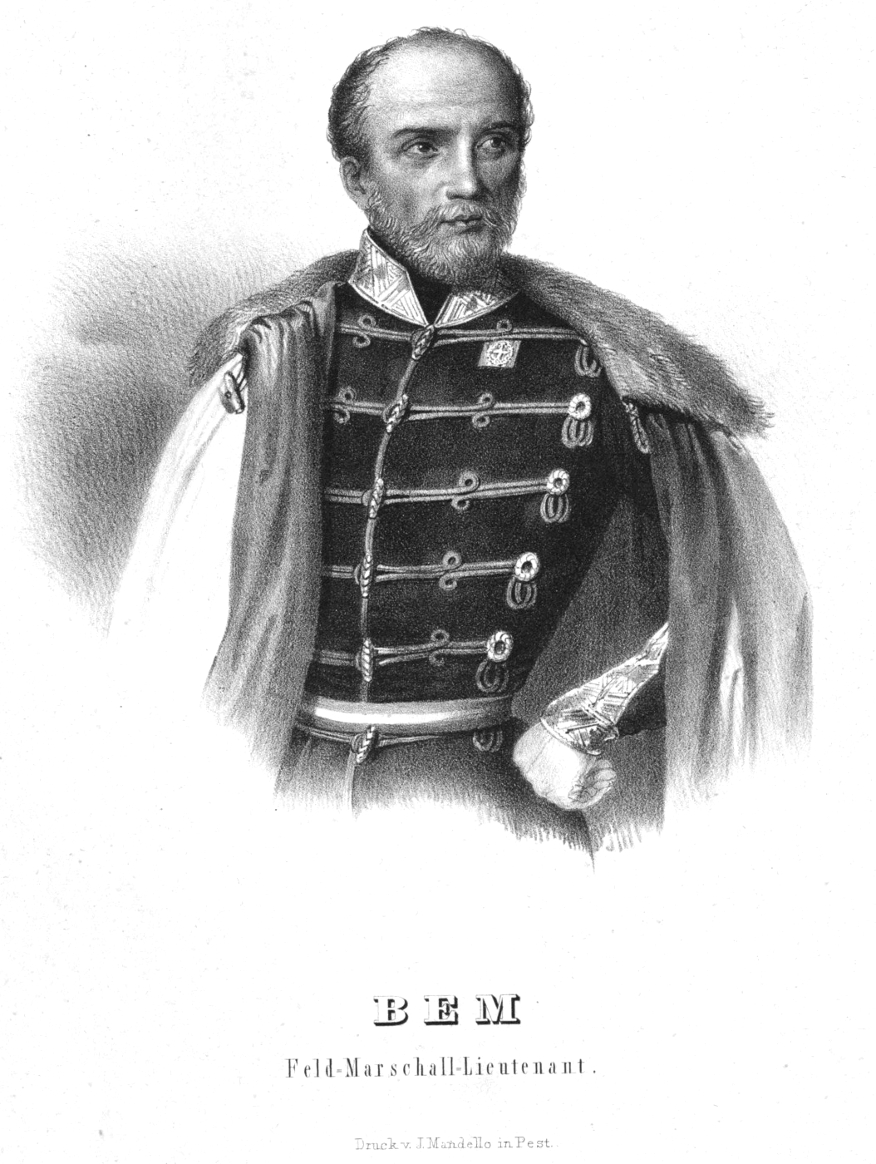
Bem tábornok

Az 1848. év végén nagyot fordult Erdély, egyben Székelyföld sorsa, miután Bem tábornok, a híres lengyel szabadsághős lett az erdélyi csapatok fővezére. Miután kiverte az ellenséget, melyet a hírhedt Karl Urban ezredes vezetett, Bukovinába. Bem apó – ahogy a székelyek nevezték – hadműveleteiben főként Székelyföldre támaszkodott. Ennek harcias, hazaszerető, önfeláldozó népe volt az ő legfőbb erőforrása. A harcokban tanúsított székely vitézséget a szabadságharc költője, Petőfi Sándor, örökítette meg:
Nem mondom én: előre székelyek!

Előre mentek úgy a hős fiúk,

Ottan kíván harcolni mindegyik,

Hol a csata legrémesebben zúg.

Csak nem fajult el még a székely vér,

Minden kis cseppje drága gyöngyöt ér

Úgy mennek a halál elébe ők,

Amint más ember a mennyegzőre mén;

Virágokat tűznek kalapjaik

Mellé s dalolnak a harc mezején.

Csak nem fajult el még a székely vér,

Minden kis cseppje drága gyöngyöt ér!

Az 1848–49-es forradalom és szabadságharc egyik utolsó székelyföldi színhelye Nyerges-tető volt, ahol 1849. augusztus 1-jén Gál Sándor tábornok Tuzson János alezredes vezetése alatt 200 honvédjére bízta a csatát. A székelyek élethalálharcot vívtak Eduard Clam-Gallas osztrák tábornok vezette osztrák és orosz csapatokból álló ellenséges hadsereg ellen, de a kis számú székely hadsereg – önfeláldozó küzdelmük ellenére – vereséget szenvedett az ellenségtől egy kászoni származású ember árulásának következtében. Kányádi Sándor így írt erről:
Végül csellel, árulással

délre körülvették őket,

meg nem adta magát székely,

mint a szálfák, kettétörtek.

Elámult az ellenség is

ekkora bátorság láttán,

zászlót hajtva temette el

a hősöket a hegy hátán.

A szabadságharcot követő elnyomatást nehezen tűrte a székely nemzet. Kossuth Lajos állítólagos megbízottai 1851-ben a Székelyföldön titkos összeesküvést szerveztek, melynek célja volt Makk József 1848/49-es tüzérezredes és Gál Sándor székely honvédezredes vezérlete alatt fölkelést indítani s lerázni a zsarnokságot. Az összeesküvés nem maradt titokban, egy bukaresti keltezésű feljelentés következtében felfedezték, részeseit elfogták, osztrák császári haditörvényszék elé állították. 1853. október 11-én Török János, Horváth Károly és Gálffy Mihály felségárulás címén kötél általi halálra ítélték, és 1854. március 10-én Marosvásárhelyen kivégezték őket. Nekik állíttatták a Székely vértanúk emlékművét, melyet Aradi Zsigmond szobrász készített, és 1875. június 27-én leleplezték le.

### A közigazgatási átszervezéstől az első világháborúig
A hagyományos felosztás az 1867-es kiegyezést követő közigazgatási átszervezéssel szűnt meg, mivel a feudalizmus megszűntével a székelyek korábbi kiváltságai is értelmüket vesztették. A magyar országgyűlés 1876-ban szüntette meg a székelyek sajátos önrendelkezési jogait és jogi intézményeit, az addigi autonómiájukat teljesen felszámolta, a modernizáció és a reformok jegyében. Ekkor a területet a következő vármegyékre osztották: Csík vármegye, Háromszék vármegye, Udvarhely vármegye, és részben Maros-Torda vármegye.
A századfordulón tervezetek születtek Erdély hiteléletének javítására, a szövetkezeti mozgalom kiterebélyesítésére, lépések történtek szociális-nemzeti szempontú telepítéspolitika bevezetésére. A legjelentősebb lépés a társadalmi élet és a kormányzat képviselőinek részvételével tartott 1902. évi tusnádi Székely Kongresszus volt, mely valójában komplex programot adott a Székelyföld fejlesztésére.
Az első világháború kitörésekor még úgy nézett ki, Székelyföldet elkerülik a komolyabb összetűzések, de ez a helyzet 1916-ra megváltozott. A központi hatalmakhoz húzó romániai politikusok kisebbségben maradtak, és augusztus 27-én este 9 órakor, Bécsben átadták a Román Királyság hadüzenetét a monarchiának, az I. Károly örökébe lépett Ferdinánd király csapatai pedig az éj folyamán átkeltek a Kárpátok valójában őrizetlen hágóin. A hatóságok az első napon hozzákezdtek a veszélyeztetett zóna kiürítéséhez, felszólították a lakosságot a Maroson túli területek elhagyására – ami elsősorban a magyar és szász városi népességet és a Székelyföldet érintette –, a román csapatok augusztus 30-án bevonultak a kiürített Brassóba, majd a Székelyföld nagy részét is megszállták. A román csapatokat csak októberre sikerült teljesen kiszorítani Erdélyből.

### A két világháború között

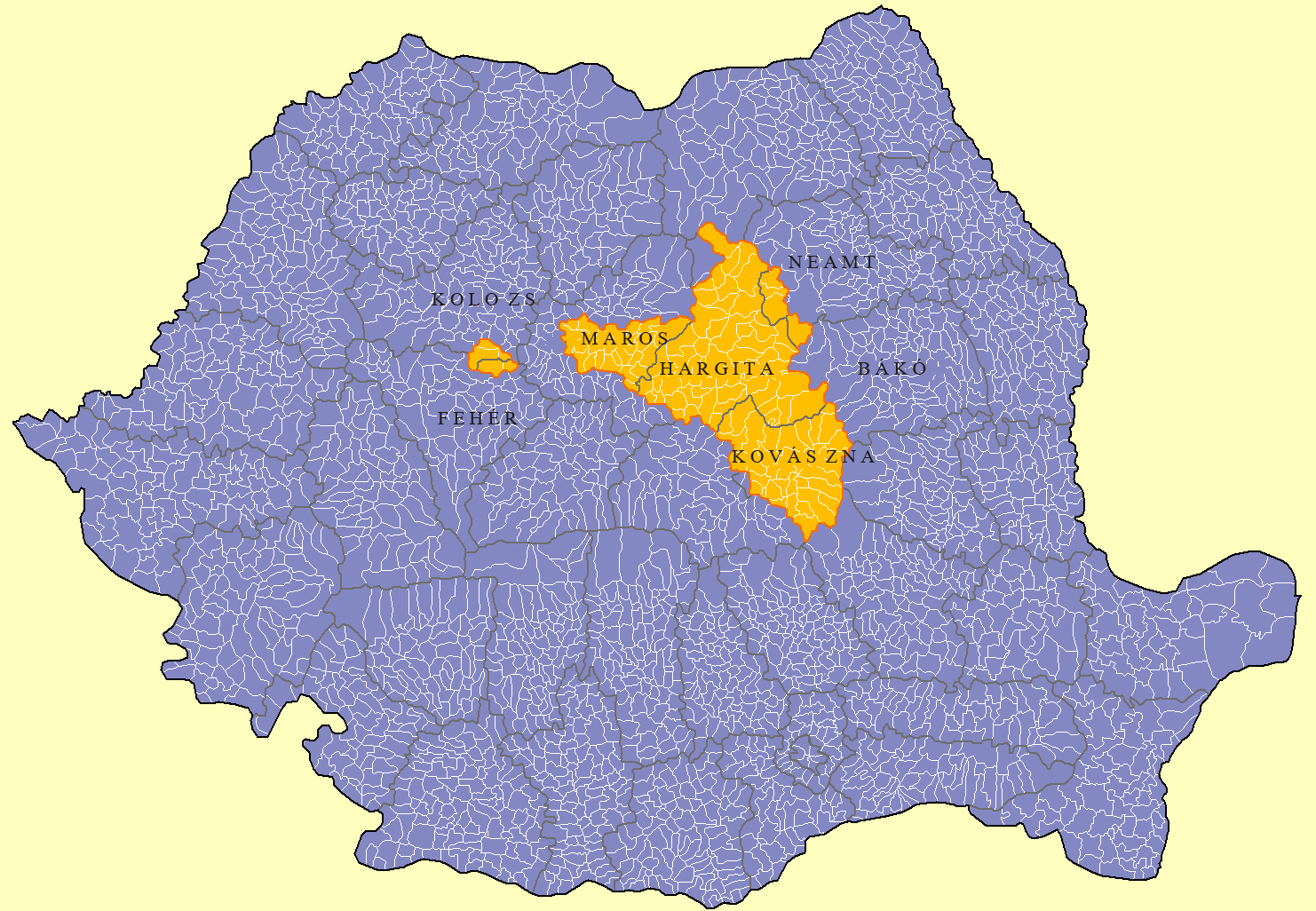
A történelmi Székelyföld a mai Románia területén

Az őszirózsás forradalom után, a belgrádi fegyverszünet alapján a román hadsereg a Maros vonaláig kezdett előrenyomulni. Ekkor született meg az önálló Székely Köztársaság terve a wilsoni elvekre hivatkozva. A Wilson-elv szerint – az első Székely Nemzeti Tanács támogatásával – Székelyföld önálló kis állammá vált volna úgy, hogy néhány vonatkozásban mégis Magyarországhoz tartozzon. Haderejét a nagyrészt reguláris katonaságból épp átszerveződő Székely Hadosztály adta volna. A marosvásárhelyi székely nagygyűlés felkarolta a gondolatot, de a kolozsvári Magyar Nemzeti Tanács és a budapesti kormány megbízottja ellenezték, mert szerintük túl korai és időszerűtlen volt az ötlet. A Székely Hadosztály megkísérelte Magyarországot is megvédeni a megszálló román csapatok ellen, azonban a gyenge felszerelés és a magyar kormány közömbössége miatt eredménytelenül, mivel a Károlyi Mihály-kormány a pacifista eszméktől vezérelve feloszlatta a magyar hadsereget. A Tanácsköztársaság idején megpróbálták helyrehozni a hibát, Felállították a Vörös Hadsereget és megtámadták a románokat (1919-es magyar–román háború), az offenzíva azonban csúfosan összeomlott, a román hadsereg pedig megszállta egész Magyarországot. A Székely Köztársaság terve végül ki sem bontakozhatott.
A trianoni békeszerződés aláírása után az erőszakosan románosító nemzetpolitika hatására sorra jelentek meg a „Csak románul beszéljenek!” feliratok a közintézmények és hivatalok falán. A kisebbségek anyanyelvének használatát tiltó sorozatos akciókat tetőzte az 1936. március 27-től életbe lépett új közigazgatási törvény, amely már egyenesen szigorú és megtorló intézkedések egész sorát írta elő az anyanyelv használatáért. 1938-ban ugyan megszületett a Kisebbségi Statútum, de kevés jelentőséggel bírt. Némi elenyésző változás az anyanyelvhasználat terén 1938 után volt észlelhető, de ezt a sürgető intézkedést is csupán külpolitikai érdekek hatására hozták meg.

### A második világháború alatt
A második bécsi döntés (1940. augusztus 30.) Észak-Erdéllyel együtt Székelyföldet (kivéve Aranyosszéket) is visszaadta Magyarországnak. A második világháború idején a Székelyföldön határőrséget állítottak fel, amely részt vett a harcokban és sikerrel védte Erdélyt, amíg a túlerővel szemben lehetett (Úzvölgyi csata). 1944. november elején – a Maniu-gárda kegyetlenkedései és más visszaélések miatt – a szovjet hadvezetés kiparancsolta a visszatérő román közigazgatást és szovjet katonai közigazgatást vezetett be Észak-Erdély területén, amely állapot 1945. március 5-éig (a Groza-kormány megalakulása) tartott.

### 1947-től a rendszerváltásig

A Magyar Autonóm Tartomány (sárgával és zölddel jelölve a későbbi Maros-Magyar Autonóm Tartomány)

1946 májusában Párizsban a nagyhatalmak megegyeztek Erdély és Székelyföld területi hovatartozásáról, majd az 1947. február 10-én aláírt párizsi békeszerződés alapján a Székelyföld, Észak-Erdély többi részével együtt, újra Romániához került.
Az 1948. január 25-én tartott népszámlálás adatai szerint a négy székely megyének (Maros, Udvarhely, Csík és Háromszék) összesen 740 381 lakosa volt. Udvarhelyen 97,3%, Háromszéken 87,7%, Csíkban pedig 86,9%-os volt a magyar anyanyelvűek aránya. A Mezőség felé terjedő, közel 330 ezres összlakosságú Maros megyében a magyarok csekély többségben voltak (50,8%).
Az 1950. szeptember 6-án életbe lépett 1950/5. számú törvény, amely megszüntette a két világháború között francia mintára kialakított közigazgatási rendszert (falu–község/város–járás–megye), és bevezette a szovjet mintára szervezett területi felosztást (község/város/municípium–rajon–tartomány). A reformot előkészítő szakértői anyagot a román kommunista vezetés részére Moszkvában készítették elő, és a Szovjetunióból már románra fordítva küldték Bukarestbe. A közigazgatási reform Erdély területén ugyanis 11 tartomány jött létre, ebből kilenc román többségű volt. A négy „székely megyét” két tartományra osztották: Sztálin tartomány Brassó székhellyel (a város nevét 1950-ben Sztálinvárosra változtatták) és Maros tartomány Marosvásárhely központtal. Csík megyét például úgy osztották ketté, hogy Gyergyó vidéke Maros tartományhoz, míg Csík és Udvarhely Sztálin tartományhoz került. A régi Maros megyéhez ugyanakkor a román Balázsfalvát és a vegyes, de román többségű Dicsőszentmártont csatolták.
Szovjet nyomásra 1952. szeptember 21-én létrehozták a Székelyföld nagyobbik részét magába foglaló Magyar Autonóm Tartományt Marosvásárhely székhellyel, ahol a magyarság száma meghaladta a 564 000-t (76,9%).
Az 1956-os forradalom hatására Erdélyben is szervezkedések kezdődtek, amelyet a Securitate hamar felszámolt, majd rengeteg magyar személyt elítéltek, sokan közülük a börtönben haltak meg, másokat szökés közben lőttek agyon, 1958. szeptember 1-jén pedig tíz személyt kivégeztek, közülük kilencen magyarok voltak, nagyobbrészt székelyek.
1960-ban e tartomány területét megkurtították (Háromszéket elcsatolták), ekkor jött létre a Maros-Magyar Autonóm Tartomány. Az átszervezéssel a magyarok száma 473 000-re (61,1%) csökkent, a románok száma 147 000-ről 266 000-re nőtt az adminisztratív intézkedések nyomán.
Az 1968-ban megejtett újabb közigazgatási átszervezés után megközelítőleg Hargita megye, Kovászna megye és Maros megye egy része alkotja a Székelyföldet. A „hivatalos”-nak mondott román népszámlálás adatai szerint 1977-ben Hargita megye lakosságának 85 százaléka volt magyar, míg Kovászna megyében 78,4 százalék. Maros megye székely székeit, a történeti Marosszéket és Nyárád mentét több román többségű régióval bővítették ki, így a székelység számaránya 44,3 százalékra esett vissza.
Az ún. szocialista iparosítás és a termelőerők észszerű elosztása ürügyén megváltoztatták az erdélyi városok etnikai arányait, beleértve a székelyföldi városokat is, mindezt a román nemzetstratégia jegyében. Ezzel párhuzamosan különösen az 1980-as években erősödött fel a pályakezdő erdélyi – és köztük a székelyföldi – magyar értelmiség Regátba való telepítése. Moldvából 800 ezer románt telepítettek Erdélybe, de Havaselvéről is sokan érkeztek. A tervszerű betelepítés Székelyföld városait sem kímélte, melynek első áldozata Marosvásárhely lett. Az erdélyi városokban az 1910-es népszámlálás adatai szerint a románok számaránya csak 19 százalék volt, ez néhány évtized alatt megváltozott. Székelyföld románosítása a megyeközpontok betelepítésével kezdődött, de a tömbmagyar térség etnikai fellazítására már nem került sor. A fejetlen gazdaságpolitika miatt eladósodott ország az 1980-as években rákényszerült a külföldi kölcsönök megadására, ezáltal a lelassult iparosítással párhuzamosan csökkent Székelyföld betelepítésének üteme is, ezt a román vezetés az iskolák elrománosításával próbálták „kiegyensúlyozni”. A székely megyeközpontokat a nyolcvanas években zárt városokká nyilvánították, ahová csak államalkotó románság telepedhetett.

Tiltakozó nagygyűlés a falurombolás ellen

1988-ban dolgozták ki a falurombolási tervet, melynek a 180 házból álló székely település, Bözödújfalu esett áldozatul, amelyet ugyanabban az évben vízzel árasztottak el.

### A rendszerváltás után

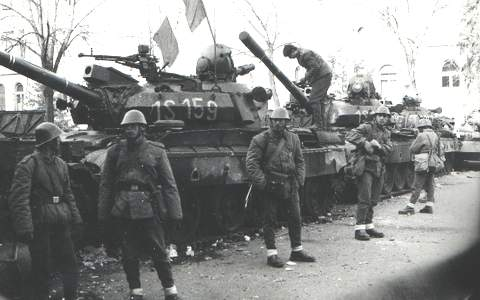
A román rendőrség és hadsereg jobbára tétlen szemlélő volt, majd kizárólag magyarokat tartóztattak le

1990 márciusában komoly etnikai zavargások voltak Marosvásárhelyen a románok és a magyarok között. A „fekete márciusnak” öt halottja (három magyar és két román) és körülbelül 300 sérültje volt, köztük Sütő András író. A román hadsereg csak harmadnap avatkozott be érdemben és fékezte meg az összecsapásokat, elkerülve így egy esetleges polgárháborút. Később több mint negyven embert ítéltek el, köztük csak két román volt, a többiek magyarok és magyar cigányok voltak.
A rendszerváltás óta az ortodox és görögkatolikus román egyházi intézmények és az állami szervezetek (hadsereg, csendőrség, rendőrség) szervezése útján folytatódott, folytatódik a románosítás. Az RMDSZ 1993-tól 1995-ig még ha bizonyos fontos kérdésekben nem is ért el előrelépést, de egy autonomista, magyar érdekek mentén megfogalmazódó politikát követett, de 1995–1996-ban ennek vége szakadt, annak ellenére, hogy önmeghatározása szerint:
a Romániai Magyar Demokrata Szövetség a romániai magyarság önrendelkezési jogának elvi alapján áll, mindazzal együtt ami ebből következik.
Szőcs Géza, az RMDSZ első három évének egyik meghatározó politikusa szerint a szervezet addigi alapvető belülről vezéreltségét, kívülről való irányítottság váltotta fel. Amíg Domokos Géza volt az RMDSZ elnöke, az erdélyi és egyben a székelyföldi magyar politika homogén vonásokat mutatott fel. Ilyen a Bukarest-centrikusság, a konfliktuskerülés, a román politika legitimálása a Nyugat irányában, ami ellen az autonóm magyar erőket képviselő Szőcs Géza és a mögötte felsorakozók folyamatos harcot vívtak, míg a 1992. október 25-én a kolozsvári nyilatkozat elfogadásával elvi síkon kiütéses győzelmet nem arattak.
Az RMDSZ kormányzati szerepvállalása 1996-tól az autonómiatörekvések ügyét negatív irányban befolyásolta:
ugyanis elvileg összeegyeztethetetlen egy önkormányzásra törekvő közösség közképviseletének országos kormányban, kormányzásban való részvétele akkor, amikor a saját önkormányzását nem tudja gyakorolni (…) a kormányprogramban nem szerepel az autonómiatörekvések elemzése és az erre vonatkozó törvényes keretek létrehozása.
Autonómiaügyben a 2000-es évekig nem történt komolyabb előrelépés a román és az RMDSZ-politikában, annak ellenére, hogy erre megvolt az igény. 2003-ban megalakult a politikai pártok fölött álló, közképviseleti elven szerveződő EMNT, Tőkés László, és SZNT Csapó I. József vezetésével, hogy Székelyföld autonómiáját a jog és a demokrácia eszközével vívja ki, alkalmazva a nemzetközi jog kínálta lehetőségeket. Utóbbi az autonómia eléréséért több megmozdulást is szervezett, mint a székely szabadság napja (2013. március 10.) vagy a Székelyek Nagy Menetelése (2013. október 27.), illetve további tömegmegmozdulásokat szervez a cél érdekében. 2004-ben több település is kiírta a népszavazást az autonómiáról, de ezeket a határozatokat a kormánymegbízottak (prefektusok) megtámadták és elérték érvénytelenítésüket, így végül az SZNT 2006-ban nemhivatalos népszavazást tartott: 254 település 395 008 szavazatra jogosult polgárának nyílt lehetősége szavazni Székelyföld autonómiájáról, az igenek részaránya 99,31% volt. A 2009-ben 25 település által kiírt autonómia népszavazás is a 2004-es sorsára jutott. Ugyanakkor az RMDSZ középvezetők, megyei, illetve települési önkormányzati vezetők a 2010-es években már az autonómia szükségessége mellett foglaltak állást, illetve a küszöbön álló romániai közigazgatási reform tervét kihasználva népszavazás kiírását kezdeményezték Székelyföld mint fejlesztési régió (ebben az esetben Hargita, Kovászna és a teljes Maros megyéről volt szó), illetve mint közigazgatási régió létrehozásáért, de eddig a román hatalom minden kezdeményezést megtámadott a kihelyezett kormánymegbízottjai révén.

## Közigazgatás
A mai értelemben vett Székelyföld Hargita, Kovászna és Maros, illetve kis részben Bákó, Brassó és Neamț megye területén fekszik. A történelmi Székelyföldhöz tartozó Aranyosszék Kolozs és Fehér megye területén található.
A mai értelemben vett Székelyföldön 18 város – melyből hét municípium (törvényhatósági jogú város) – és 134 község van, illetve ezek településrészei.
Megyék szerint:

| Megye    | Város | Ebből municípium | Község (központ) | Székelyföld (Aranyosszék nélkül) a jelenlegi megyehatárokkal (2014) |
| -------- | ----- | ---------------- | ---------------- | ------------------------------------------------------------------- |
| Bákó     | 0     | 0                | 1                | Székelyföld (Aranyosszék nélkül) a jelenlegi megyehatárokkal (2014) |
| Brassó   | 0     | 0                | 3                | Székelyföld (Aranyosszék nélkül) a jelenlegi megyehatárokkal (2014) |
| Hargita  | 9     | 4                | 58               | Székelyföld (Aranyosszék nélkül) a jelenlegi megyehatárokkal (2014) |
| Kovászna | 4     | 2                | 37               | Székelyföld (Aranyosszék nélkül) a jelenlegi megyehatárokkal (2014) |
| Neamț    | 0     | 0                | 3                | Székelyföld (Aranyosszék nélkül) a jelenlegi megyehatárokkal (2014) |
| Maros    | 5     | 1                | 32               | Székelyföld (Aranyosszék nélkül) a jelenlegi megyehatárokkal (2014) |

Székek szerint:

| Szék             | Város | Ebből municípium | Község (központ) | Az SZNT által javasolt székek |
| ---------------- | ----- | ---------------- | ---------------- | ----------------------------- |
| Bardóc-Miklósvár | 1     | 0                | 8                | Az SZNT által javasolt székek |
| Csík             | 3     | 1                | 23               | Az SZNT által javasolt székek |
| Gyergyó          | 3     | 2                | 16               | Az SZNT által javasolt székek |
| Kézdi            | 1     | 1                | 11               | Az SZNT által javasolt székek |
| Maros            | 5     | 1                | 32               | Az SZNT által javasolt székek |
| Orbai            | 1     | 0                | 6                | Az SZNT által javasolt székek |
| Sepsi            | 1     | 1                | 15               | Az SZNT által javasolt székek |
| Udvarhely        | 3     | 1                | 23               | Az SZNT által javasolt székek |

### Történelmi székek

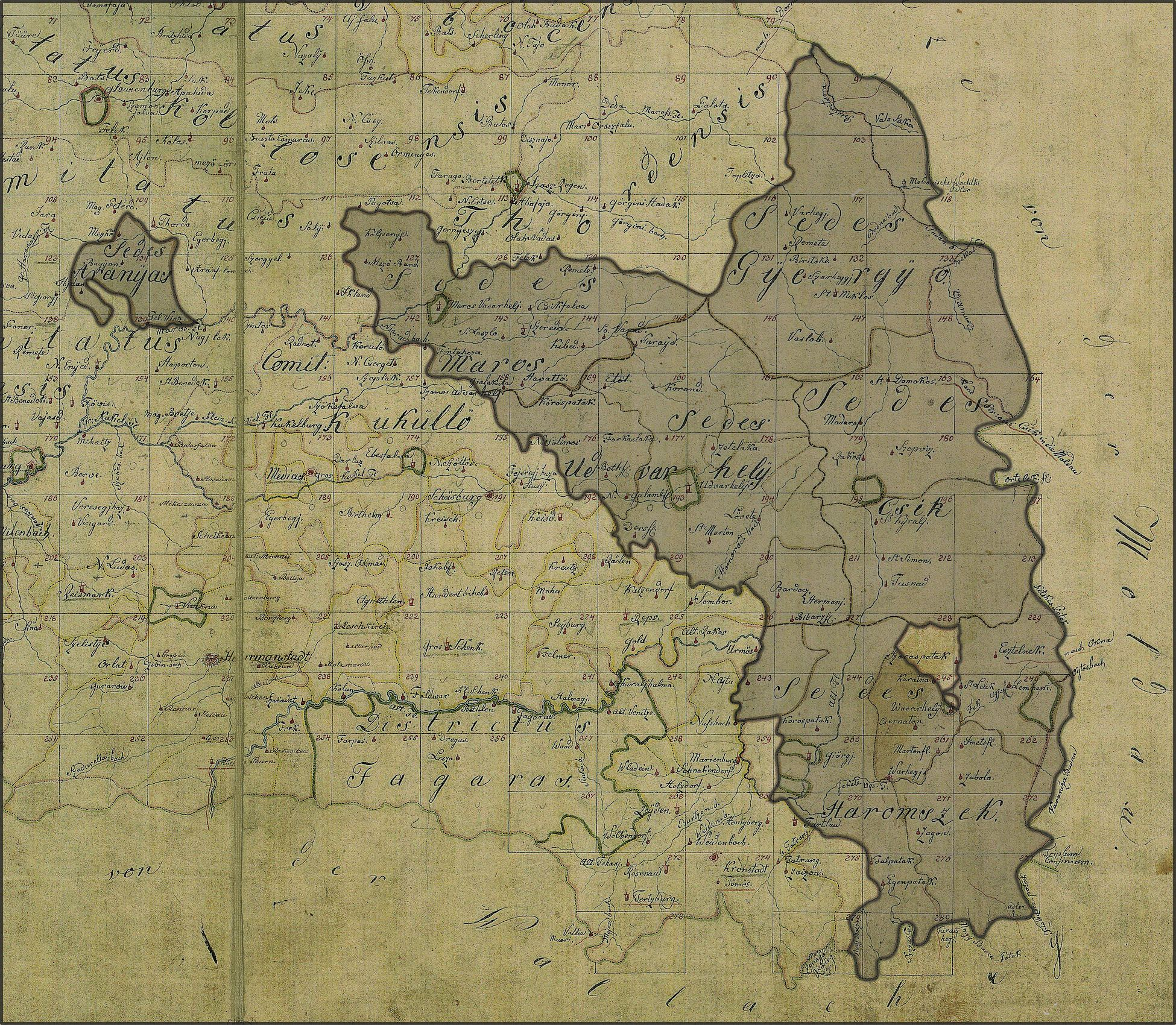
Székelyföld az 1770-es években

A székelyek közigazgatási területeit félezer éven át (1400–1876) székeknek nevezték (sedes), és ezek ugyanazt a szerepet töltötték be, mint a vármegyék. Megkülönböztették az eredetileg alakult fő- vagy anyaszékeket és a később ezek keretében alakult fiúszékeket (sedes filialis). Az első oklevelek általában csak földnek (terra) vagy területnek (districtus), vagy egyházi felosztás szerint esperességnek (dioecesis) nevezik a későbbi székeket.
A területi szervezkedés a pásztoréletről a földművelésre való áttérés korára, azaz a 13. század elejére tehető. A területi nevek meghatározása ingatag, és több mint egy évszázad alatt alakult ki. Ahogy a szomszédos szászoknál is váltakozott a meghatározás: használták a terra, districtus, comitatus szavakat, de a 14. század folyamán általánossá vált náluk a szék (sedes) elnevezés, mely mintául szolgált a székelyeknek, akik szintén a szék-rendszert vették át. Ez a 14. század végén kezdődött, s lassanként általánossá vált.
A legfőbb, központi, úgynevezett anyaszék Udvarhely volt, amely eredetileg Telegd néven szerepelt 1235-ben mint esperesség, majd mint terület. Telegdszékként V. István király egyik oklevelében említik, Udvarhelyszék néven 1448-ban fordul elő először. A széknek két fiúszéke volt, a délnyugati részen Bardócszék, nyugati részén Keresztúrszék.
A második főszék Marosszék (sedes Maros), amely a 15. század elején (1408–1410) szerepel először oklevelekben. Azonban székhelye, Székelyvásárhely (később Marosvásárhely) előfordul már 1344-ben.
1562-ben egyesült Háromszék néven három szék. Ezekből Sepsi (Sebus) már 1224-ben előfordult mint terület (terra Sicolorum terre Sebus) II. András király ama kiváltságlevelében, melyben a szászoknak önkormányzatot adott. A Sepsiszék nyugat felé nyúló része fiúszékké alakult Miklósvárszék néven. Társszéke, Kézdi szintén már az Árpád-korban szerepel, s hogy népes lehetett, mutatja az, hogy V. István király onnan telepítette be az újonnan alakított Aranyosszéket, amely 1291–93-ban már 29 helységet számlált. Kézdiszék néven 1427-ben említik először. A két szék között terült el Orbaiszék, amelyet oklevélben először csak 1419-ben említettek.
Háromszék felett északra nyúlt el hosszan a határszélen, a Kárpátok és a Hargita hegylánca között, az Olt folyó völgyében Csíkszék, melyet 1324-ben említenek először oklevélben. Széknek először 1419-ben említik. Később társult hozzá két fiúszék: északon Gyergyószék és délkeleten Kászonszék, de ugyanakkor Csíkszék Al- és Felcsíkra tagolódott.
Az összes székely székek száma tehát hét fő- és öt fiúszék. Ha a székelyek összességéről volt szó, mindig csak hét székről van írásos emlékezés. Oklevelekben „a hét szék székelyei” gyűjtőnév alatt szerepelnek, vagy mint „három nembeli székelyek” (trium generum Siculi), vagy összefoglalva „a hét szék három nembeli székhelyei” (universitas trium generum Siculorum septem sedium).

### A Székely Nemzeti Tanács által javasolt székek
A Székely Nemzeti Tanács által készített autonómia-statútum nyolc főszéket hozna létre.
Az autonóm régió területe a jelenlegi Kovászna és Hargita megyék területét, valamint a Maros megyéhez tartozó történelmi Marosszék területét foglalná magába. A Statútum 1. sz. melléklete tartalmazza Székelyföld autonóm terület határait és településeit. A székek hagyományos közigazgatási területek az alábbiak szerint:
„a) Kézdiszék, amelynek területe a hozzá tartozó településeket foglalja magába; székhelye Kézdivásárhely;
b) Orbaiszék, amelynek területe a hozzá tartozó településeket foglalja magába; székhelye Kovászna;
c) Sepsiszék, amelynek területe a hozzá tartozó településeket foglalja magába; székhelye Sepsiszentgyörgy;
d) Csíkszék, amelynek területe a hozzá tartozó településeket foglalja magába; székhelye Csíkszereda;
e) Udvarhelyszék, amelynek területe a hozzá tartozó településeket foglalja magába; székhelye Székelyudvarhely;
f) Gyergyószék, amelynek területe a hozzá tartozó településeket foglalja magába; székhelye Gyergyószentmiklós;
g) Marosszék, amelynek területe a hozzá tartozó településeket foglalja magába; székhelye Marosvásárhely;
h) Miklósvár- és Bardocszék, amelynek területe a hozzá tartozó településeket foglalja magába; székhelye Barót.”
Ezen a közigazgatási felosztás szerint a történelmi Aranyosszék nem tartozna a mai értelemben vett Székelyföldhöz, ellenben olyan településeket foglalna magába, amelyek közigazgatásilag nem tartoztak korábban a történelmi Székelyföldhöz, de többségben magyarok lakják. Ilyenek a történelmi Felső-Fehér vármegye peselneki járásának települései: Alsórákos, Apáca, Egrestő, Előpatak, Felsőrákos, Hídvég, Petek, Mikóújfalu, Peselnek, Sepsibükszád, Szárazpatak, Torja és Ürmös; jelenleg Maros megyéhez tartozó települések, mint Balavásár, Beresztelke, Gernyeszeg, Marossárpatak, Nagykend, Sáromberke és Szentdemeter. Ugyanakkor a statútum melléklete tartalmaz olyan jelenleg Hargita megyéhez tartozó települést is, amely nem volt folyamatosan a történelmi Székelyföld része és ahol a magyarok kisebbségben vannak (Maroshévíz), de nem tesz említést az 1950-es régiósításkor Neamț megyéhez csatolt településekről (például Gyergyóbékás község és az abból kivált falvak), illetve a Bákó megyéhez csatolt Gyimes és Gyimesbükk településekről, utóbbiaknak számottevő csángó-magyar lakossága van. A statútumban foglaltakkal ellentétben a 2009 nyarán kiadott Székelyföld térkép mindezeket a településeket magába foglalja, és ezzel a térképpel kezdeményezték ugyanaz év őszén a svájci székhelyű Nemzetközi Szabványügyi Szervezetnél (International Organization for Standardization; ISO) Székelyföld ISO 3166-2 földrajzi régiókódjának megigénylését, a 2009. szeptember 5-i székelyudvarhelyi Székelyföldi Önkormányzati Nagygyűlésen hozott határozat alapján.

### Városok
|      | Helység              | Lélekszám | Lélekszám | Lélekszám | Magyar lakosság | Magyar lakosság | Első írásos említés | Magasság | Sepsiszentgyörgy Csíkszereda Székelyudvarhely |
| 2002 | Helység              | 2011      | 2021      | 2002      | 2011            |                 | Első írásos említés | Magasság | Sepsiszentgyörgy Csíkszereda Székelyudvarhely |
| ---- | -------------------- | --------- | --------- | --------- | --------------- | --------------- | ------------------- | -------- | --------------------------------------------- |
| 1    | Marosvásárhely *     | 150 041   | 134 290   | 116033    | 70 108 (46,73%) | 57 532 (42,81%) | 1323                | 332 m    | Sepsiszentgyörgy Csíkszereda Székelyudvarhely |
| 2    | Sepsiszentgyörgy *   | 61 543    | 56 006    | 50 080    | 46 113 (74,93%) | 41 233 (73,62%) | 1332                | 555 m    | Sepsiszentgyörgy Csíkszereda Székelyudvarhely |
| 3    | Csíkszereda *        | 42 029    | 38 966    | 34 484    | 34 359 (81,75%) | 30 607 (78,55%) | 1558                | 662 m    | Sepsiszentgyörgy Csíkszereda Székelyudvarhely |
| 4    | Székelyudvarhely *   | 36 948    | 34 257    | 31 335    | 35 357 (95,69%) | 31 665 (92,43%) | 1333                | 477 m    | Sepsiszentgyörgy Csíkszereda Székelyudvarhely |
| 5    | Kézdivásárhely *     | 20 488    | 18 491    | 16 243    | 18 633 (90,95%) | 16 292 (88,11%) | 1407                | 565 m    | Sepsiszentgyörgy Csíkszereda Székelyudvarhely |
| 6    | Gyergyószentmiklós * | 20 018    | 18 377    | 15 884    | 17 524 (87,54%) | 15 388 (83,74%) | 1332                | 810 m    | Sepsiszentgyörgy Csíkszereda Székelyudvarhely |
| 7    | Maroshévíz *         | 15 880    | 13 929    | 12 609    | 4039 (25,43%)   | 3080 (22,11%)   | 1567                | 650 m    | Sepsiszentgyörgy Csíkszereda Székelyudvarhely |
| 8    | Szováta              | 11 614    | 10 385    | 9703      | 10 465 (90,11%) | 9104 (87,66%)   | 1578                | 502 m    | Sepsiszentgyörgy Csíkszereda Székelyudvarhely |
| 9    | Kovászna             | 11 369    | 10 114    | 9208      | 7539 (66,31%)   | 6354 (62,821%)  | 1548                | 560 m    | Sepsiszentgyörgy Csíkszereda Székelyudvarhely |
| 10   | Székelykeresztúr     | 9672      | 9650      | 8797      | 9201 (95,13%)   | 8923 (92,48%)   | 1333                | 393 m    | Sepsiszentgyörgy Csíkszereda Székelyudvarhely |
| 11   | Barót                | 9670      | 8672      | 7730      | 9271 (95,87%)   | 8129 (93,74%)   | 1224                | 480 m    | Sepsiszentgyörgy Csíkszereda Székelyudvarhely |
| 12   | Balánbánya           | 7902      | 6115      | 5414      | 2703 (34,21%)   | 2092 (34,21%)   | 1850                | 865 m    | Sepsiszentgyörgy Csíkszereda Székelyudvarhely |
| 13   | Szentegyháza         | 7042      | 6898      | 6468      | 6960 (98,84%)   | 6704 (97,19%)   | 1406                | 860 m    | Sepsiszentgyörgy Csíkszereda Székelyudvarhely |
| 14   | Nyárádtő             | 6554      | 6945      | 7007      | 599 (9,14%)     | 580 (8,35%)     | 1264                | 305 m    | Sepsiszentgyörgy Csíkszereda Székelyudvarhely |
| 15   | Nyárádszereda        | 5824      | 5554      | 5414      | 4890 (83,96%)   | 4452 (80,16%)   | 1493                | 365 m    | Sepsiszentgyörgy Csíkszereda Székelyudvarhely |
| 16   | Erdőszentgyörgy      | 5492      | 5166      | 4875      | 4149 (75,55%)   | 3808 (73,71%)   | 1333                | 355 m    | Sepsiszentgyörgy Csíkszereda Székelyudvarhely |
| 17   | Borszék              | 2864      | 2585      | 2391      | 2240 (78,21%)   | 1972 (76,29%)   | 1594                | 875 m    | Sepsiszentgyörgy Csíkszereda Székelyudvarhely |
| 18   | Tusnádfürdő          | 1728      | 1641      | 1372      | 1615 (93,46%)   | 1463 (89,15%)   | 1842                | 650 m    | Sepsiszentgyörgy Csíkszereda Székelyudvarhely |

*Municípiumok

### Politika
Székelyföld fő politikai erőit az erdélyi magyar pártok adják, azaz a Romániai Magyar Demokrata Szövetség (RMDSZ), a Magyar Polgári Párt (MPP) és az Erdélyi Magyar Néppárt (EMNP). A 2012-es választások szerint Székelyföldön az RMDSZ-nek van a legnagyobb támogatottsága, követi őt az EMNP, amelynek kevéssel nagyobb támogatottsága volt, mint az MPP-nek. A 2012-es helyhatósági választásokon mindegyik nagyobb román párt szerzett néhány mandátumot a megyei tanácsokban, illetve a városi önkormányzatokban.
A három magyar pártból jelenleg csak egynek van Székelyföldön a székhelye: az MPP-nek Székelyudvarhelyen. Régebb az RMDSZ-nek is a székelyföldi Marosvásárhelyen volt a központi székhelye, de Kolozsvárra költöztette.
A Székely Nemzeti Tanács bár nem párt, hanem közképviseleti szervezet, céljai és az azok eléréséért folytatott politikája fontos Székelyföld szempontjából. Minden székely település képviseletének szavatolásáért az 1500 magyar nemzetiségű lakosnál kisebb település a széki székely tanácsba egy küldöttet jelölhet. Az 1500 magyar nemzetiségű lakosnál nagyobb települések, minden újabb 3000 magyar nemzetiségű lakos után egy-egy küldöttet jelölhetnek. Az SZNT ugyanakkor nyitott minden párt felé, amelyik támogatja Székelyföld autonómiáját és cselekvően részt vesz annak elérésében.

### Autonómiatörekvések

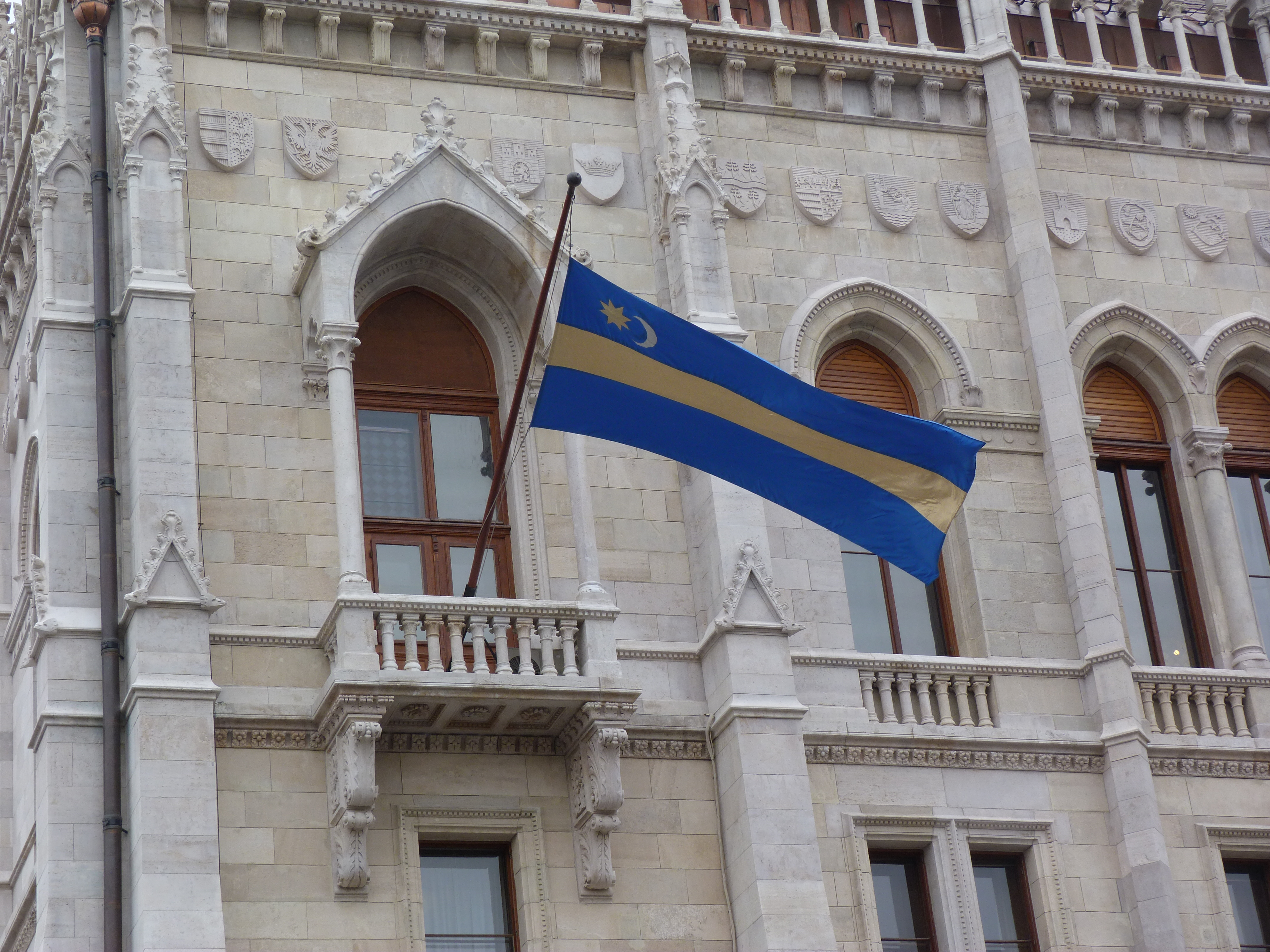
Székely zászló a budapesti Országház épületén

- 2003. október 26.: Sepsiszentgyörgyön megalakul a Székely Nemzeti Tanács (SZNT). Célja, hogy Székelyföld autonómiáját a jog és a demokrácia eszközével vívja ki, alkalmazva a nemzetközi jog kínálta lehetőségeket.[78]
- 2004. január 17.: a SZNT véglegesíti és elfogadja Székelyföld autonómiájának statútumtervezetét, amelyet március 1-jén Birtalan Ákos, Kovács Zoltán Attila, Pécsi Ferenc, Szilágyi Zsolt, Toró T. Tibor és Vekov Károly országgyűlési képviselők terjesztettek Románia parlamentje elé. A törvényjavaslatot a képviselőház és a szenátus is megvitatás nélkül elutasította.[78]
- 2006. március 15.: Székely Nagygyűlés Székelyudvarhelyen. A tömeggyűlésen 20 000 ember követeli Székelyföld autonómiáját. A résztvevők közfelkiáltással egy kiáltványt fogadnak el, amely lényegében egy közösségi akaratnyilvánítás az autonómia mellett.[78]
- 2006. október 7.: a SZNT nemhivatalos népszavazást tart. 254 település 395 008 szavazatra jogosult polgárának nyílt lehetősége szavazni Székelyföld autonómiájáról. 209 304 állampolgár ment el szavazni, ebből 207 864 mondott igent az autonómiára, a nem szavazatok száma 1108 volt, érvénytelen 300. Százalékban kifejezve tehát, az igenek részaránya 99,31%, az elutasító szavazatoké 0,52%, az érvényteleneké pedig 0,14%.[78]
- Néhány székelyföldi településen kitűzték a székely zászlót. A Hargita megyei prefektus átiratban figyelmeztette az MPP-s polgármesterrel rendelkező Gyergyószentmiklósi polgármesteri hivatalt e zászló levételére,[121] ennek ellenére egyre több székelyföldi önkormányzat épületére került ki a székely zászló, majd a további prefektusi feljelentések hatására[122][123][124] – melyet a székely közösségi jelkép elnyomásaként lehetett értelmezni, mivel Romániában jogi akadálya a zászlók kitűzésének jelenleg sincs[125][126] – 2013 elejétől kezdve a magyarországi,[127][128] majd felvidéki[129][130][131] és délvidéki[132] települések önkormányzatai, illetve a magyar parlament[133][134] is kitűzték a székely zászlót kifejezve ezzel is a „jelkép-harc”-ban való szolidaritásukat.[135][136]
- Több székelyföldi település önkormányzata népszavazási írt ki 2009. március 15-ére. A referendumon arról kérdeznék meg a polgárokat, hogy akarják-e, hogy a jelenlegi megyehatárok úgy módosuljanak, hogy az illető települések a létrehozandó Székelyföld autonóm közigazgatási egységhez tartozzanak.[137] A népszavazásokat nem tartották meg a kijelölt dátumon, ugyanis a prefektusok mindegyiket megtámadták a bíróságon, ahol ezeket alkotmányellenesnek minősítették.[138]
- 2009. május: A Székely Nemzeti Tanács lefoglalta a .sic legmagasabb szintű doméniumnevet, amit a doméniumnevek kiosztását és felügyeletét ellátó nemzetközi szervezet, az ICANN általában országoknak ad meg. A sic a siculitas rövidítése, amelynek fordítása székelység.[139][140][141]
- 2009. szeptember 4.: önkormányzati nagygyűlést tartottak Csíkszeredában, majd rá egy napra Székelyudvarhelyen, előbbit az RMDSZ, utóbbit az SZNT szervezésében. Székelyudvarhelyen elfogadták Székelyföld Autonómia Statútumát, amelyet a Székelyföldi önkormányzatok is elfogadnak. Ekkor fogadták el Székelyföld hivatalos jelképeinek az SZNT által már használatba hozott zászlót, címert, illetve a Székely Himnusz is hivatalos himnusza lett Székelyföldnek.[108][142] Ugyanekkor mutatták be Székelyföld jelenlegi térképét, amelyen a leendő autonóm terület közigazgatásilag 8 székre van felosztva (Maros, Udvarhely, Sepsi, Orbai, Bardoc-Miklósvár, Csík, Gyergyó, Kézdi). Ezen a területen zajlott a véleménynyilvánító népszavazás is.[143][144][145]
- 2013. március 10.: A székely vértanúk emléknapját, amikor a marosvásárhelyi Postaréten megemlékezést szoktak tartani az ott kivégzett székely vértanúkról (Bágyi Török János Gálffy Mihály és Horváth Károly), akik a Makk-féle összeesküvés részeseiként kívánták az elbukott magyar forradalom és szabadságharc lángját újra fellobbantani, az SZNT székely szabadság napjának[146] nyilvánítására hívta fel a székelyeket[147] és ezzel a megemlékezés egyben demonstráció lett Székelyföld autonómiájáért, melyen körülbelül 30 000 ember vett részt. A postaréti megemlékezés keretében beszédet mondott Tőkés László, Mark Gafarott Monjo, a Katalán Demokratikus Konvergencia Párt képviselője, aki a katalánok szolidaritásáról biztosította a tömeget. Ugyanakkor Dél-Tirol kormányzója, Luis Durnwalder és a Baszk Nemzeti Párt elnöke, Andoni Ortuzar levélben köszöntötte az egybegyűlteket és népeik szolidaritását fejezték ki a székelyekkel. A Magyar Közösség Pártjának elnöke, Berényi József és Szlovénia bukaresti nagykövete, Jadranka Sturm-Kocjan is levélben biztosította az egybegyűlteket támogatásukról, utóbbi arról is, hogy tiszteletben tartják az uniónak a kisebbségek védelmére vonatkozó törvényeit.[79][148][149] A megemlékezés után a demonstrálók a Maros megyei prefektúra épületéhez vonultak, ahol Románia kormányához címzett beadvány adtak át a prefektusnak, jelezve autonómiaigényüket:

a marosvásárhelyi Postaréten, a Székely Nemzetgyűlések hagyományainak folytatásaként összegyűlt székelyek, valamint a velük szolidaritást vállaló erdélyi magyar közösségek képviselői kinyilvánítjuk: igényeljük Székelyföld területi autonómiáját!
A marosvásárhelyi megmozdulással egy időben több magyarországi, nyugat-európai és észak-amerikai nagyvárosban is demonstrációkat tartottak. A marosvásárhelyi nagyszámú részvétel, illetve a Székelyek Nagy Menetelésén való szintén magas részvételre való tekintettel 2014 márciusában is megszervezésre kerül a demonstráció, melyre a szervezők legalább 100 000 embert várnak.

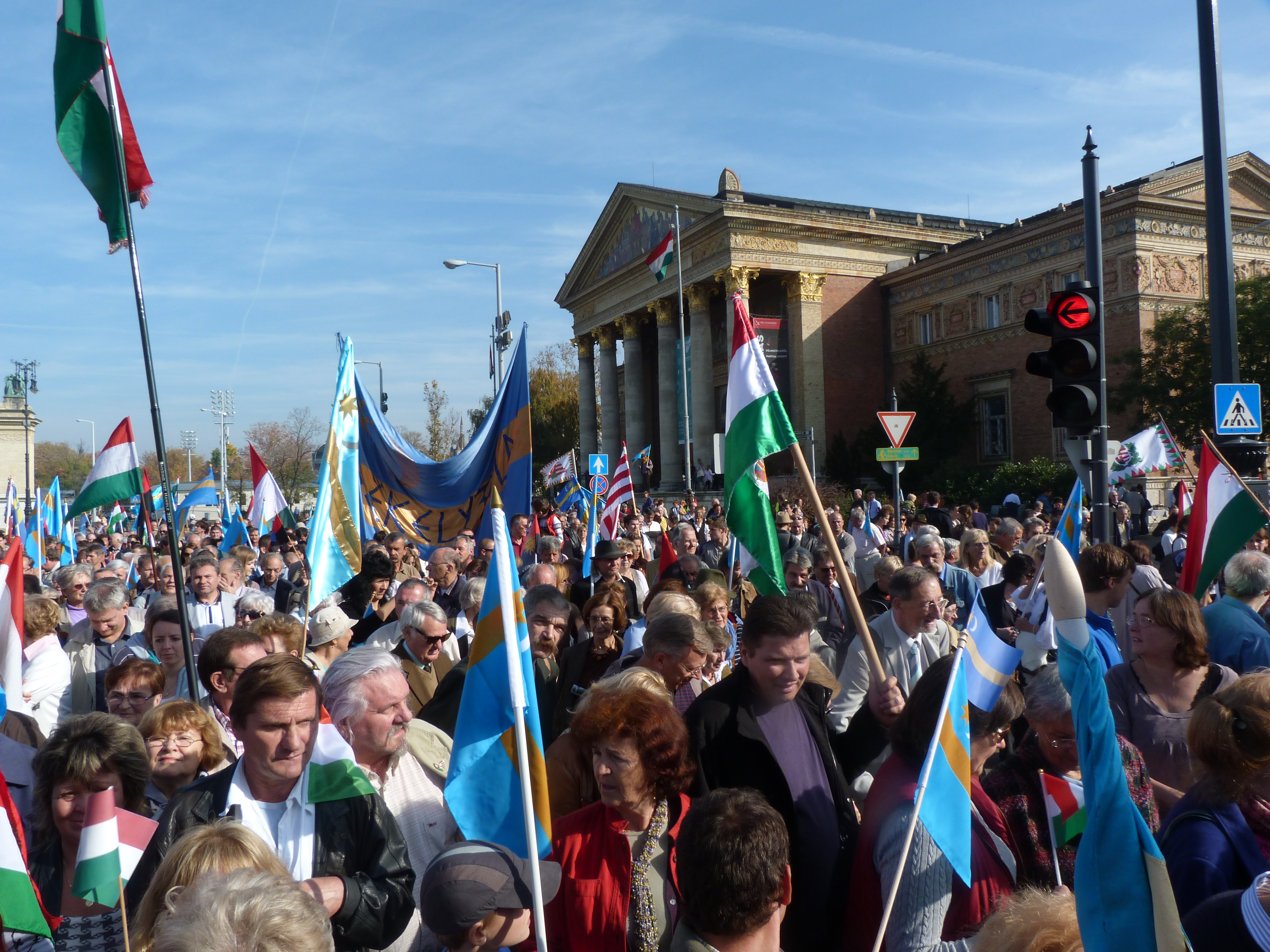
A Székelyek Nagy Menetelése szimpátiatüntetése a budapesti Műcsarnok előtt, 2013. október 27-én

- 2013. október 27.: Székelyek Nagy Menetelése, a Brassót Bákóval összekötő 11-es országút 54 kilométeres székelyföldi szakaszán menetelést és ebből kialakuló élőláncot szerveztek,[155][156] az 1963-as Washingtoni Menetelés, illetve a balti államok és a katalánok élőláncai mintájára[157] tiltakozásul a Romániában tervezett közigazgatási átalakítás ellen, és egyúttal Székelyföld területi autonómiája mellett tüntettek.[80] A tömegrendezvény 14 helyszínére Erdély egész területéről érkeztek tüntetők, székely és magyar zászlók ezreivel. A tüntetés mellett Budapesten és több más magyarországi településen is szimpátia-tüntetést tartottak.[156][158][159] Európa és Észak-Amerika több nagyvárosában is szolidaritási megmozdulások voltak a Székely Nemzeti Tanács (SZNT) háromszéki tüntetésével párhuzamosan.[160][161][162][163] A menetelésen olyan európai közösségeknek a zászlaját is kitűzték, amelyek a székelység támogatásaként jelentek meg az autonómia eléréséért folytatott küzdelemben. A helyszínen baszk, katalán, skót és dél-tiroli zászlókat is lehetett látni.[80][164] A meneteléssel a SZNT és a hozzá csatlakozott erdélyi magyar pártok és szervezetek példátlan összefogással[165][166][167] az egységes, autonóm Székelyföld iránti elkötelezettségüknek adtak nyomatékot. Adataik szerint mintegy 120 ezren vonultak a tömegben, bár a román hatóságok ezt a számot csak 15 ezernek állították be.[168][169][170] Ugyanakkor incidens is köthető az eseményhez: az eseményre bérelt és előre kifizetett vonat mozdonya, amelyik Csík vidékéről szállította volna a székelyeket a menetelésre – a hivatalos közlés szerint elromlott.[171][172][173] Sokan ezt a román állam befolyásának tulajdonították, mellyel próbálták szabotálni, megakadályozni részvételt.[170][174] Híradások szerint sikertelenül, mivel a szervezők és vezető politikusok felhívása nyomán a menetre tartók hathatós segítségével és nagyon gyors önszerveződésnek köszönhetően autókkal, buszokkal indultak a menetelésre a pórul jártak.[172][173][175][176] A menetelés résztvevői kiáltványban erősítették meg, hogy élni akarnak az önrendelkezés jogával, és e jog alapján követelik Székelyföld államon belüli önkormányzását.[177] A székelyföldi menetelést az eseményt megnyitó egyik ökumenikus istentisztelettel együtt a Duna Televízión és a Kossuth Rádióban is élőben közvetítették.[178]

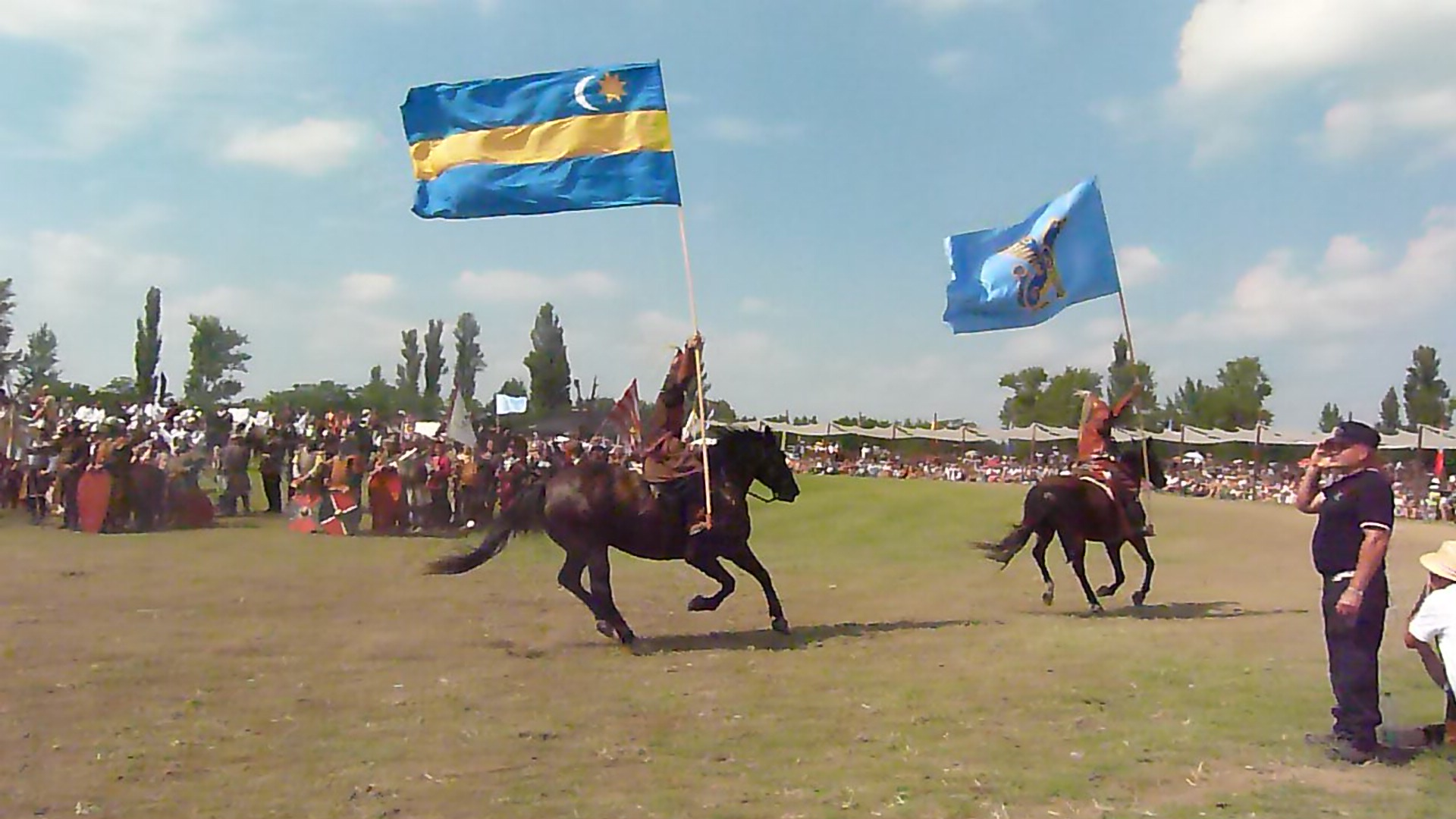
Székelyföld a Kurultájon - 2014

## Népesség

Etnikai térkép

A 2011-es népszámlálási adatok alapján, az SZNT által behatárolt területen Székelyföld népessége 810 367 fő.
A lakosság etnikai összetétele a következő: 581 159 fő (71,72%) magyar, 183 511 fő (22,65%) román, 32 809 (4,04%) roma és 12 888 (1,59%) egyéb nemzetiségű.
Ebből:
- városi lakosság: 388 041 fő (47,74%)
- falusi lakosság: 422 326 fő (52,26%)
- férfi: 406 640 fő (50,18%)
- nő: 403 727 fő (49,82%)

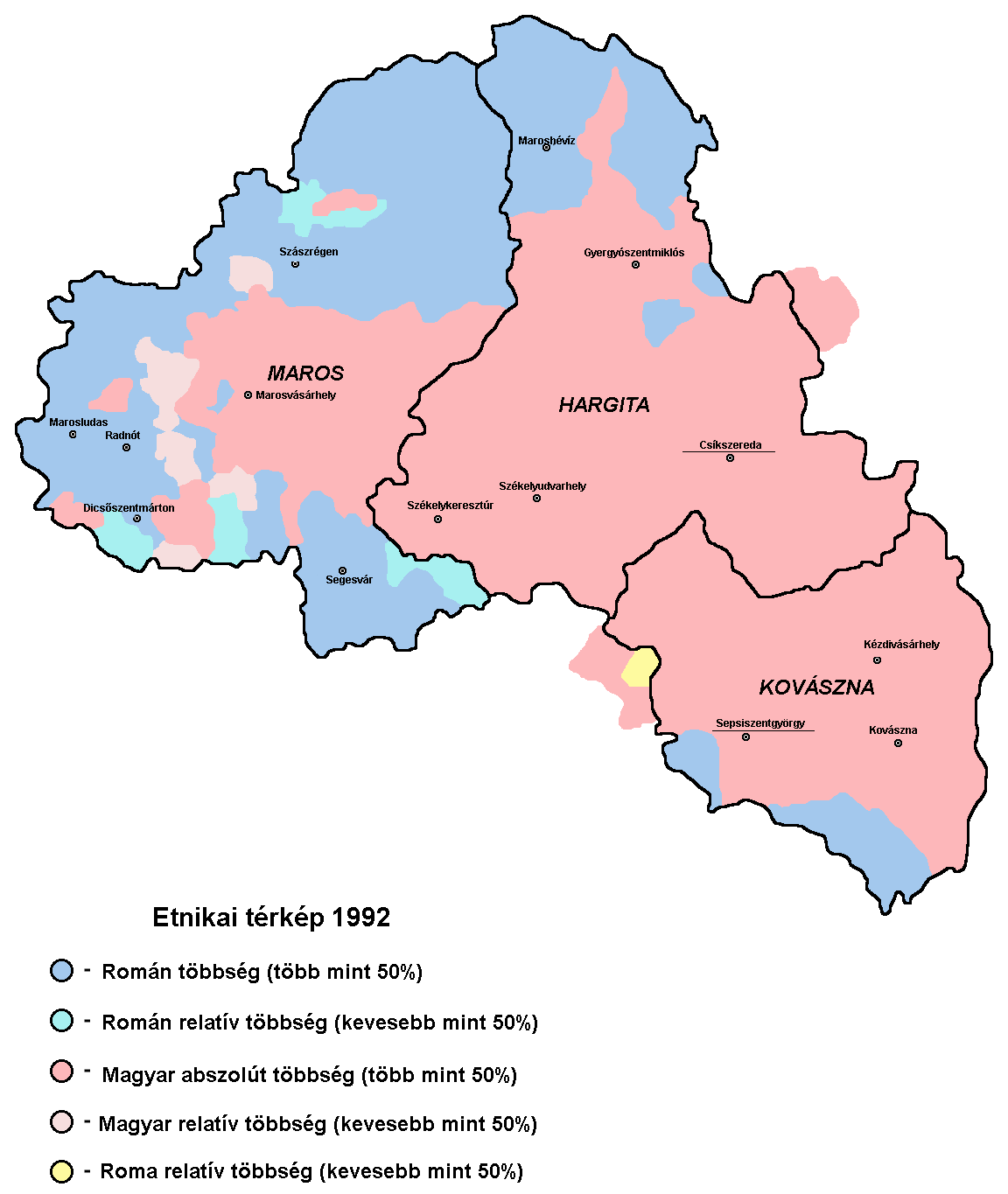
Székelyföld etnikai térképe (1992)
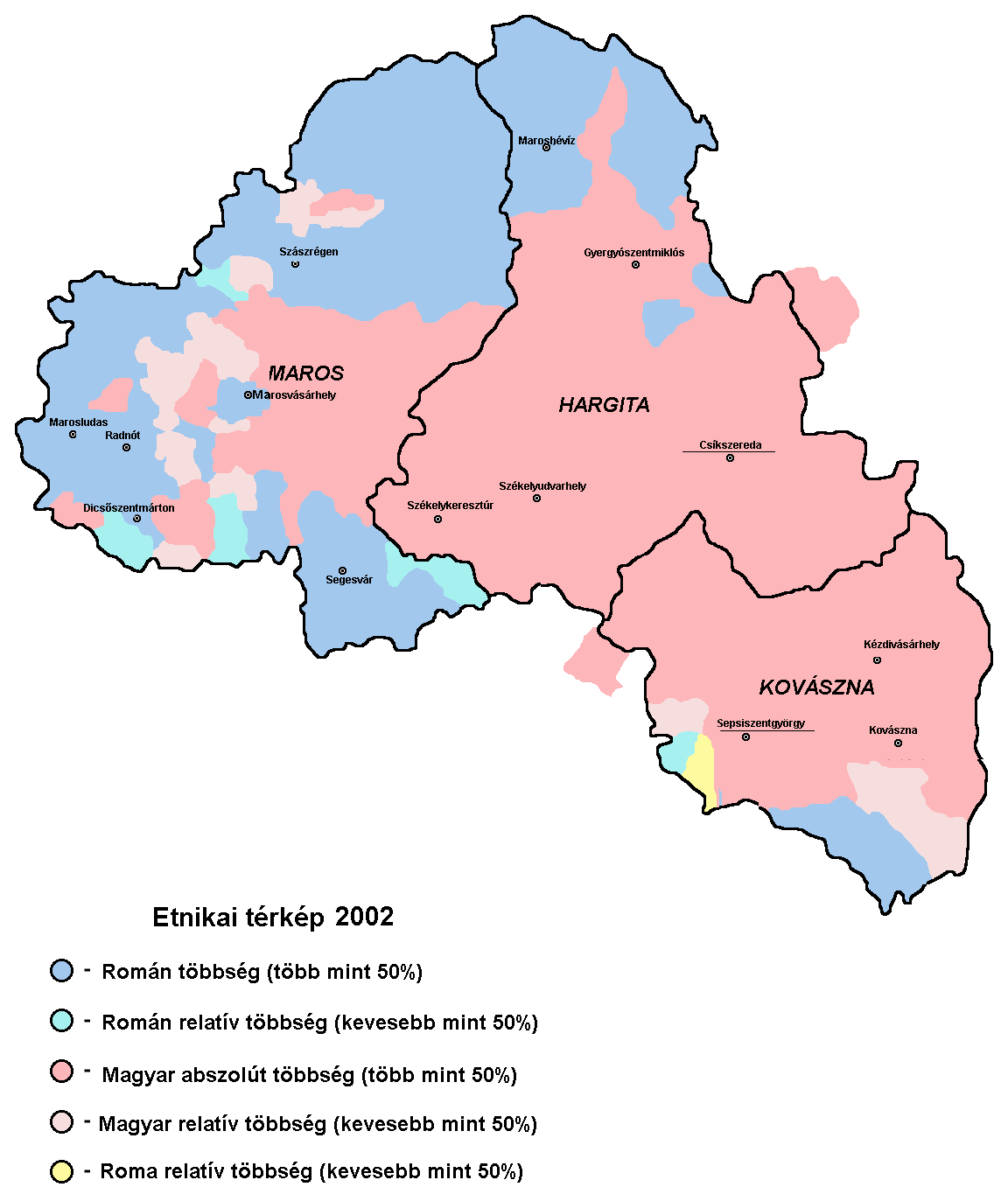
Székelyföld etnikai térképe (2002)

## Vallások
Székelyföldön a legtöbben a római katolikus felekezethez tartoznak, de nagyszámú református és unitárius székely lakossága is van. A román nemzetiségűek főképp görögkatolikusok voltak, de a kommunista hatalom 1948-ban betiltotta a görögkatolikus egyházat, és a híveket görög keletieknek (ortodoxoknak) nyilvánították. Nagy részüket be is kebelezte a román ortodox egyház, de egy kevesen megmaradtak hitüknél. Ugyanakkor a székelyföldi ortodoxok számát a kommunista időben Moldvából és Havasalföldről betelepített románok is növelték.
Székelyföld felekezeti megoszlása:

| Felekezetek     | 2002     | 2002   | 2011     | 2011   |
| Felekezetek     | Népesség | Arány  | Népesség | Arány  |
| --------------- | -------- | ------ | -------- | ------ |
| Római katolikus | 335 599  | 39,59% | 314 888  | 38,86% |
| Református      | 226 615  | 26,73% | 209 289  | 25,83% |
| Ortodox         | 183 308  | 21,62% | 175 890  | 21,7%  |
| Unitárius       | 42 995   | 5,07%  | 39 020   | 4,82%  |
| Pünkösdista     | 7924     | 0,94%  | 11 206   | 1,38%  |
| Evangélikus     | 3420     | 0,4%   | 2814     | 0,35%  |
| Baptista        | 2398     | 0,28%  | 2156     | 0,27%  |
| Görögkatolikus  | 5730     | 0,67%  | 5195     | 0,64%  |
| Izraelita       | 159      | 0,02%  | 70       | 0,01%  |
| Más             | 39 586   | 4,68%  | 49 833   | 6,14%  |
| Összesen        | 847 734  | 100%   | 810 367  | 100%   |

## Kultúra
A székely népi kultúra legismertebb jellegzetességei a látványos népviselet, a sajátos néptánc, népdal és népzene, illetve a székelykapuk. A Székelyföldi Legendárium által is összegyűjtött sokszínű mese- és mondavilág különös világba vezeti az olvasót. A székely és csángó (gyimesi) népdaloknak egyedülálló hangzásvilága van.
A fazekas- és díszítőművészetben egyes tájak különösen gazdag formavilágot alakítottak ki, mint a „tipikusan székely” és összetéveszthetetlen csíkdánfalvi fekete kerámia vagy a korondi kerámiaedény-készítés és -festés. Számos nagy írónk, zeneszerzőnk és képzőművészünk merített a gazdag székely néphagyományokból, mint Benedek Elek, Tamási Áron vagy Bartók Béla. Egyes könnyűzenei alkotók is felhasználnak székely vagy csángó népzenei elemeket, kezdve az Illés-együttestől a Balkan Fanatikon át Sebestyén Mártáig. Utóbbi három gyimesi csángó dalfeldolgozást is énekelt a Deep Foresttel együtt, a legismertebb a Márta dala, azaz a Marta’s Song. A népi kultúrához tartoznak továbbá a jellegzetes székely ételek is, mint például a kürtőskalács.

### Művészetek
Székelyföld művészete szorosan kötődik a magyar kultúrához, hisz annak része is. Kialakulásának időpontját nehéz megállapítani, de feltehetően a honfoglalás korában alakult ki. A székely kultúra, művészet tényleges kifinomulása a középkorra tehető. A székelység művészete sokáig nem különült el a Magyar Királyság többi részének művészetétől, nem ismerhető fel a „székelység”. Kezdeteiben az 1791-ben alakított Erdélyi Magyar Nyelvmívelő Társaság még nem is kezelte külön, az 1885-ben létrejövő Erdélyrészi Magyar Közművelődési Egyesület (EMKE), majd az 1888-ban alapított Erdélyi Magyar Irodalmi Társaság még mindig nem székelyként, hanem erdélyi magyarként gyűjtötte össze a helyi értékeket. Az EMKE könyvtárakat (több mint kétszázat) és népdalosköröket alakított irodalmi tevékenysége mellett. Ugyanebből az időből származnak az első olyan erdélyi társaságok, amelyek már nem pusztán erdélyiek, hanem azon belül is székelyek, mint a Székely Szövetség, vagy a Székelyföld nyugati csücskében, Marosvásárhelyen létrejövő Kemény Zsigmond Irodalmi Társaság. A Magyar Királysággal újra egybeforró Erdélyben az erdélyi egyesületek hangsúlyozni kívánták a Magyarországgal való egységet, ez pedig alkalmat adott arra, hogy most már magán Erdélyen belül is megjelenjenek a különböző tájegységi szerveződések.
A második világháború után Erdélyt ismét elszakították Magyarországtól. A kialakuló helyzetben az erdélyi magyar – és azon belül székely – művészet nehéz helyzetbe került, de mindezek ellenére erősen tartotta és tartja jellegzetességét, amely megkülönbözteti az anyaországi és erdélyi magyar művészettől. Erre példát találhatunk az irodalomban, ahol általában sajátos humor és észjárás jellemzi, de leginkább attól lesz székely irodalom, hogy a székely kultúrához és a Székelyföldhöz kötődik tematikájában. De kiemelhetjük akár építészetét vagy népművészetét, amelynek jellegzetessége is megkülönbözteti Erdély többi részétől, vegyük csak példának a székelykapus házak sorát, a fatornácos székely parasztházat vagy a korondi, illetve csíkdánfalvi kerámiát.

### Tudomány
Kiemelkedő székely tudósok Apáczai Csere János filozófiai és pedagógiai író, teológus, a hazai művelődés, tudományosság és nevelésügy úttörője, a Magyar encyclopaedia (1655) megalkotója és megjelentetője, aki közt szolgáló tevékenységében harmóniát teremtett erdélyi, magyar, európai és egyetemes emberi értékek között és Kőrösi Csoma Sándor, aki utazó, nyelvtudós, könyvtáros, a tibetológia megalapítója és a tibeti–angol szótár megalkotója volt.

A Bolyaiak szobra Marosvásárhelyen

Marosvásárhelyt a Bolyaiak városának is nevezik, ugyanis itt töltötte élete nagy részét Bolyai Farkas és fia, Bolyai János, akit a legnagyobb magyar matematikusnak tartanak. Mindketten a marosvásárhelyi református temetőben vannak eltemetve. Marosvásárhelyen született Vályi Gyula matematikus, feltaláló, az MTA tagja.
Napjaink egyik világhírű székely tudósa a csíkkarcfalvi születésű, az Amerikai Egyesült Államokban élő Barabási Albert László fizikus és hálózatkutató, akinek szakterülete a hálózatelmélet. 2003 óta az Amerikai Fizikai Társaság, 2004 óta a Magyar Tudományos Akadémia, 2007 óta pedig az Academia Europaea tagja.

### Oktatási rendszer
Mivel Székelyföld nem alkot közigazgatási egységet, hanem több megyéhez tartozik, ezért a megyei beosztáshoz igazodó romániai tanügyigazgatási rendszerben nincs önálló oktatási rendszere. A magyar közoktatásnak nincs biztosítva sem a szakmai intézményi háttere, sem a szakmai felügyelete. Az oktatási hatóság felső szintjein és a megyei tanfelügyelőségeken részben a mindenkori politikai helyzettől függően vezetői funkciókban biztosítva van a magyar képviselet. Az alap- és középfokú oktatási intézmények jórészt az illetékes megyei tanfelügyelőségek felügyelete alá tartoznak. A magyarországi eredetű tanulmányi versenyek, közös projektek, magyarországi nyomtatású tankönyvek és munkafüzetek révén a tanintézetek jellegzetesen elkülönülnek más, román, illetve szórványban levő vegyes (román és magyar) tannyelvű oktatási intézményektől, ahol minden magyarokat érintő döntést megelőzően kompromisszumot kell kötni a román többséggel.
Az általános iskolákban rendszeresen megszervezik a helyi tanulmányi versenyeket, és bekapcsolódnak a magyarországi versenyekbe is (Zrínyi Ilona Matematikaverseny, Kárpát-medencei Rovásírásverseny stb). Ugyanakkor egy-egy kistérséghez tartozó iskolák saját vetélkedőket is szerveznek (Nagyapó mesefája mesemondó verseny, Bekecsaljai tantárgyverseny). A magyarság tömbjellegéből adódóan Székelyföldön ritka a vegyes tannyelvű (magyar és román tagozat egyazon intézményben) óvoda, illetve iskola, amely ma leginkább csak Marosvásárhelyre jellemző. A legnevesebb székelyföldi középiskolák a Bolyai Farkas Elméleti Líceum, a Márton Áron Főgimnázium, a Székely Mikó Kollégium, a Tamási Áron Gimnázium és a Salamon Ernő Gimnázium. A román–magyar tagozatos középiskolák közül neves az Egyesülés Főgimnázium (Colegiul Național „Unirea”), amely az egykori Rákóczi Ferenc Római Katolikus Főgimnázium épületében van, mely épületet 2005-ben a római katolikus egyháznak visszaszolgáltattak. Jelenleg szervezik a II. Rákóczi Ferenc Római Katolikus Főgimnázium újraindítását, mivel az önkormányzat nem tartotta be a bérleti szerződésben foglaltakat. Neves a román tannyelvű Alexandru Papiu Ilarian Főgimnázium (Colegiul „Alexandru Papiu Ilarian”) az egykori Felsőbb Leányiskola épületében, amely 1919. október 3-i megnyitásától az első román tannyelvű középiskola volt a Felső-Maros vidékén. Mindkét román tannyelvű középiskola Marosvásárhelyen van. Két tagozatosként kiemelhető a szintén marosvásárhelyi Művészeti Líceum és Sportlíceum.
A felsőfokú oktatásban jelentős szerep hárul a Sapientia Erdélyi Magyar Tudományegyetemre, ahol 2001-től Marosvásárhelyen és Csíkszeredában egyaránt zajlik oktatás. Ugyanakkor a Babeș–Bolyai Tudományegyetem évente kihelyezett tagozatokat indít a nagyobb székelyföldi városokban. Más felsőfokú oktatási intézmények a Marosvásárhelyi Orvosi és Gyógyszerészeti Egyetem, Marosvásárhelyi Színművészeti Egyetem, Edutus Főiskola (volt Modern Üzleti Tudományok Főiskolája) Székelyudvarhelyi Képzési Központ, Budapesti Corvinus Egyetem nyárádszeredai kihelyezett tagozata, és mások. Mindezek mellett még mindig jelentős azon székelyföldi diákok száma is, akik Kolozsváron vagy más nagyvárosokban folytatják tanulmányaikat, ugyanakkor egyre több magyarországi és felvidéki diák jelentkezik a székelyföldi egyetemekre. Román tannyelvű egyetemek Marosvásárhelyen találhatóak, ezek a Petru Maior és Dimitre Cantemir Egyetemek.

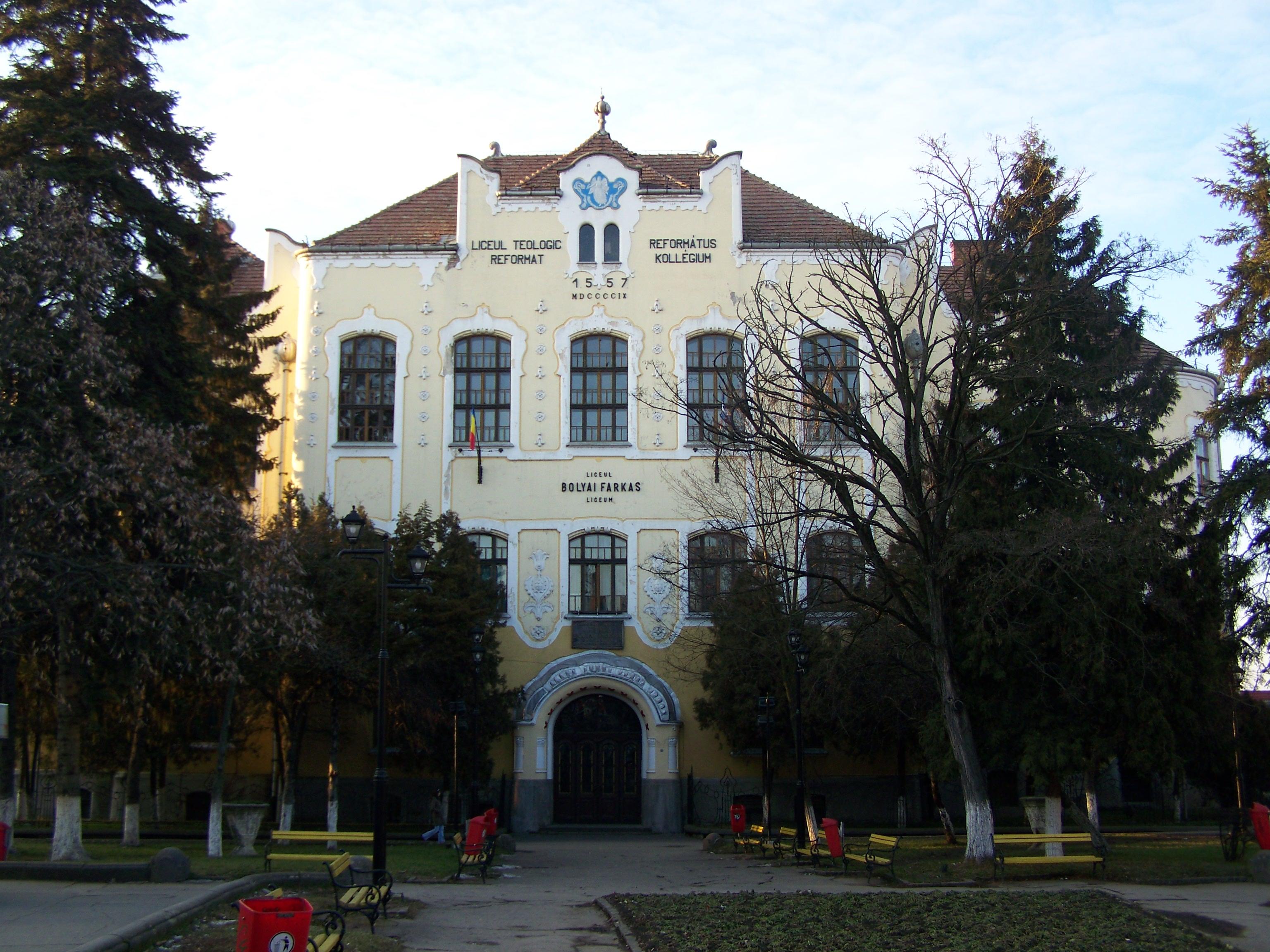
A marosvásárhelyi Református Kollégiumnak és a Bolyai Farkas Líceumnak otthont adó épület a Bolyaiak szobra felől nézve
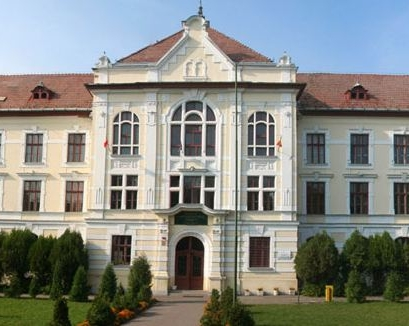
A marosvásárhelyi Egyesülés Főgimnázium, az egykori Rákóczi Ferenc Római Katolikus Főgimnázium épületében
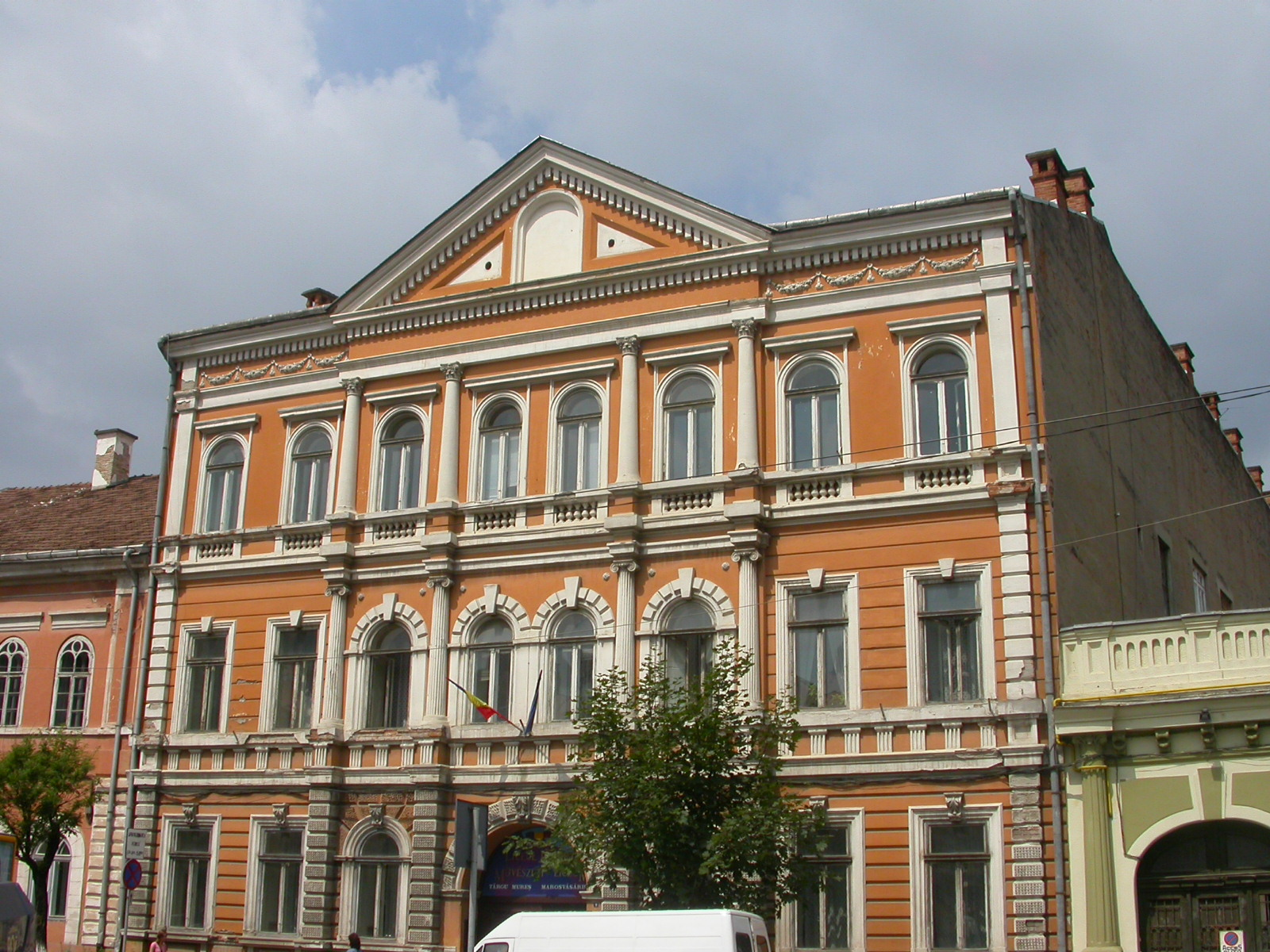
A marosvásárhelyi Művészeti Líceum műemlék épülete
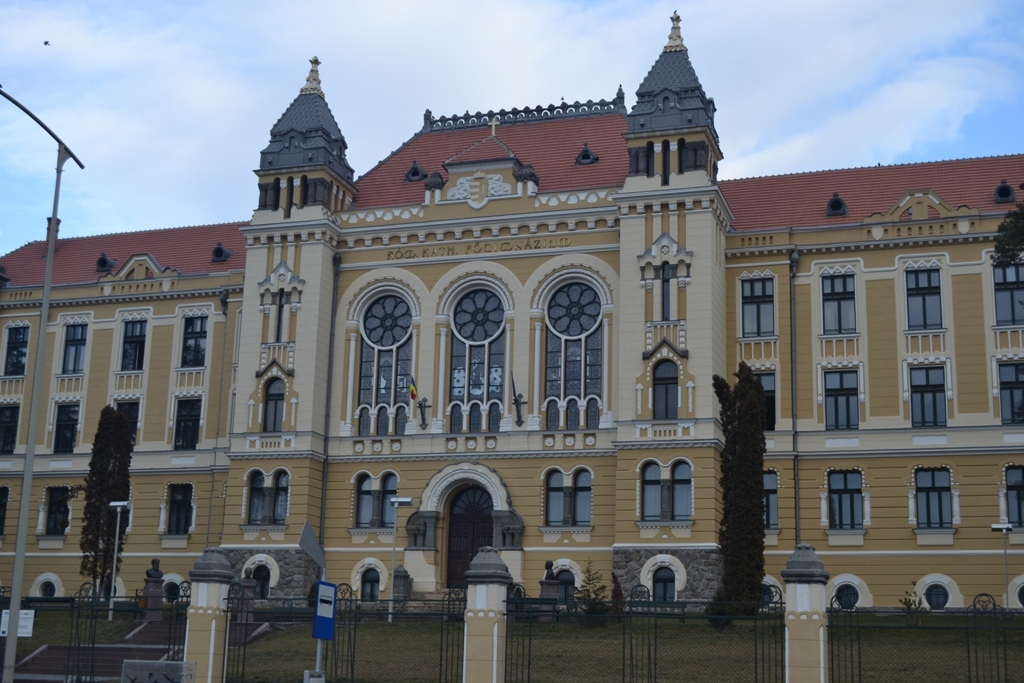
A csíkszeredai Márton Áron Főgimnázium
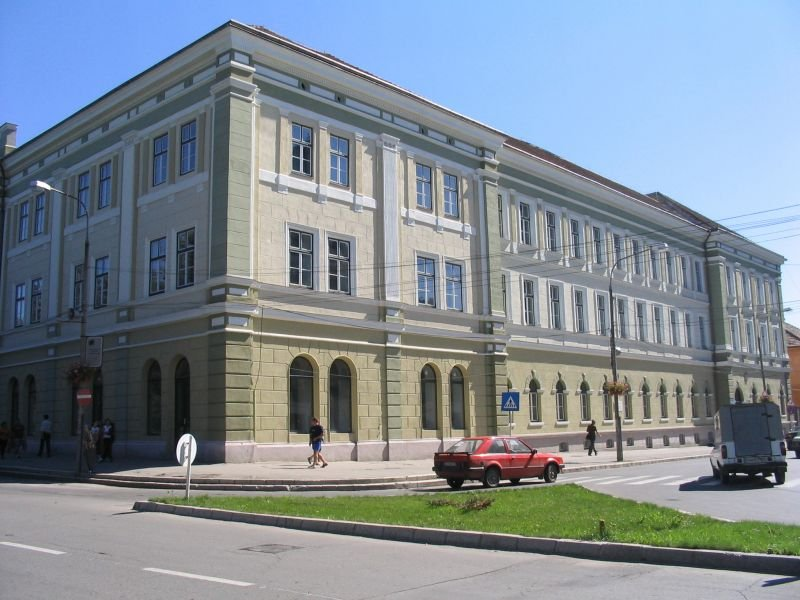
A sepsiszentgyörgyi Székely Mikó Kollégium
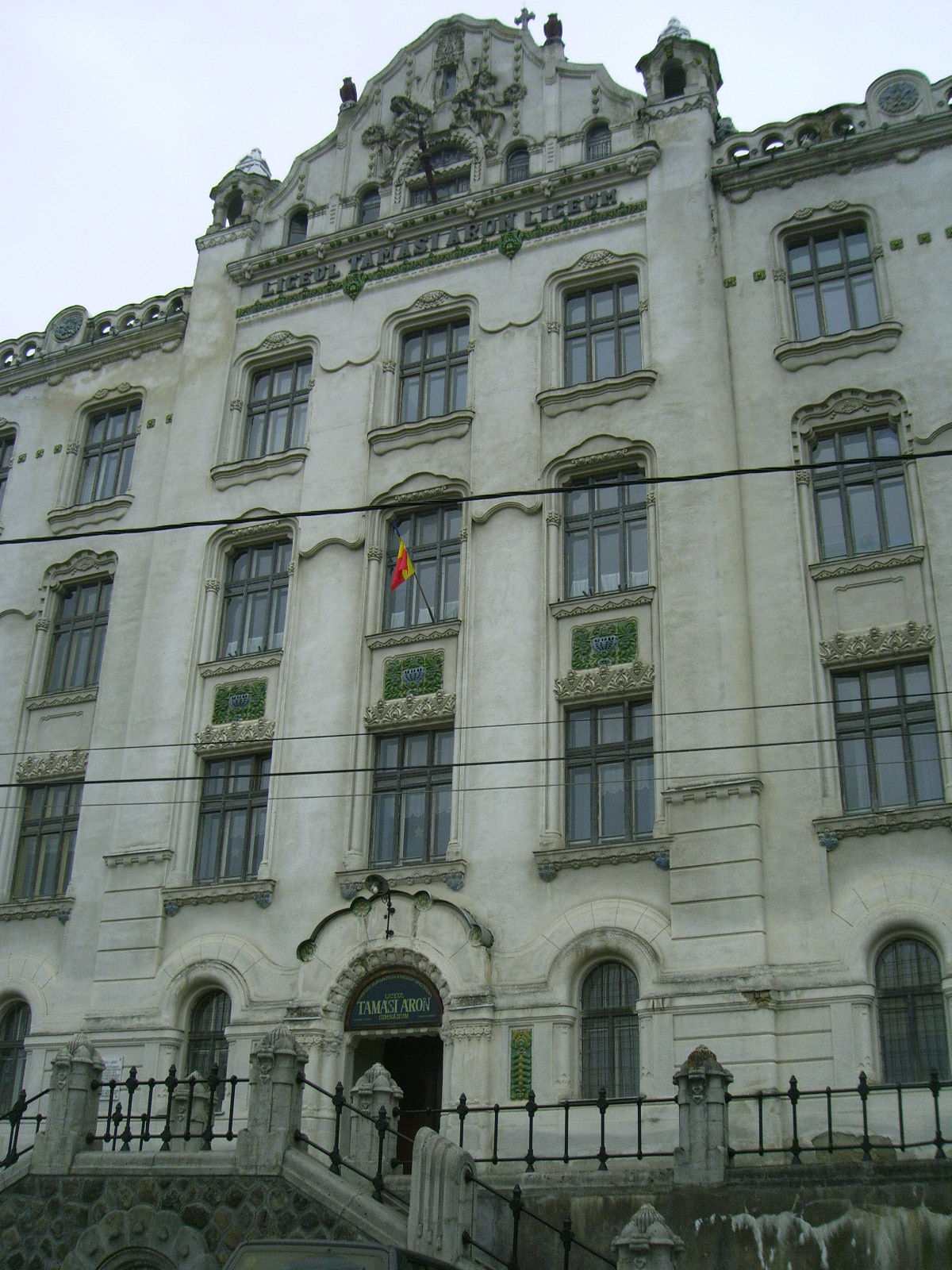
A székelyudvarhelyi Tamási Áron Gimnázium
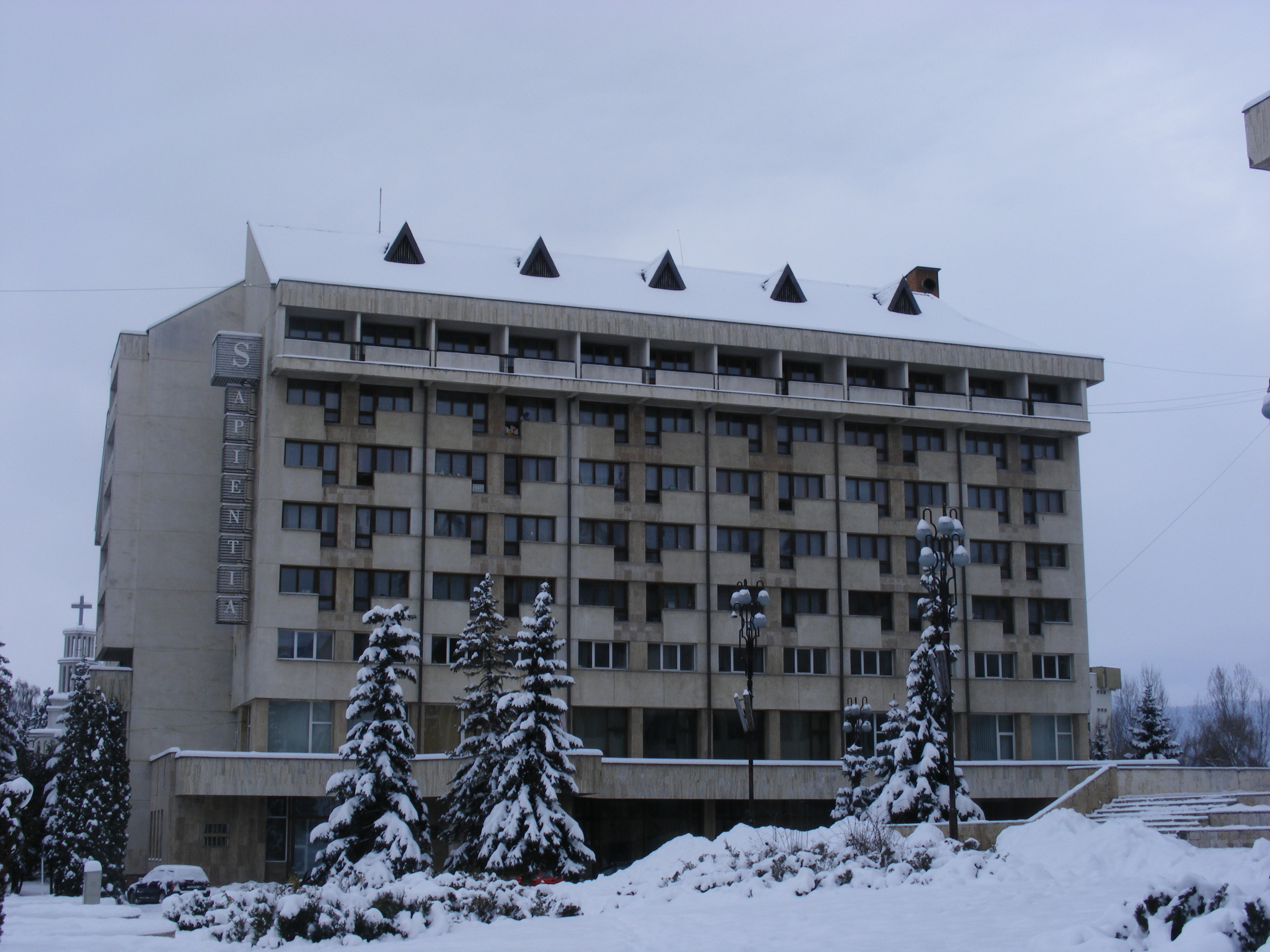
A Sapientia EMTE csíkszeredai épülete télen
A Sapientia EMTE marosvásárhelyi épülete
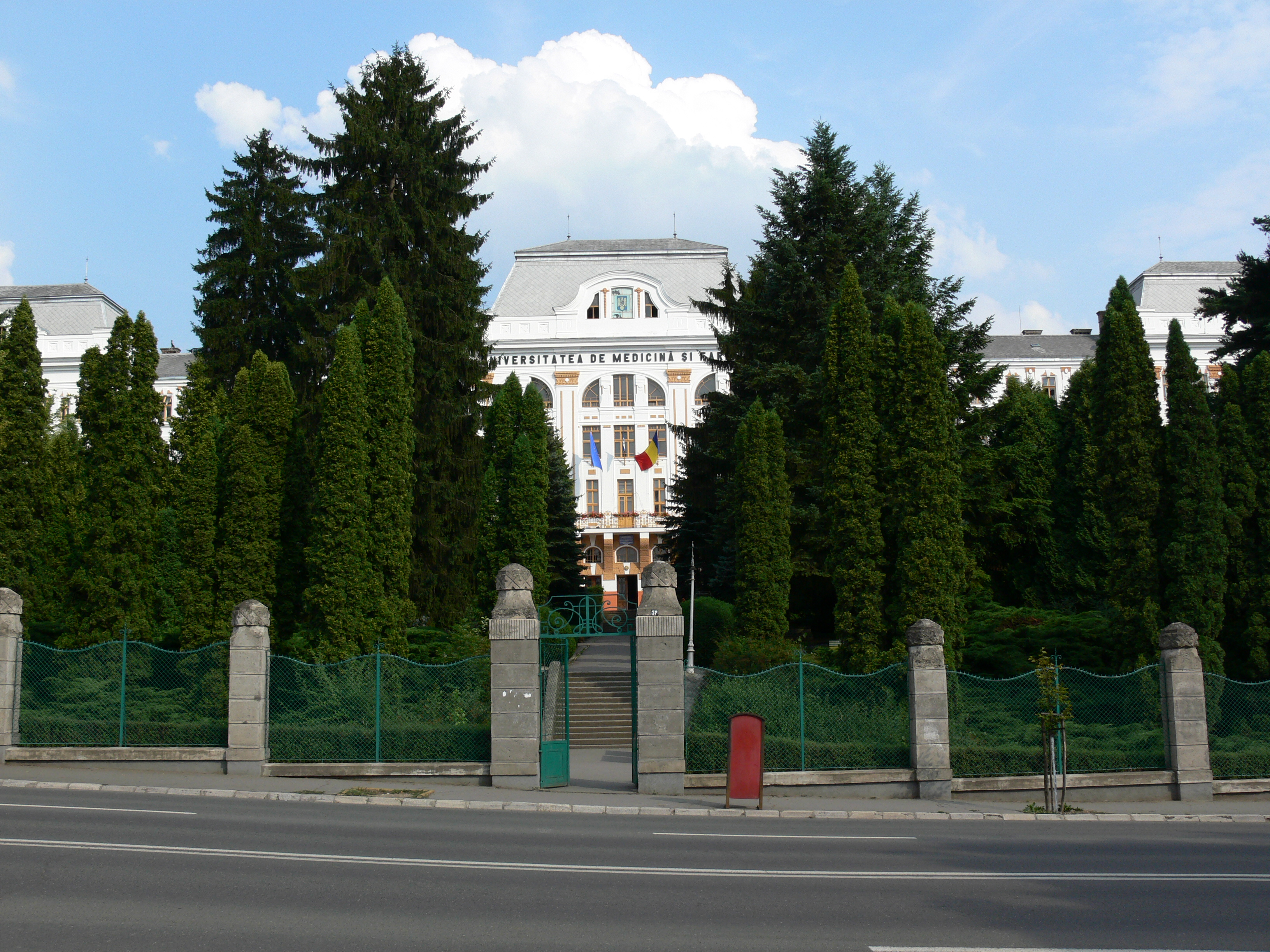
A Marosvásárhelyi Orvosi és Gyógyszerészeti Egyetem
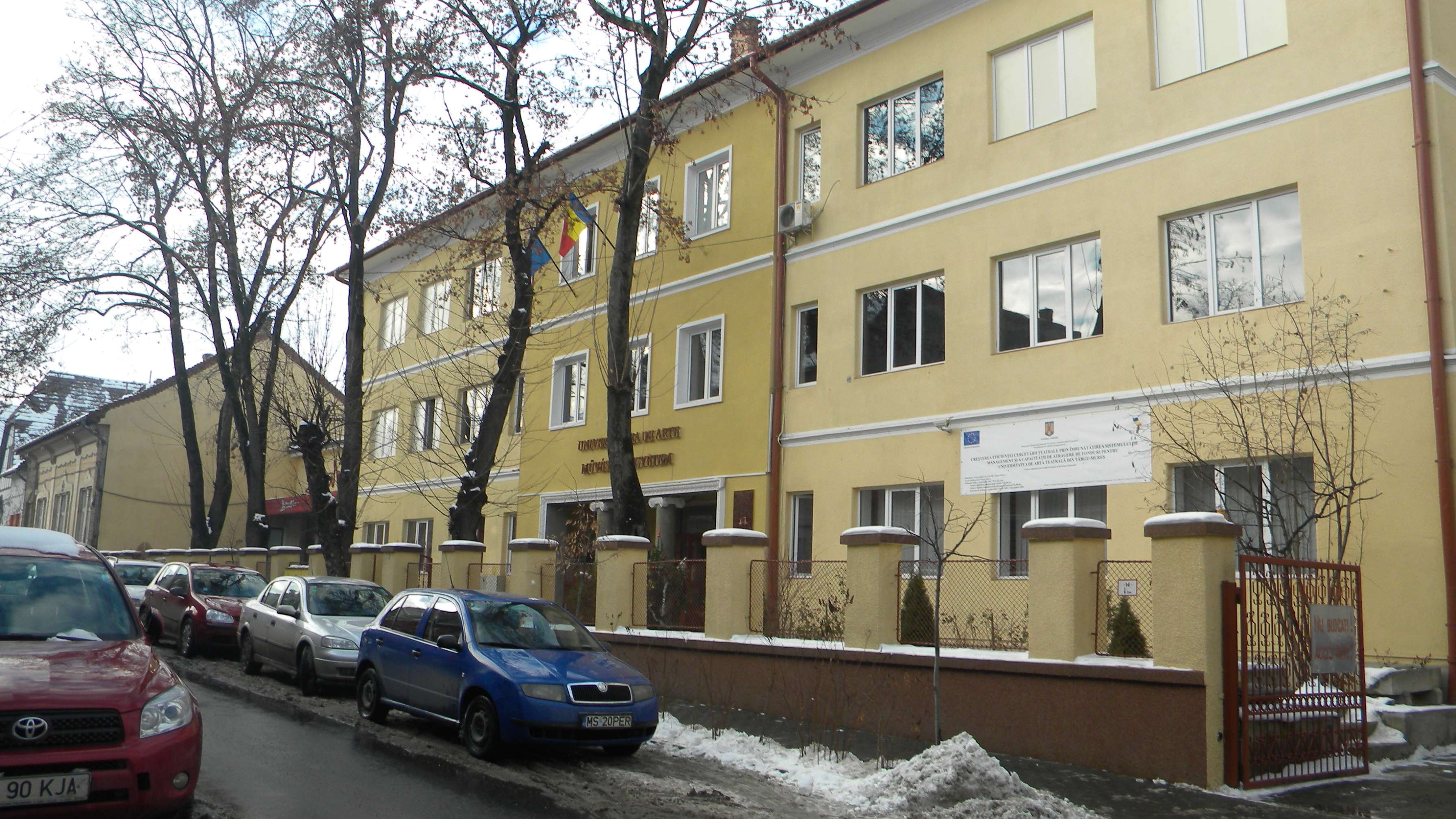
A Marosvásárhelyi Művészeti Egyetem
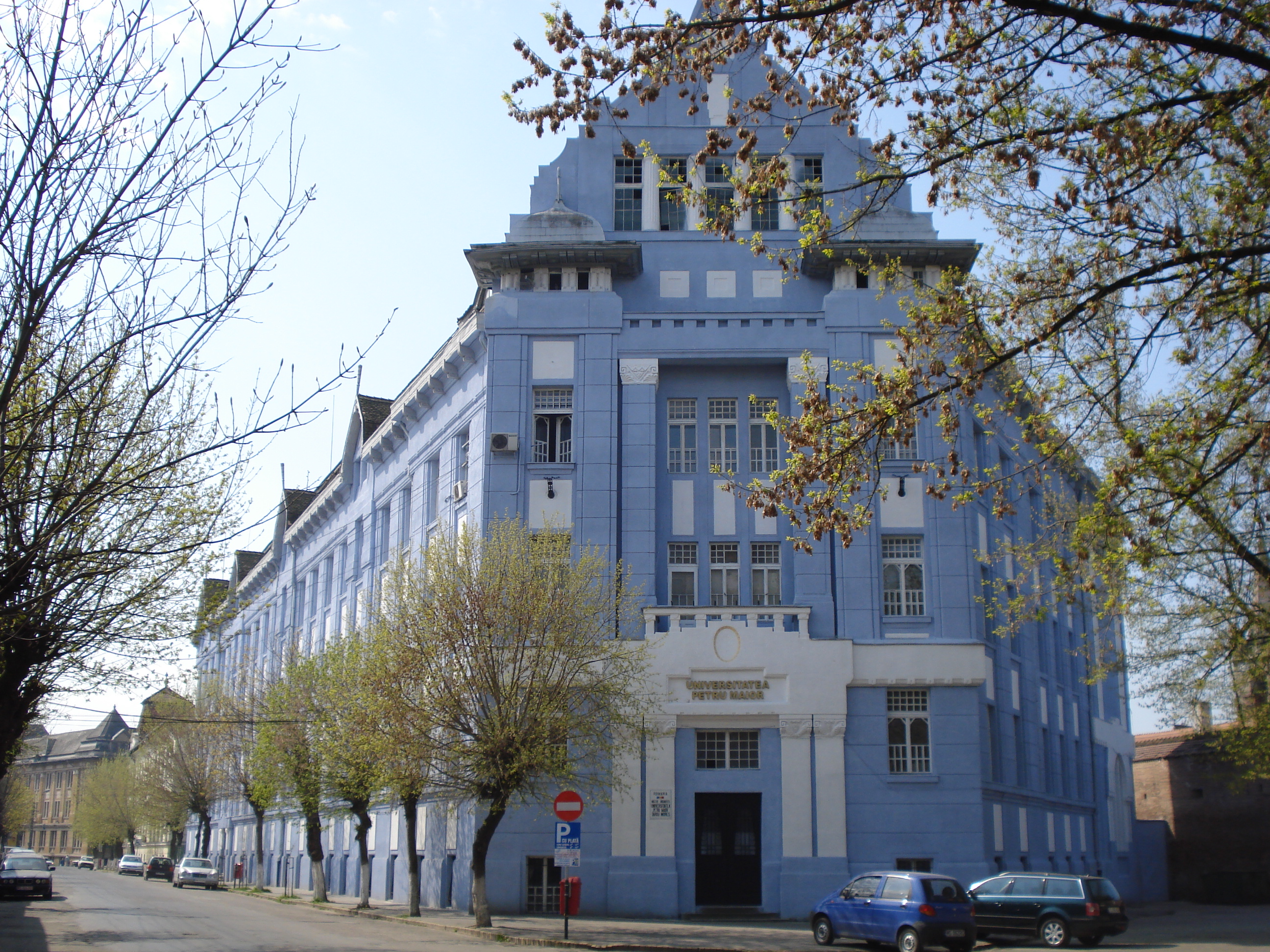
A marosvásárhelyi Petru Maior Egyetem

### Székely–magyar rovás

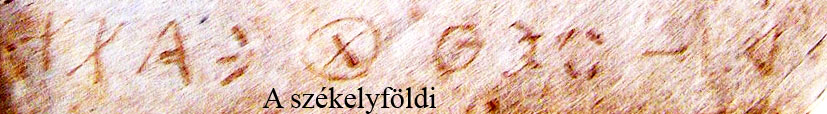
A „székelyföldi” felirat rovással, 1776–1785 között keletkezett (Patakfalvi Biblia)

A székelység megőrizte és napjainkban is használja a saját írásrendszerét, a székely–magyar rovásírást a latin írás mellett.

### Ünnepek, hagyományok

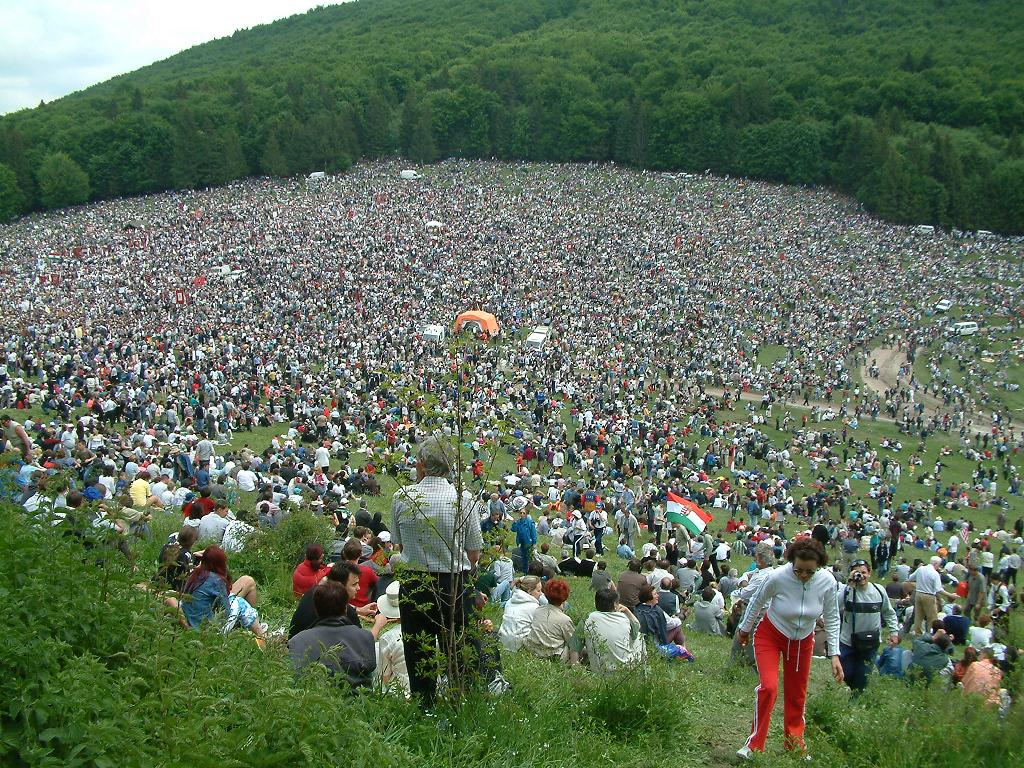
A csíksomlyói zarándokok a Somlyó hegyek nyergében

Székelyföld legkiemelkedőbb és legtöbb embert megmozgató ünnepe a csíksomlyói búcsú, melyet a kommunizmus éveiben is megtartottak. A rendszerváltás után nemcsak az erdélyi, de a világ keresztény magyarságának ökumenikus közös nemzeti kegyhelyévé és találkozóhelyévé vált a búcsú, melyet minden év pünkösdkor több százezer résztvevő jelenlétében tartják meg a Csíksomlyó melletti Kissomlyó-hegy és a Nagysomlyó-hegy közötti nyeregben. 2008-tól, a Székely Gyors különvonat indulása óta, második székelyföldi zarándokhellyé vált a gyimesi volt határ melletti kontumáci kápolna és emlékhely, illetve a felújított őrház. A vonat gyimesbükki volt határállomásra érkezése óta minden pünkösdkor szabadtéri szentmisét mutatnak be az ezeréves határnál.
A pünkösdi búcsúhoz köthető hagyomány a „keresztalja” otthoni fogadása. Ilyenkor több százan várják virágokkal és ajándékokkal a székelyföldi településeken a csíksomlyói búcsúból hazatérő keresztalját, vagyis a falu „küldötteit”, akik abban az évben is megjárták a pünkösdi búcsút.
Az évente megszervezett Ezer Székely Leány Napja a székely népviselet, néptánc és népzene hagyományőrző találkozója, amelyre rendszerint július első vasárnapján kerül sor Csíkszeredában. Az évről évre megrendezett találkozó lehetőséget teremt a székely népviselet és népművészet értékeinek bemutatására, megőrzésére, népszerűsítésére. Az esemény seregszemlével kezdődik, Csíkszereda főterén felvonulnak a székely falvak népviseletbe öltözött leányai és legényei, népi játékok bemutatásával, körtánccal szórakoztatják az összesereglett közönséget, majd együtt vonulnak ki a csíksomlyói nyeregbe Csík különböző vidékeiről és a Székelyföld távolabbi tájairól sajátos népviseletükben érkező, néptáncukat, népzenéjüket és népdalaikat magukkal hozó hagyományőrző csoportok.
Szintén fontos ünnep március 10-e, a székely vértanúk emléknapja, melyet a marosvásárhelyi Postaréten, a székely vértanúk emlékművénél szoktak megtartani. Ugyanitt ünnepli a marosvásárhelyi magyarság a március 15-ét is.

### Gasztronómia

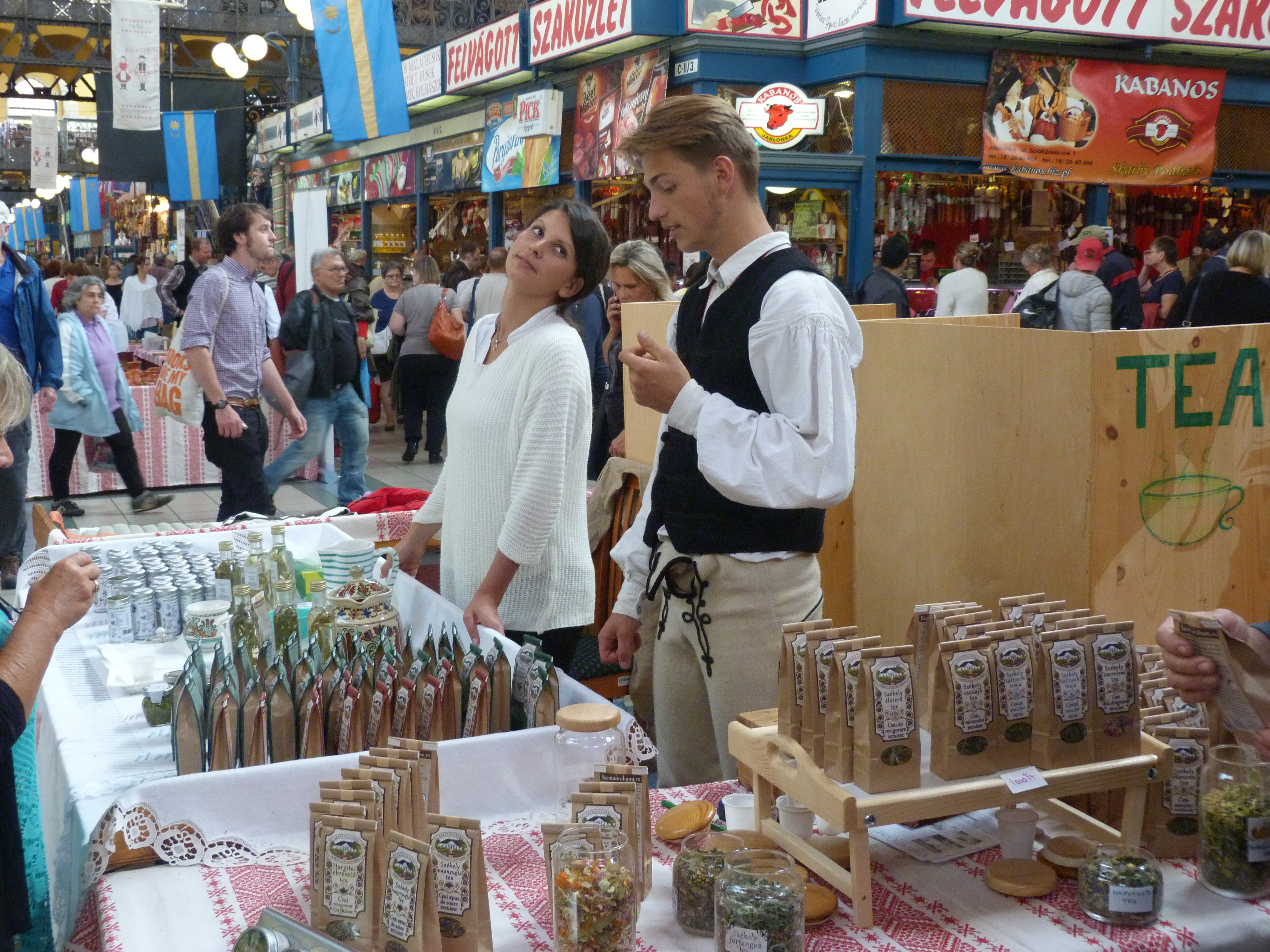
Székely Napok Budapesten, a Nagycsarnokban

A székelynek három alapélelmiszere van: a pityóka, a kukorica és a káposzta. Savanyú káposztából készítik az ünnepek elmaradhatatlan töltött káposztáját, a székely gulyást és a rakott káposztát. A csirke, a kacsa és liba húsát is előszeretettel fogyasztják kisütve vagy paprikásnak. A levesek választéka is számottevő: tárkonyos, babérlapis, köménymagos, tejfölös, túrós pityókaleves, zakotaleves, kaszásleves, agyasleves. A levesekhez jellegzetes fűszereket használnak: tárkony, kömény, csombor, kapor, petrezselyem, babérlevél, rozmaring és lestyán. Jellegzetesség még a kemencében sült pityókás házi kenyér, illetve a kürtőskalács, amely Románia más részein és Magyarországon is elterjedt.

## Gazdaság

### Mezőgazdaság
A földterület megoszlása művelési áganként: szántó 23,5%, legelő 19,2%, kaszáló 15,4%, szőlős 0,2%, gyümölcsös 0,5%, erdő 33,1%, vízfelület 0,6%, egyéb 7,5%. Legfontosabb termesztett növények: burgonya (különösen elterjedt, mivel jól bírja a hűvös éghajlatot), búza, kukorica, rozs, árpa, cukorrépa.

### Bányászat
A bányászat szempontjából a legjelentősebb a parajdi sóbánya. A szintén jelentős hargitafürdői kaolinitbányát 2000-ben, a balánbányai rézbányát 2006-ban zárták be. 2013-ban felmerült, hogy Gyergyótölgyesen uránbányát nyitnának, de ez ellen tiltakozások indultak a sugárszennyezés veszélye miatt.

### Ipar

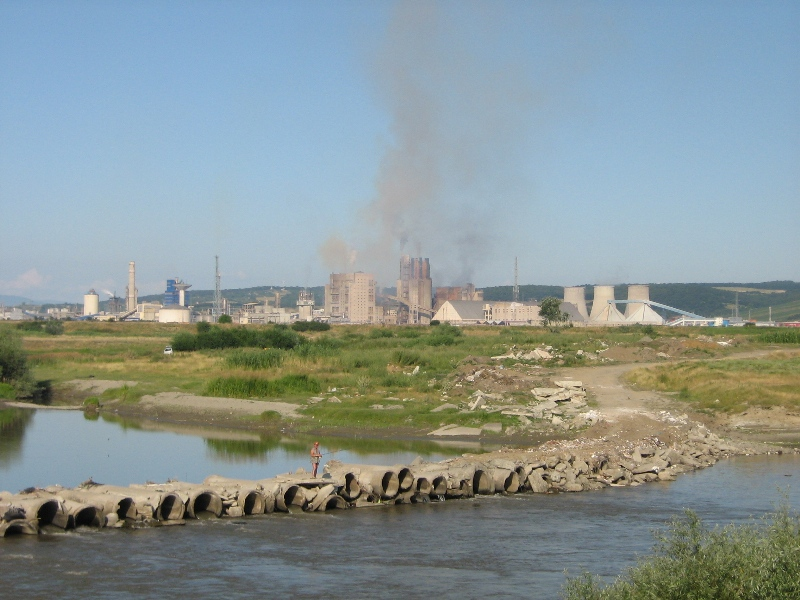
Az Azomureș vegyipari kombinát (Marosvásárhely)

A csíkszeredai sörgyár

A nyersanyagok közül jelentős a kősó (Parajd), vasérc (Lövéte), földgáz (Maros megyében), ezen kívül előfordul még szén (Borszék, Barót), réz (Balánbánya), andezit, dolomit, uránérc (Gyergyótölgyes), kaolinit (Hargitafürdő). Jelentős ásványkincsnek minősülnek a különféle ásványi sókban gazdag borvizek, melyek a turizmusban fontos szerepet játszanak.
Ércfeldolgozó és vasüzeme a lövétei vasbányászatra is támaszkodó szentegyházi volt, melyet 2009–2010-ben modernizáltak, ennek ellenére a 2011-es privatizáció után bezárták. A balánbányai rézfeldolgozó üzeme a bánya 2006-os bezárásával egyidejűleg szűnt meg.
Székelyföld területének jelentős részét erdő borítja, ezért a fakitermelés és feldolgozás (fűrészáru, bútorgyártás) az egyik legfontosabb iparág. Kiemelhetőek a szentegyházi, székelyudvarhelyi, csíkszeredai, galócási gyárak.
Marosvásárhelyen működik Románia legnagyobb műtrágyagyártó vállalata, az Azomureș.
Az élelmiszeripar szempontjából országos jelentőségű a marosvásárhelyi (Bere Mureș) és a csíki sörgyár (Bere Ciuc), pár éve mindkettő a Heineken tulajdonába került. Ugyanakkora jelentőséggel bírnak az ásványvíz-, illetve borvízpalackozó üzemek (Bibarcfalva, Borszék, Csíkszereda, Csíkszentkirály, Előpatak, Kovászna, Málnás, Sepsibodok, Tusnád).
A székelyföldi gyógyszergyártás színhelye Marosvásárhely, ahol 1985-ben az Armedica gyárral indult, melyet 1998-ban Gedeon Richter Romania SRL kivásárolta a román államtól a cég 50,98%-os többségi részesedését. 2003-ban a Gedeon Richter Romania SRL beolvadt a nyilvánosan működő SC Armedica SA. részvénytársaságba, megtörtént a társaság zártkörűvé alakítása és a neve Gedeon Richter Romania SA-ra változott. A többszöri tőkeemelések során a Richter tulajdonrészesedése 98,96%-ra emelkedett. A gyógyszergyár 2006-ban 39 termékével volt jelen a román piacon, legfontosabb termékcsoportjai: a szív- és érrendszeri, valamint a központi idegrendszerre ható készítmények, antibiotikumok tabletta, kenőcs, illetve oldat formájában. A bel- és külföldi piaci kereslet növekedése valamint a piaci pozíció megszilárdítása szükségessé tette 2007-ben, egy modern logisztikai központ létrehozását. Ez 13 000 m² beépített területet jelent Koronkán, közvetlenül a város mellett, amiből 5200 m² a raktárépület.

### Kereskedelem

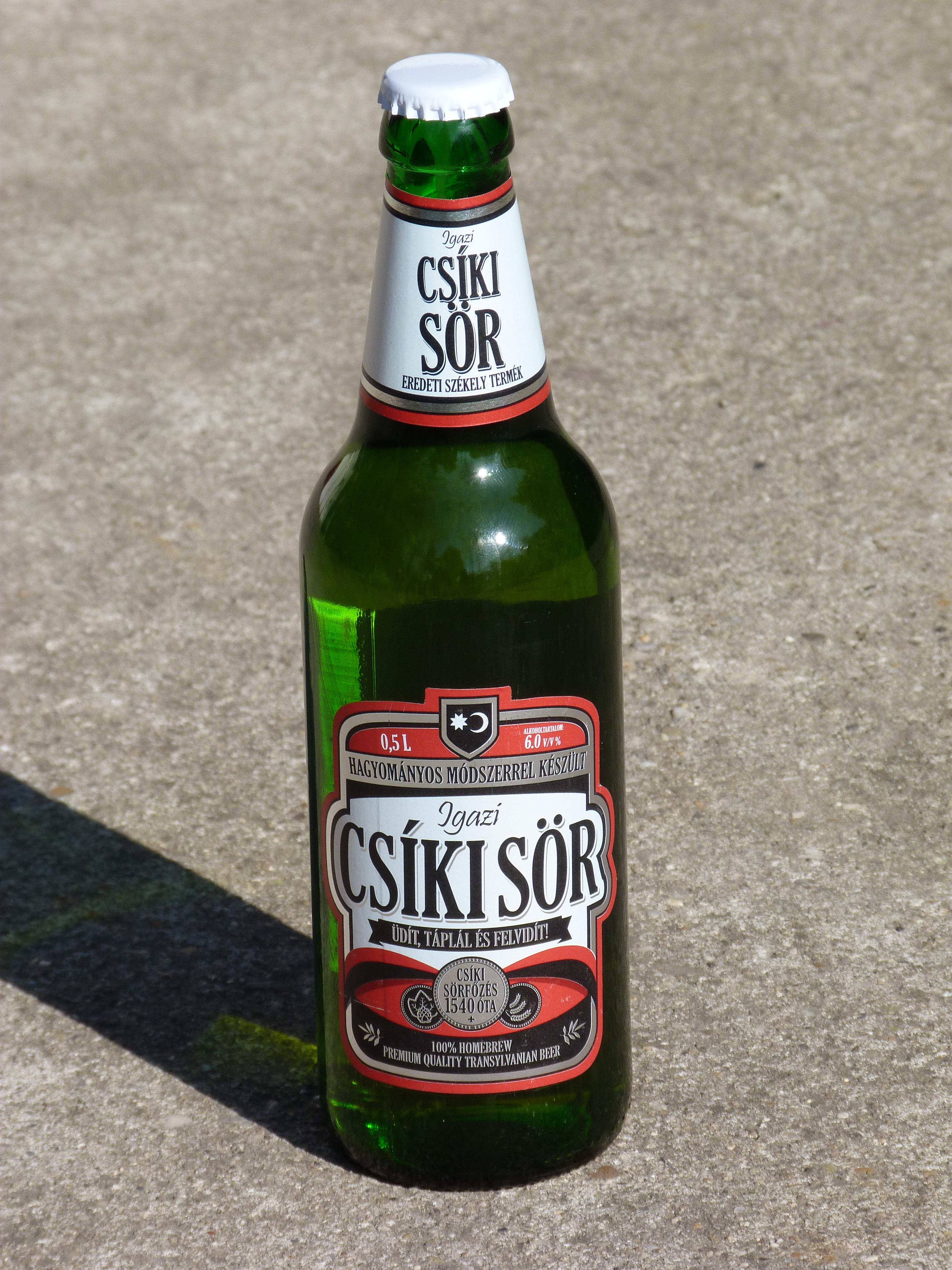
Csíki sör

Székelyföld export–import egyenlege (nettó exportja) a rendszerváltás után negatív lett, és azóta is az maradt. A külföldi tőkerészvétellel bejegyzett vállalkozások számára 2012-ben a legvonzóbb Marosszék, kevésbé vonzó Háromszék volt.
Székelyföld fő exporttermékei a fa- és fűrészáru, a mezőgazdasági termékek, élőállatok, illetve a két utóbbi feldolgozásából gyártott élelmiszeripari termékek. Utóbbiak hatékony értékesítésére székelyföldi kezdeményezések nyomán létrejöttek a Székelyföldi termék és a Székely termék védjegyek, melyek a minőségi székelyföldi és székely termékek kereskedelmét segítik elő Székelyföldön, Romániában, illetve az Európai Unió országaiban. A védjegyes termékek sikeresek minden országban, ahova eljutottak. Magyarországon a Cora hipermarketekben tartottak rendszeresen „székely heteket”, ahol ezeknek a védjegyes termékeknek óriási sikerük volt.

### Idegenforgalom
Székelyföld számos olyan értéket mondhat magáénak, melyek miatt messze földről felkeresik. Számtalan kulturális látnivalója között nemzetközi viszonylatban is különleges műemlékek, templomok, kastélyok, ókori, középkori emlékek, barokk, klasszicista, romantikus, neoreneszánsz, eklektikus és szecessziós stílusú középületek és lakóházak, múzeumok és galériák, valamint a köztéri szobrok, emlékművek sokasága található. Számos évenként megrendezett művészeti fesztiválnak, néprajzi, turisztikai és sporteseménynek ad otthont. Ezek közé tartozik az Ezer Székely Leány Napja, a Székely Majális, a Székely Sziget Fesztivál, a Székely Pajzs Napok (régi nevén Székely Félsziget Fesztivál), az Aquarius, a borvíz ünnepe, a Bálványosi Nyári Szabadegyetem és Diáktábor, az EMI-tábor, a Székelyföldi Rockmaraton, a Félsziget Fesztivál és a Székelyföldi Kerékpáros Körverseny. Mindezek mellett fontos események a székelyföldi város- és falunapok, ahol hagyományőrző és kézműves foglalkozások és bemutatók vannak.
Természeti látnivalói közül felejthetetlen élményt nyújt a Békás-szoros, a Gyilkos-tó, a Szent Anna-tó, a Medve-tó. Ugyanakkor Székelyföld bor- és gyógyvizei, mofettái, sós vizei és parajdi sóbarlangja emelik Székelyföld turisztikai vonzerejét.

## Közlekedés

### Közúti közlekedés

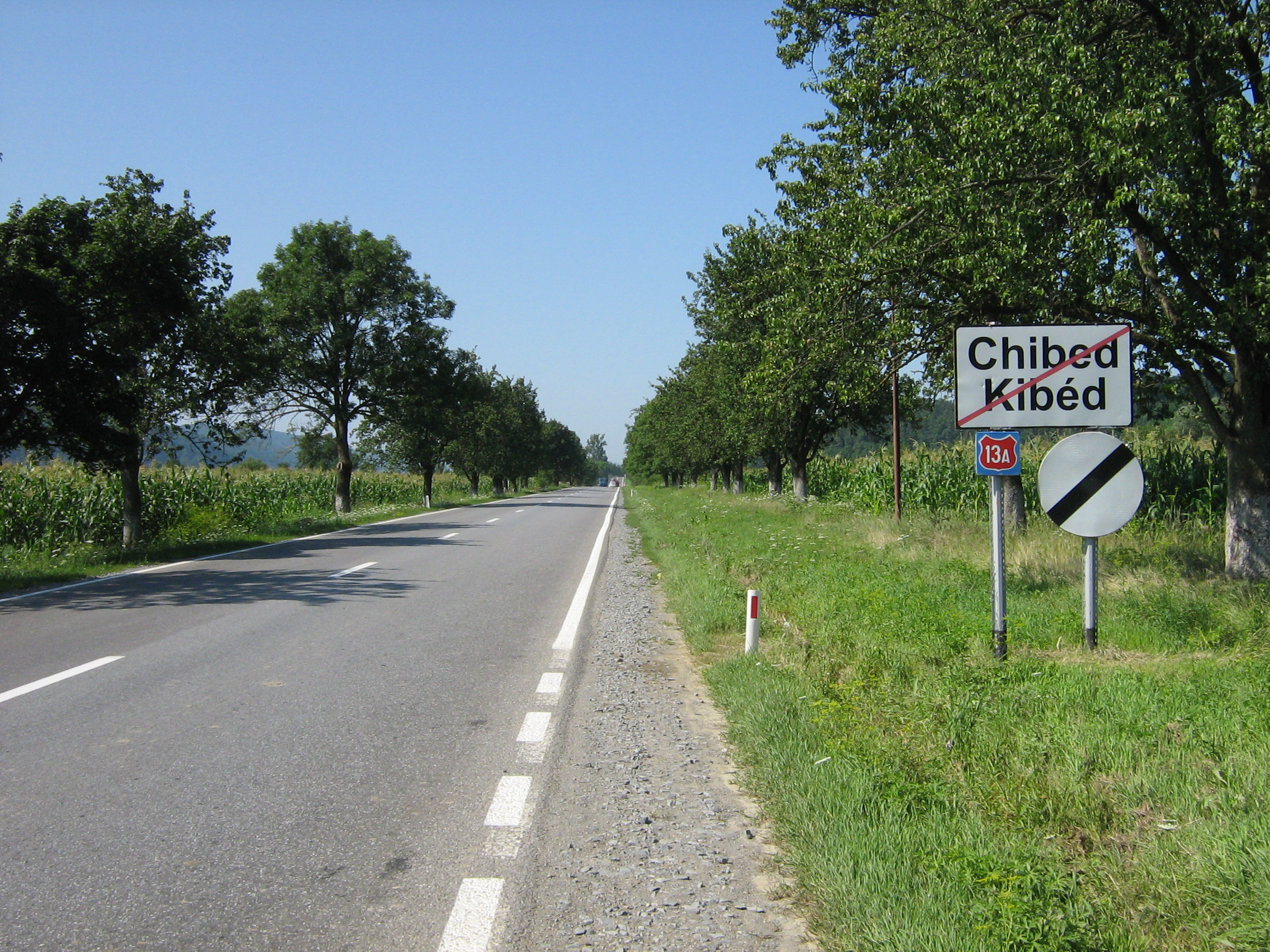
A DN13A főút

A személy- és teherforgalom legnagyobb része közúton történik. Autópályák még egyáltalán nincsenek, de a már épülő Észak-Erdélyi autópálya érintőlegesen át fog haladni Nyárádtő–Lukafalva–Balavásár nyomvonalon, utóbbi települések egyikénél lesz a csatlakozási csomópont a tervezett Kelet-Nyugat autópályával, amely át fogja szelni Székelyföld északi felét (Lukafalva vagy Balavásár–Nyárádszereda–Szováta–Ditró–Gyergyótölgyes nyomvonalon). Európai utak: E60, E574, E578.
Aranyosszéken áthalad az E81 és E578 európai út, illetve át fog haladni a Szászsebes–Torda-autópálya is.
Székelyföld (Aranyosszék nélkül) 828,632 km főúthálózattal (drum național) rendelkezik, ebből 412,267 km Hargita megye, 269,314 km Kovászna megye, 120,911 km Maros megye, 8,702 km Bákó megye és 17,438 km Neamț megye területén.

### Vasúti közlekedés
Az első Székelyföldet elérő vasútvonalat (Székelykocsárd–Marosvásárhely) 1871-ben nyitották meg. Ez az Osztrák–Magyar Monarchia más részeihez képest viszonylag későn történt, viszont az akkori Romániában is csak 1869-ben épült meg az első vasútvonal. Az ún. székely körvasút (Brassó–Sepsiszentgyörgy–Csíkszereda–Gyergyószentmiklós–Déda–Marosvásárhely) 1909-re készült el teljesen. Az 1940-es Magyarországhoz való visszacsatolás folytán rekord idő alatt új vasútvonal épült 1941–1942-ben Szeretfalva–Déda-vasútvonal néven, a székely körvasút észak-erdélyi hálózatba kapcsolása érdekében.
A vasúti közlekedés az utóbbi két évtizedben jelentősen visszaszorult a közúti közlekedéshez képest. Ennek oka, hogy vasutak működtetése gyakran veszteséges, kevés a vasútvonal és sok város között nincs közvetlen vasúti összeköttetés (például Székelyudvarhely és Csíkszereda között a távolság közúton 48 km, míg vasúton 250 km). Ugyanakkor a keskeny nyomtávú vonalakon általában megszűnt a közlekedés (ilyen volt a Nyárád völgyében haladó, Marosvásárhelyt Szovátával összekötő vasút).
2008 májusában indult első útjára a Székely Gyors különvonat, amelyik a csíksomlyói búcsúra szállította a zarándokokat, és amelyik 64 év után az első nappali személyvonatként, illetve magyar címeres M61 Nohab mozdony vontatásában közlekedett Budapest és a Székelyföld között. A különvonat a búcsú másodnapján Gyimesi-szoroson áthaladva Gyimesbükk állomásáig közlekedett, majd a mozdony az Osztrák–Magyar Monarchia egykori határára, a Monarchia egykori legkeletibb vasúti őrházához ment le, amelyik a Rákóczi-vár romjainak tövében található. 2010-ben már elindult a második különvonat is Sopronból Csíksomlyó Expressz névvel, melyet magyar werbelokok vontattak: Széchenyi (2010), Liszt Ferenc (2011), Aranycsapat (2012), Mátyás király (2013), Gábor Áron (2014), II. Rákóczi Ferenc (2015, 2017). Szent Márton (2016), Szent István király (2018, 2019), Tamási Áron (2022, 2023), 2012-től elindult a Boldogasszony Zarándokvonat (a lengyelországi Częstochowába közlekedő Fekete Madonna Zarándokvonat párja). A Székely Gyors és Csíksomlyó Expressz 2013-ban Szombathelyről indult és „Székely Gyors-Csíksomlyó Expressz, Össznemzeti zarándokvonat” néven közlekedett. A három zarándokvonat 2013-ban közel 2000 személyt szállított. Ferenc pápa romániai apostoli látogatása második napján, 2019. június 1-én tartott csíksomlyói szentmisére különvonattal is utaztak magyarországi zarándokok Csíkszeredára, szám szerint 1400 személy. 2022-től újabb vonat indítottak Csíkszeredára, a Misszió Zarándokvonat néven.
Székelyföldi városokon áthaladó menetrend szerinti nemzetközi járatok: Ady Endre (Marosvásárhely), illetve Corona és Hargita (Gyergyószentmiklós, Csíkszereda, Tusnádfürdő, Sepsiszentgyörgy).
InterCity vonatok Marosvásárhely és Bukarest között 2008 óta közlekednek, Maroshévíz, Gyergyószentmiklós, Csíkszereda, Tusnádfürdő és Sepsiszentgyörgy városok érintésével.
A mai értelemben vett Székelyföld jelenlegi vasúti hálózata összesen 500,98 km hosszú, ebből 218 km villamosított vonal. Ebből 209 km (villamosított 174 km) Hargita megye, 116 km (villamosított 44 km) Kovászna megye, 61,6 km normál nyomtávú és 105,4 km túlnyomórészt üzemen kívüli keskeny nyomtávú (villamosított 0 km) Maros megye, 8,98 km (villamosított 8,98 km) Bákó megye területén fekszik.

### Vízi közlekedés
Székelyföldön nincsenek hajózható folyók vagy nagyobb tavak, ezért vízi szállítás gyakorlatilag nem létezik.

### Légi közlekedés

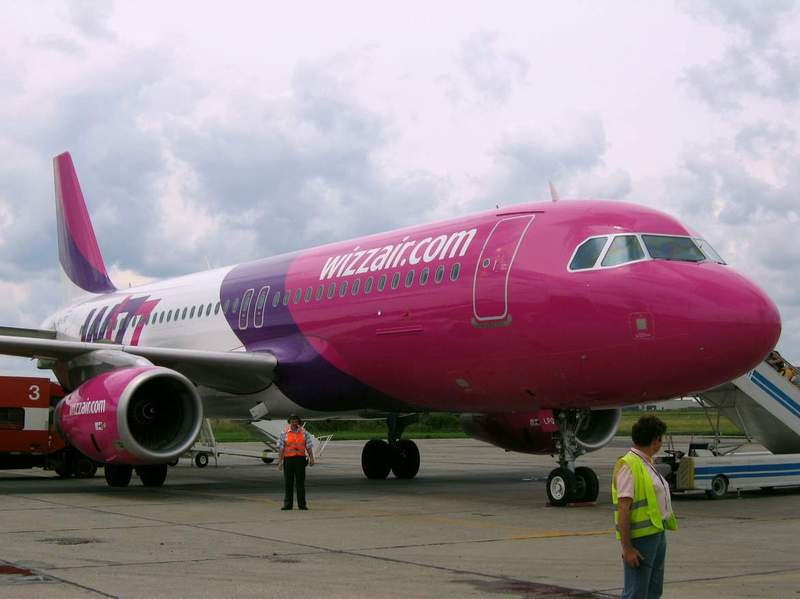
Egy Wizz Air gép a marosvásárhelyi nemzetközi repülőtéren

Székelyföldön egy nemzetközi repülőtér van, a Vidrátszegen található Marosvásárhelyi nemzetközi repülőtér (Transilvania Târgu Mureș Airport), amely Maros és Hargita megye belföldi utasforgalmának a lebonyolítása érdekében épült 1961-ben. 2006-tól a Wizz Air megjelenésével a repülőtér a távolabbi helyekről is vonzza az utasokat és – a 2007–2008-as visszaesést leszámítva, amíg a Wizz Air nem indított járatokat erről a repülőtérről – dinamikusan fejlődik, közvetlen kapcsolatot biztosítva Székelyföldnek Bukaresten kívül több Európa nagyvárossal (Barcelona, Bergamo, Budapest, Dortmund, Frankfurt am Main, Koppenhága (szezonális), London, Madrid, Memmingen, Milánó, Párizs, Róma).
Jelenleg egy új nemzetközi repülőtér épül a Brassó melletti Vidombákon, melynek átadását 2022-ben tervezik. Ez a repülőtér gazdasági és turisztikai előnyökkel járna a repülőtérhez nagyon közel (kevesebb, mint 30 km) levő Kovászna, de ugyanakkor Hargita megye számára is.
Gazdasági indokok miatt szeretnék a székelyföldi kisreptér (Cekend-tető, Csíkcsicsó, Csíkmindszent, Kibéd–Makfalva határa, Gyergyószárhegy) hálózatot fejleszteni (vagy újra megnyitni) és hatékonyan működtetni.

## Sajtó
A mai Székelyföld nagyon sok rádióadóval, televízióadóval és írott (internet és hagyományos) sajtóval rendelkezik.
Rádióadók
- Csíkszereda: Fun FM,[289] Retró Rádió[290]
- Gyergyószentmiklós: Mixrádió[291]
- Kézdivásárhely: Siculus Rádió[292]
- Marosvásárhely: Marosvásárhelyi Rádió,[293] Rádió GaGa,[294] Erdély FM[295]
- Sepsiszentgyörgy: Sláger Rádió,[296] Sepsi Rádió[297]
- Székelykeresztúr: Vox Rádió[298]
- Székelyudvarhely: Príma Rádió,[299] Sztár Rádió[300]
- Gyergyószentmiklós: Gyergyói Székely Rádió,[301]

Televízióadók
- Csíkszentdomokos: E-SAT, R.A. Stúdió[302]
- Csíkszereda: Csíki TV,[303] Székely TV[304]
- Gyergyószentmiklós: Gyergyó TV,[305] Fény TV[306]
- Kézdivásárhely: Polyp TV[307]
- Marosvásárhely: Erdélyi Magyar Televízió,[308] Maros TV[309]
- Székelyudvarhely: Digitál 3 Televízió[310]
- Szováta: Sóvidék TV[311]

Napilapok
- Csíkszereda: Csíki Hírlap,[312] Hargita Népe[313][314]
- Kézdivásárhely: Székely Hírmondó[315]
- Marosvásárhely: Népújság,[316][317] Vásárhelyi Hírlap[318]
- Sepsiszentgyörgy: Háromszék[319]
- Székelyudvarhely: Udvarhelyi Híradó[320]

Hetilapok
- Központ (Maros megye)
- Gyergyói Kisújság[321] (Gyergyószentmiklós)
- Új Kelet[322] (Gyergyószentmiklós)

Havilapok
- Látó (Marosvásárhely)
- Székelyföld (Csíkszereda)

Folyóiratok
- Erdélyi Művészet[323] (Székelyudvarhely)

Online Közössegi Kommunikációs Eszköz
- Kézdivásárhely: Kézdi.Infó[324]

## Sport
Jégkorongban a legfontosabb csapatok a Csíkszeredai Sport Club, a Progym-Hargita Gyöngye és a 2009-ben megszűnt HC Csíkszereda, előbbi ma is játszik, utóbbi kettő csak játszott a MOL Ligában, a HC Csíkszereda az első győztese volt a ligának.
A kosárlabda terén jelentős csapat a BC Mureș, amely az első ligában játszik és a 2006/2007-es évadban országos szinten a kilencedik helyen végzett. Szintén jelentős volt a Sepsi BC, amely kétszer ezüstérmet szerzett a román ligában, de megszűnt 2012-ben. Helyét a Sepsi SIC vette át.
Kézilabdában jelentős csapat az első divízióban szereplő Székelyudvarhelyi KC, amely a 2011–2012-es idényben az előkelő, európai kupa szereplést is jelentő 3. helyen végzett.
A Hargita Megyei Tanács 2012-ben Csicsói-Hargitára tervezett magashegyi sportkomplexumot, amely felkeltette a Magyar Olimpiai Bizottság érdeklődését is. A Csicsói-Hargita tengerszint fölött 1700 méteren fekvő platóján létrehozandó komplexum három focipályát, sportcsarnokot, teniszpályákat, lövőtérrel ellátott sífutópályát, 200–250 személy befogadására alkalmas szálláshelyet és vendéglőt foglalna magában. A tervek szerint a sportkomplexumban magyarországi élsportolókkal közös edzőtáborokat szerveznének, valamint fizikai alapozótáborokat kajak-kenusok, öttusázók vagy akár vívók számára.
A leghíresebb labdarúgócsapat a ASA Marosvásárhely volt, ebben a csapatban játszott 1970 és 1984 között Bölöni László. Ez volt az egyedüli székelyföldi csapat, amelyik játszott az első ligában és az UEFA-ban is. A csapat 2005-ben szűnt meg anyagi okok miatt.
2013 szeptemberében elindult a Székelyföld Labdarúgó Akadémia, amely az első határon túli szakmai partnere a Puskás Akadémiának.

### Jelentős sportesemények
- Székelyföldi Kerékpáros Körverseny
- MOL Liga mérkőzéssorozat

### Kiemelkedő sportolók
- Bölöni László (sz. Marosvásárhely) labdarúgó, edző
- Erőss Zsolt (sz. Csíkszereda) Magyarország legeredményesebb magashegyi hegymászója; tíz 8000 m fölötti csúcsot hódított meg (ebből kettőt műlábbal)[330]
- Hazai Kálmán (sz. Marosvásárhely) olimpiai bajnok vízilabdázó, úszó
- Imre Emil (sz. Csíkszereda) romániai gyorskorcsolya bajnok
- Keresztes Lajos (sz. Alsósófalva) olimpiai bajnok birkózó
- Lőrincz Márton (sz. Korond) olimpiai bajnok birkózó
- Molnár Endre (sz. Gyergyószentmiklós) olimpiai bajnok vízilabdázó, edző
- Novák Károly Eduárd (sz. Csíkszereda) paralimpiai bajnok kerékpározó
- Szabó Katalin (sz. Zágon) többszörös olimpiai, világ- és Európa-bajnok tornász

## Képgaléria

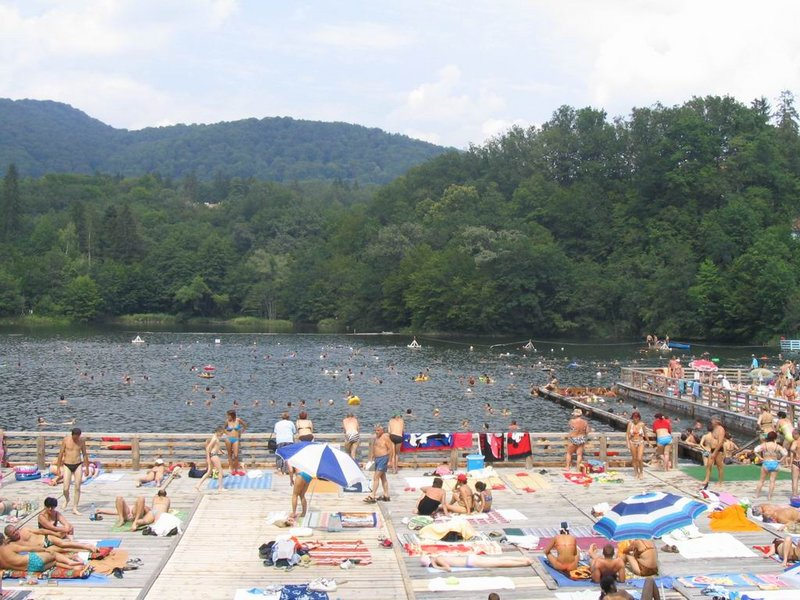
Medve-tó
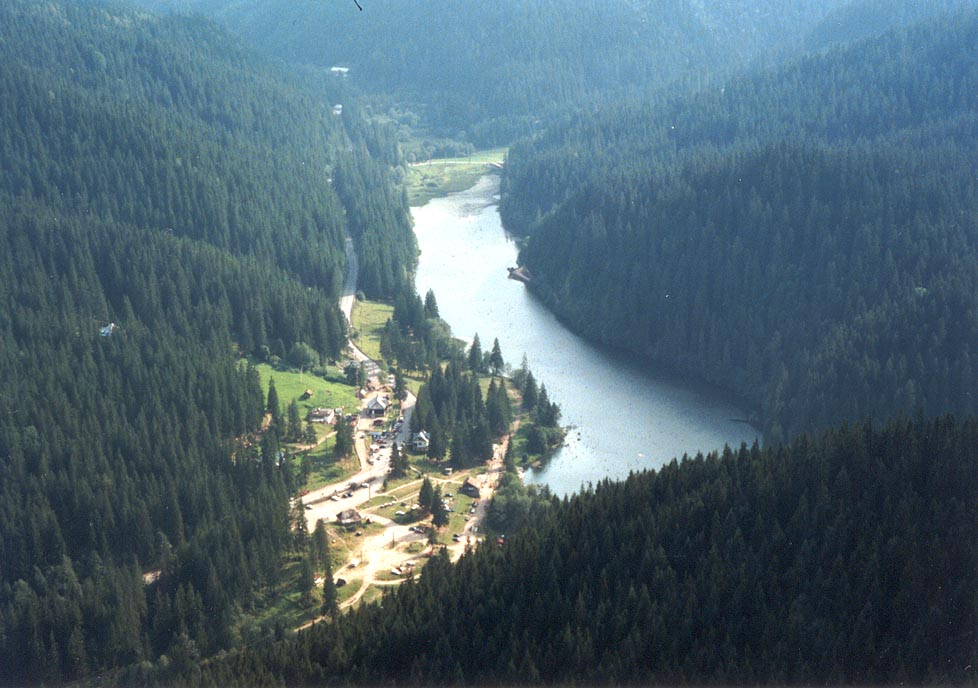
Gyilkos-tó
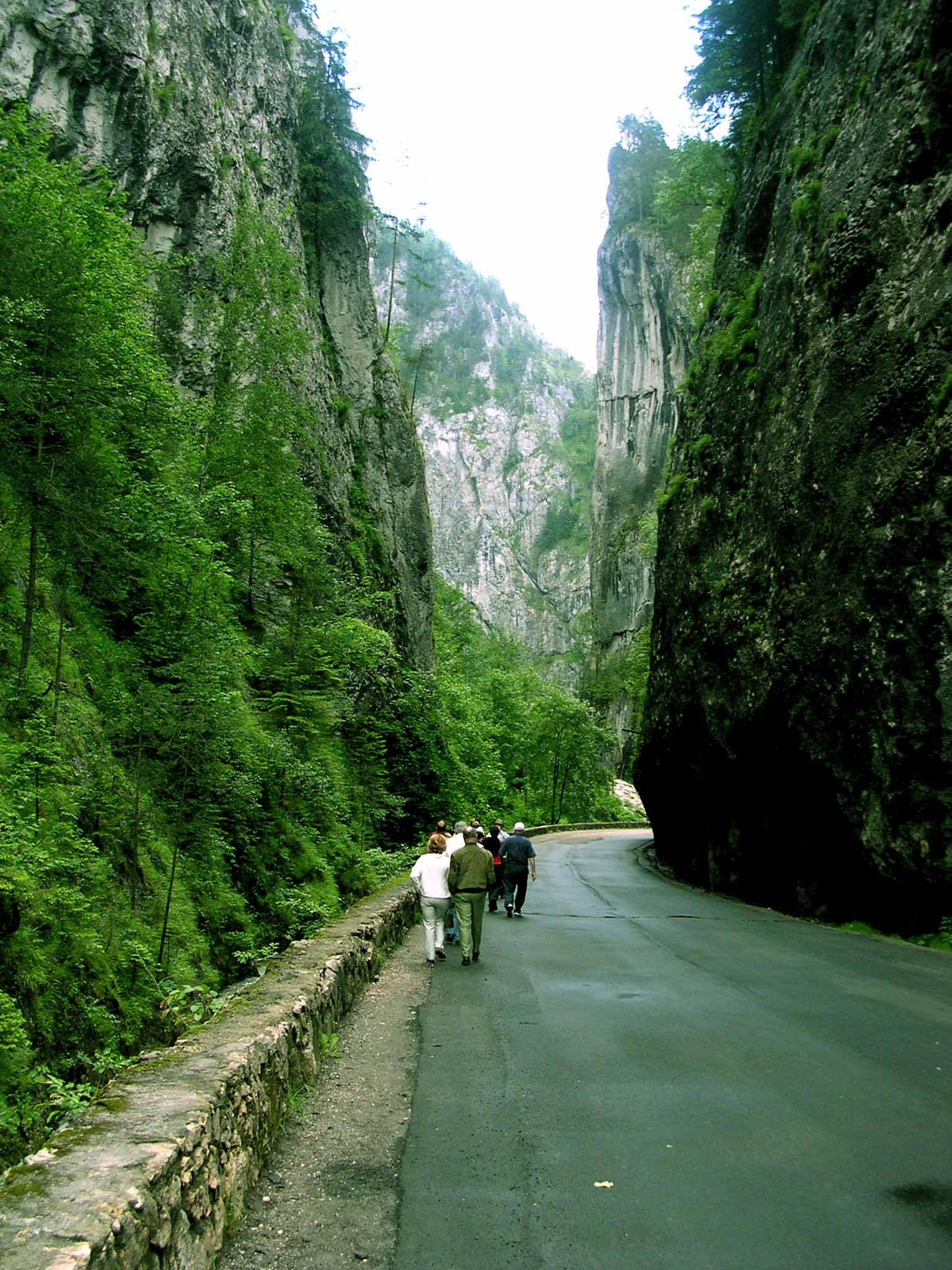
Békás-szoros
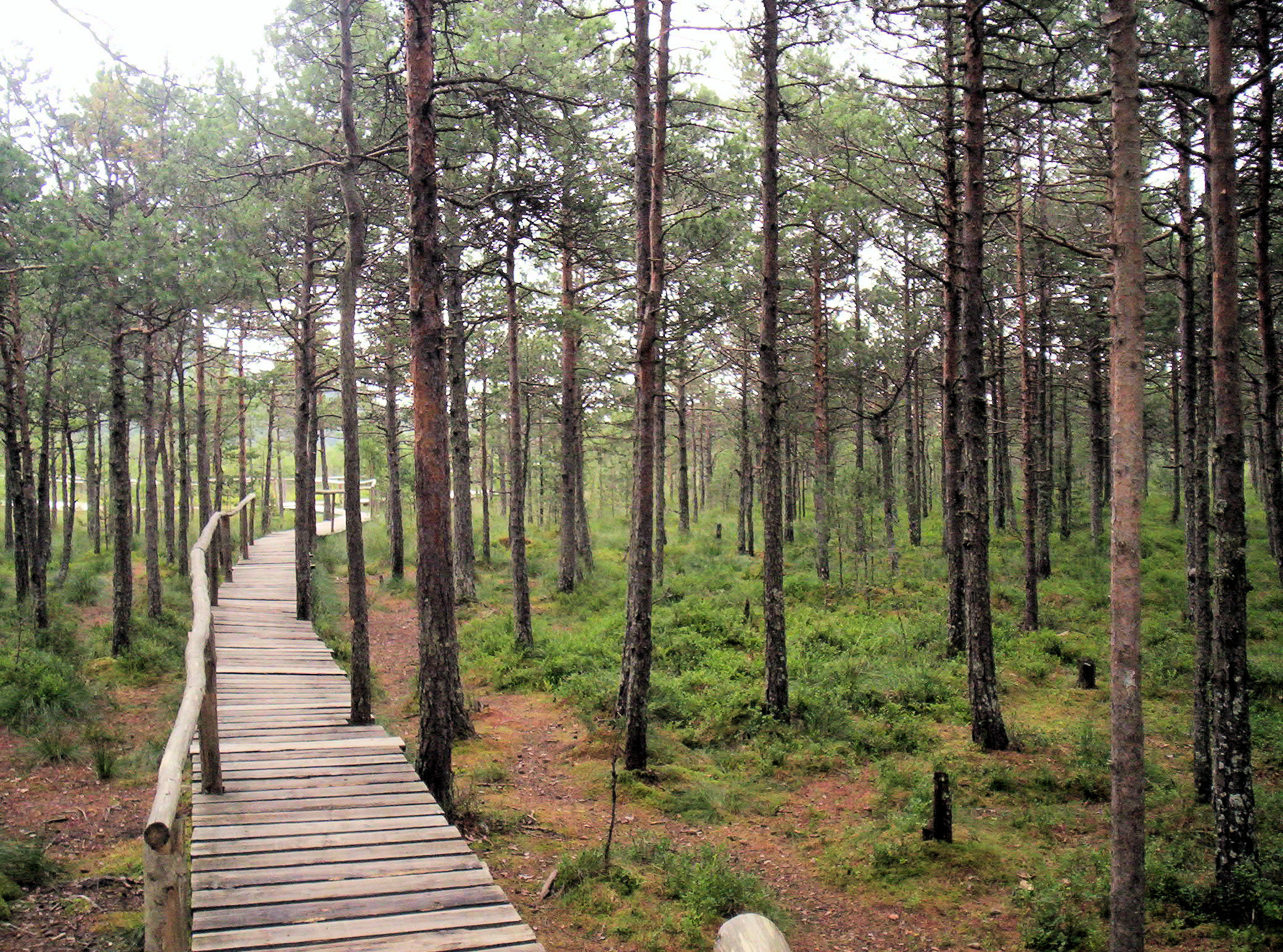
A Mohos-tőzegláp
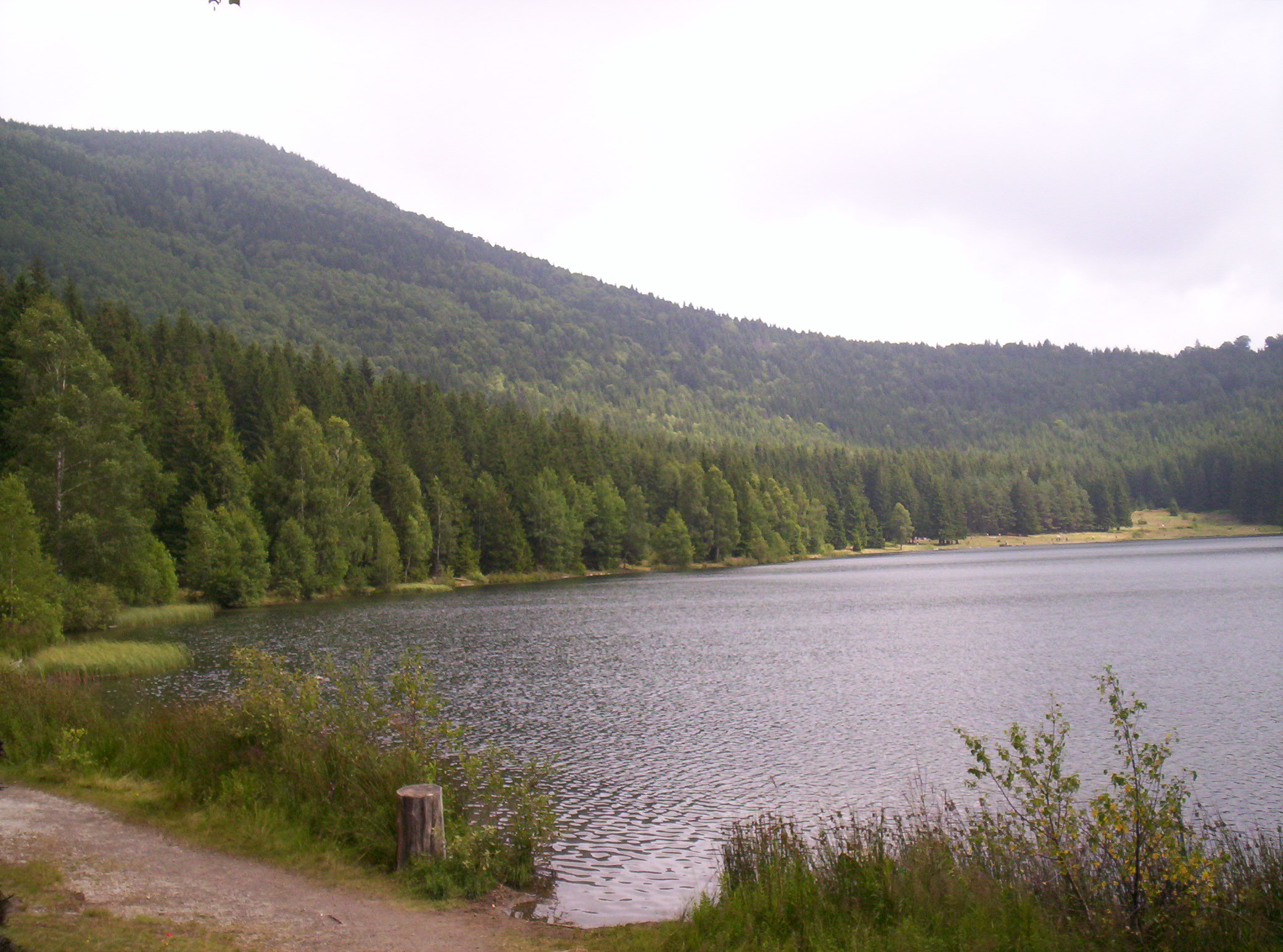
Szent Anna-tó
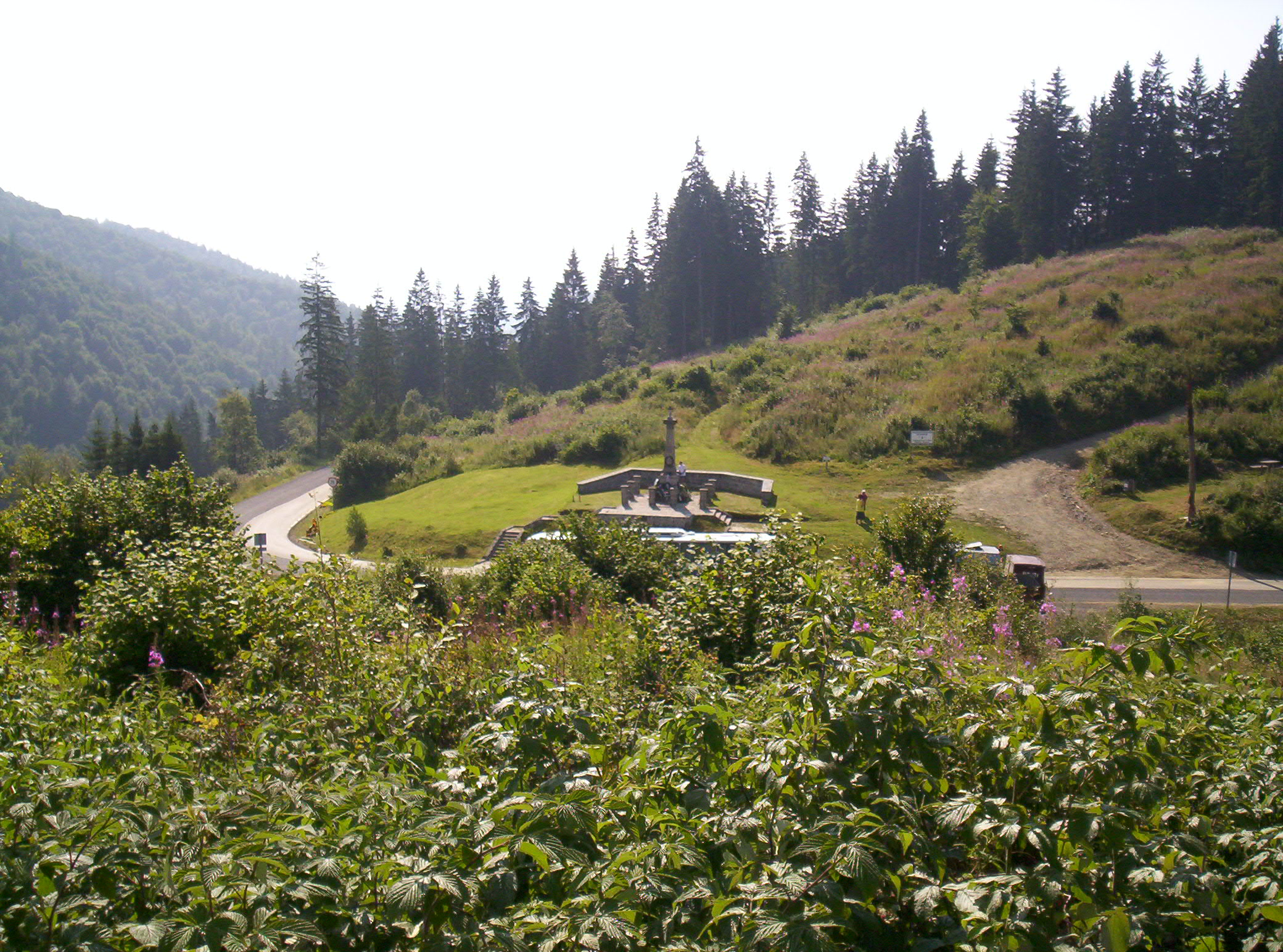
Nyergestető
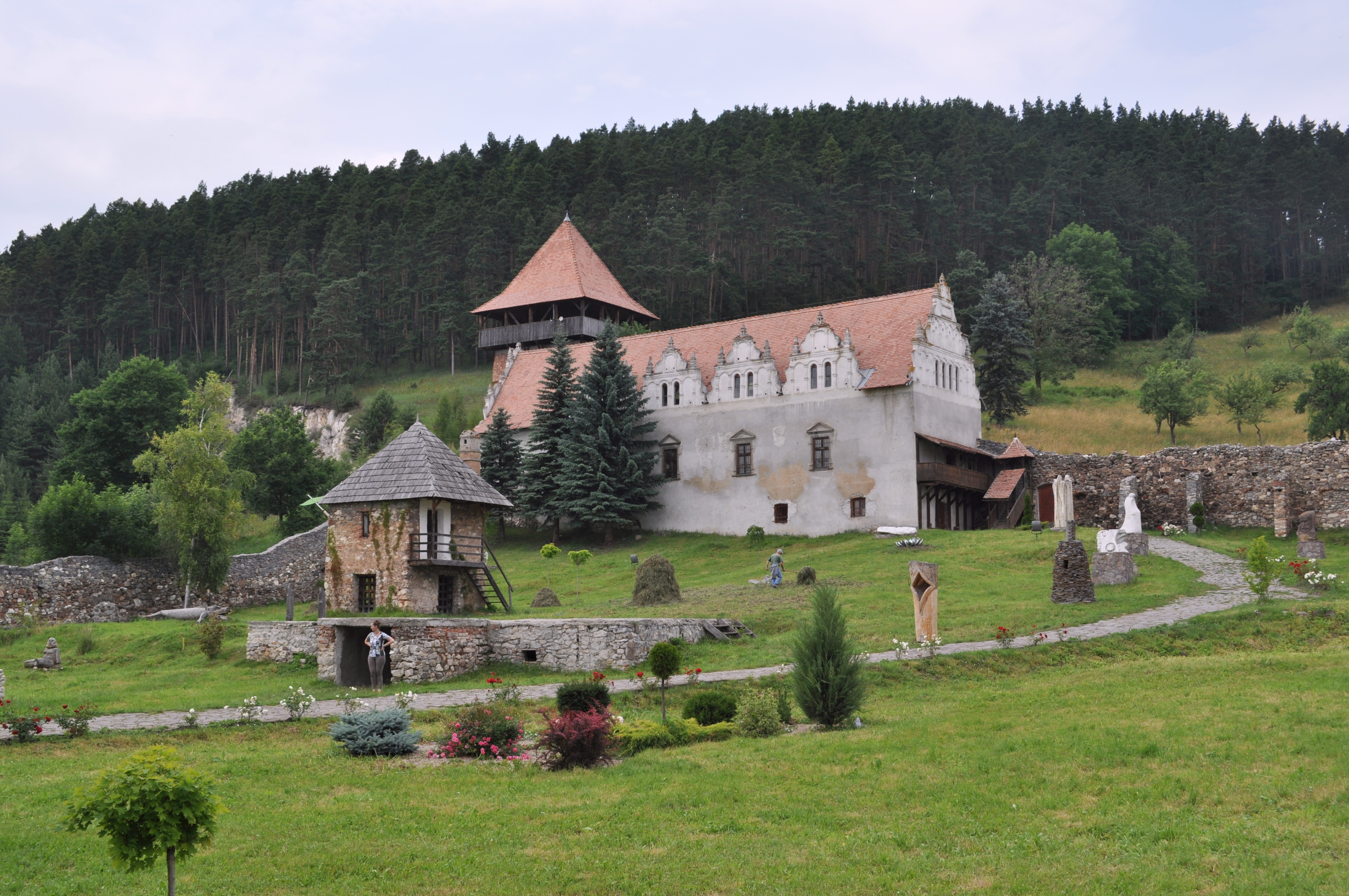
A szárhegyi Lázár-kastély
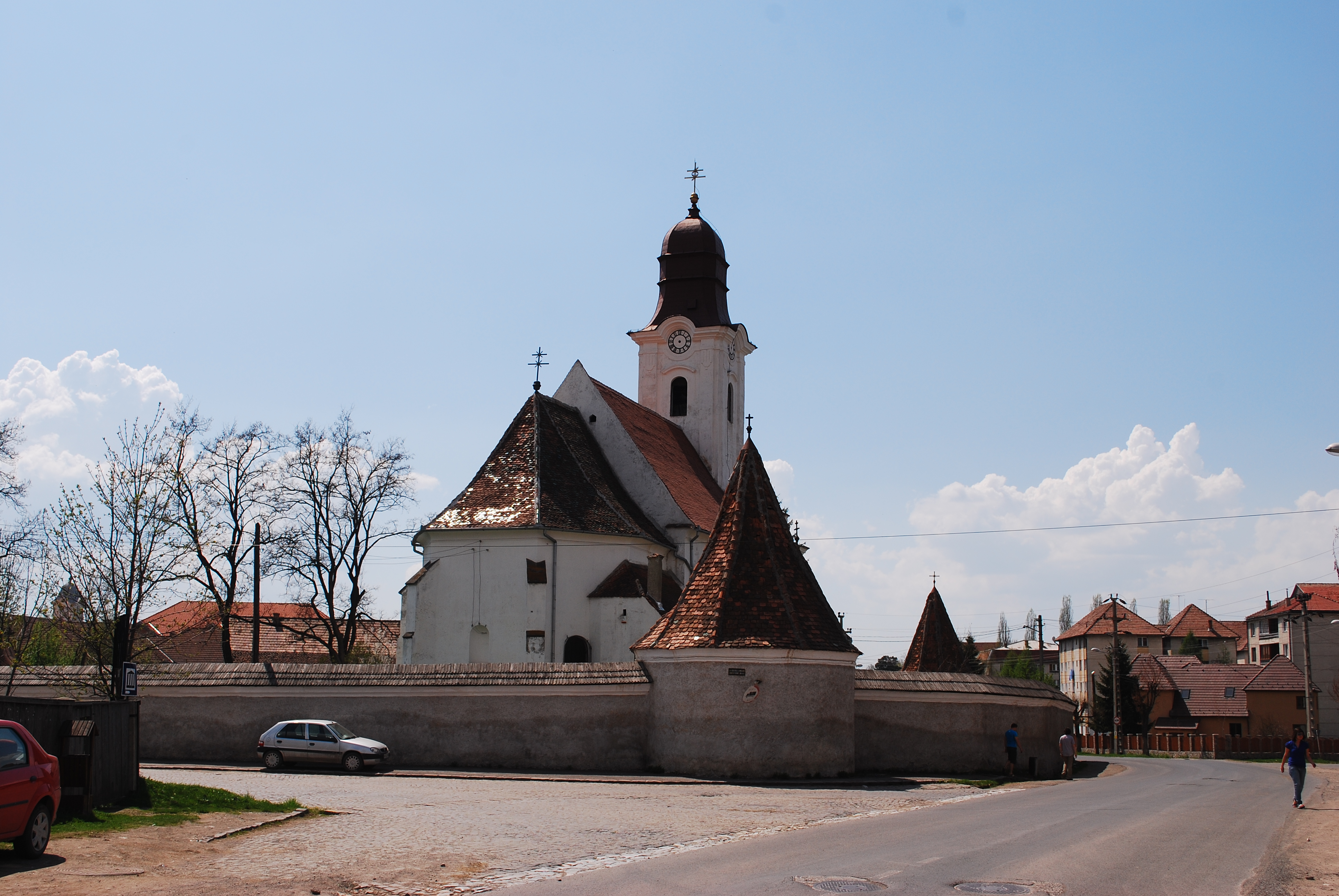
A gyergyószentmiklósi örmény templom
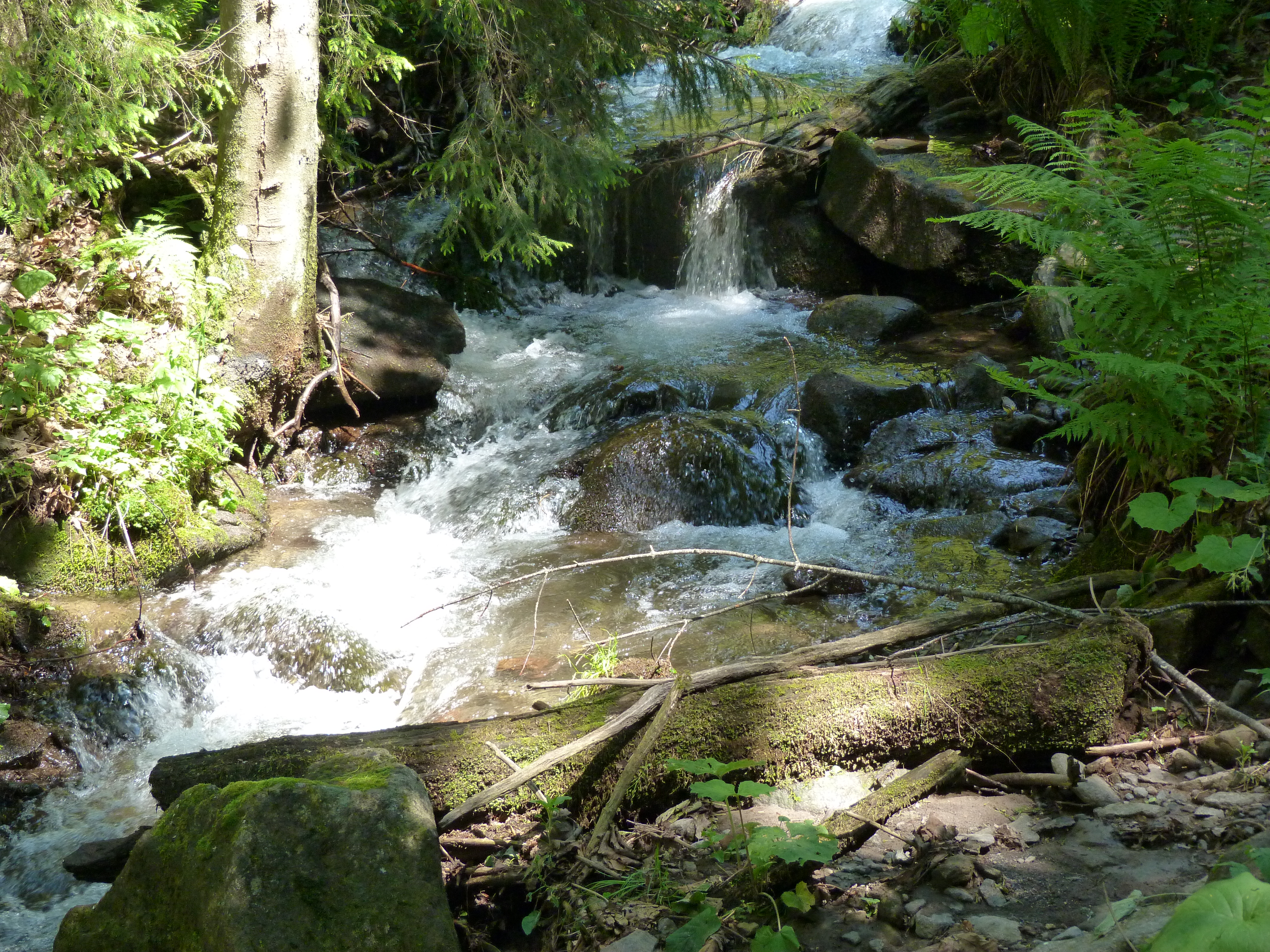
Ivó pataka, Hargita
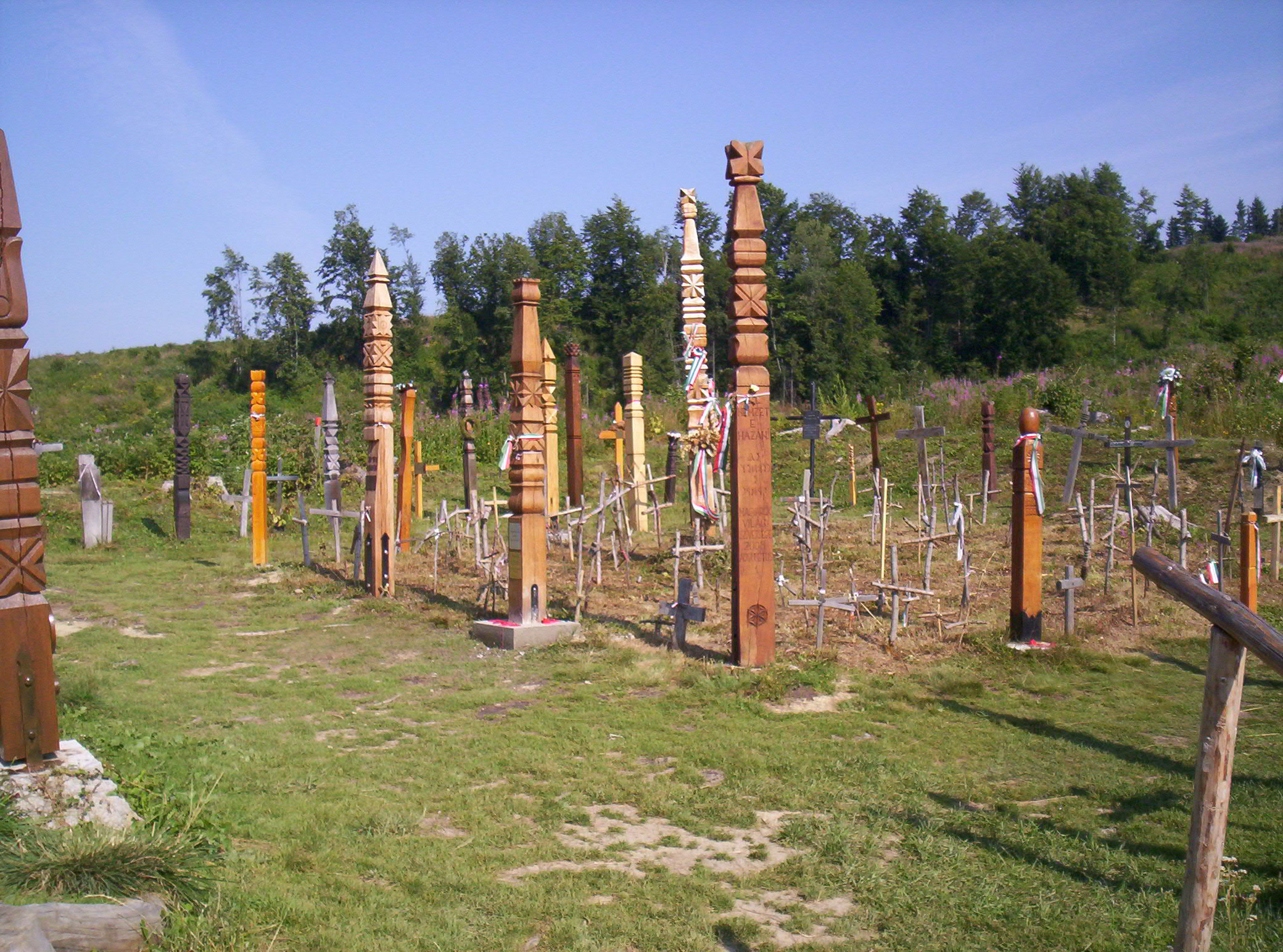
Székely hősök emlékhelye Nyergestetőn
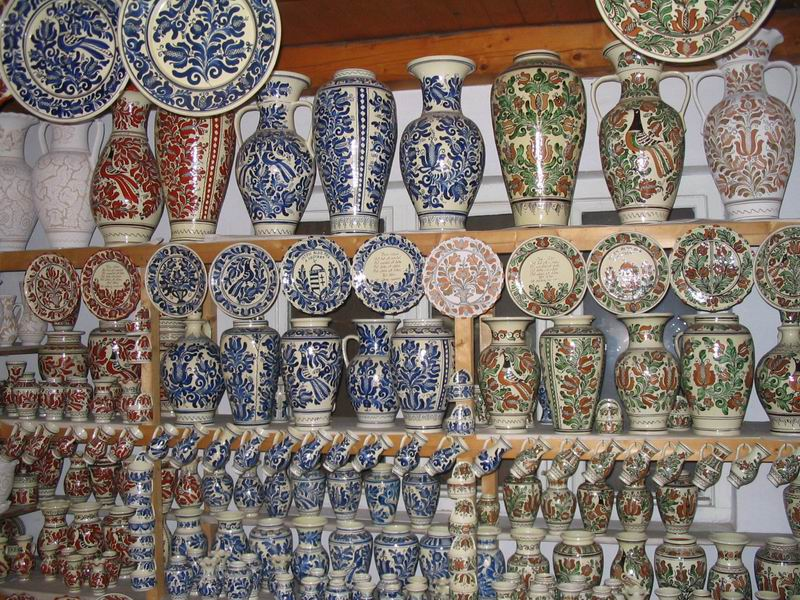
Korondi cserépedények
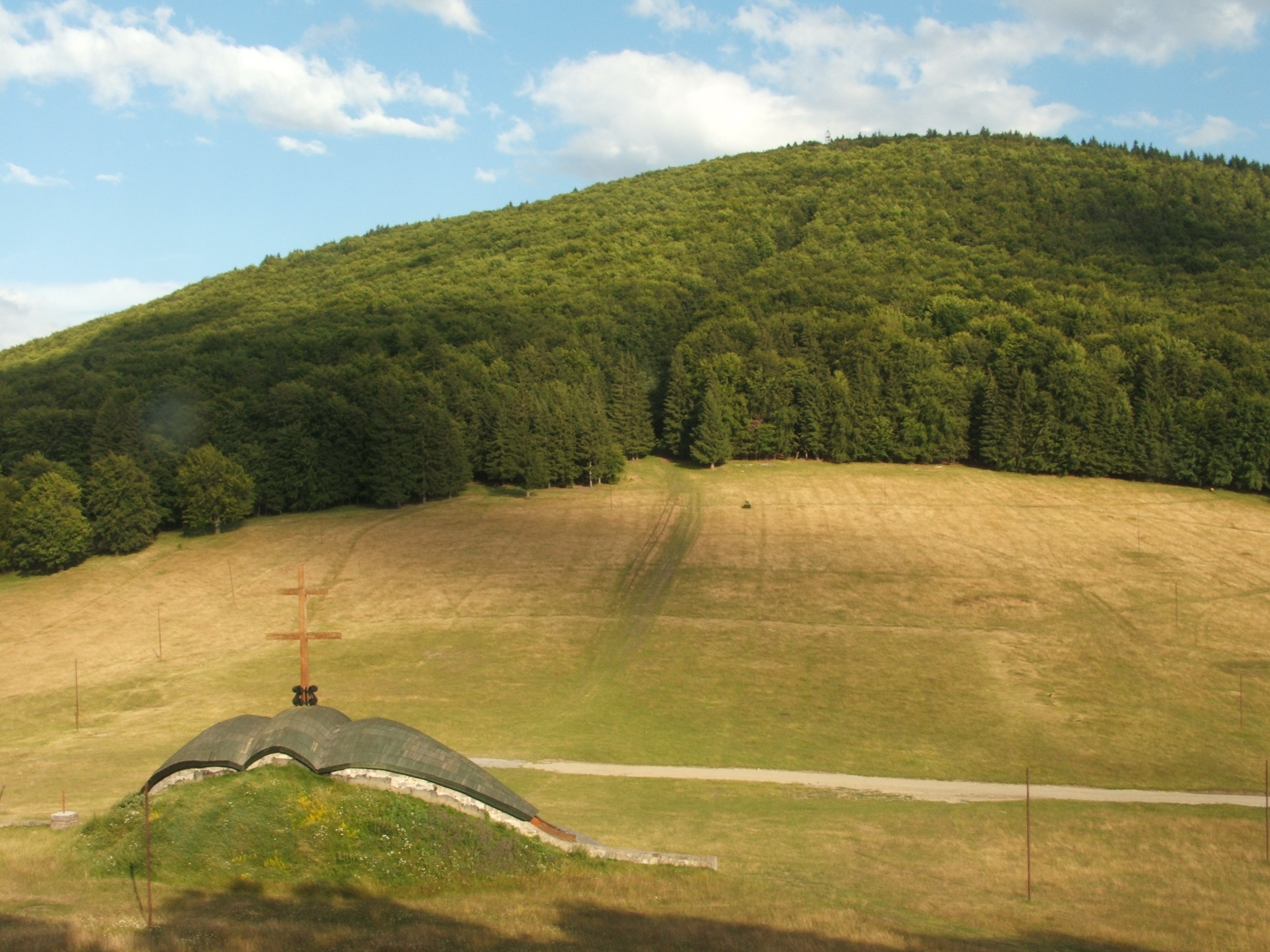
A Csíksomlyói búcsú helyszíne
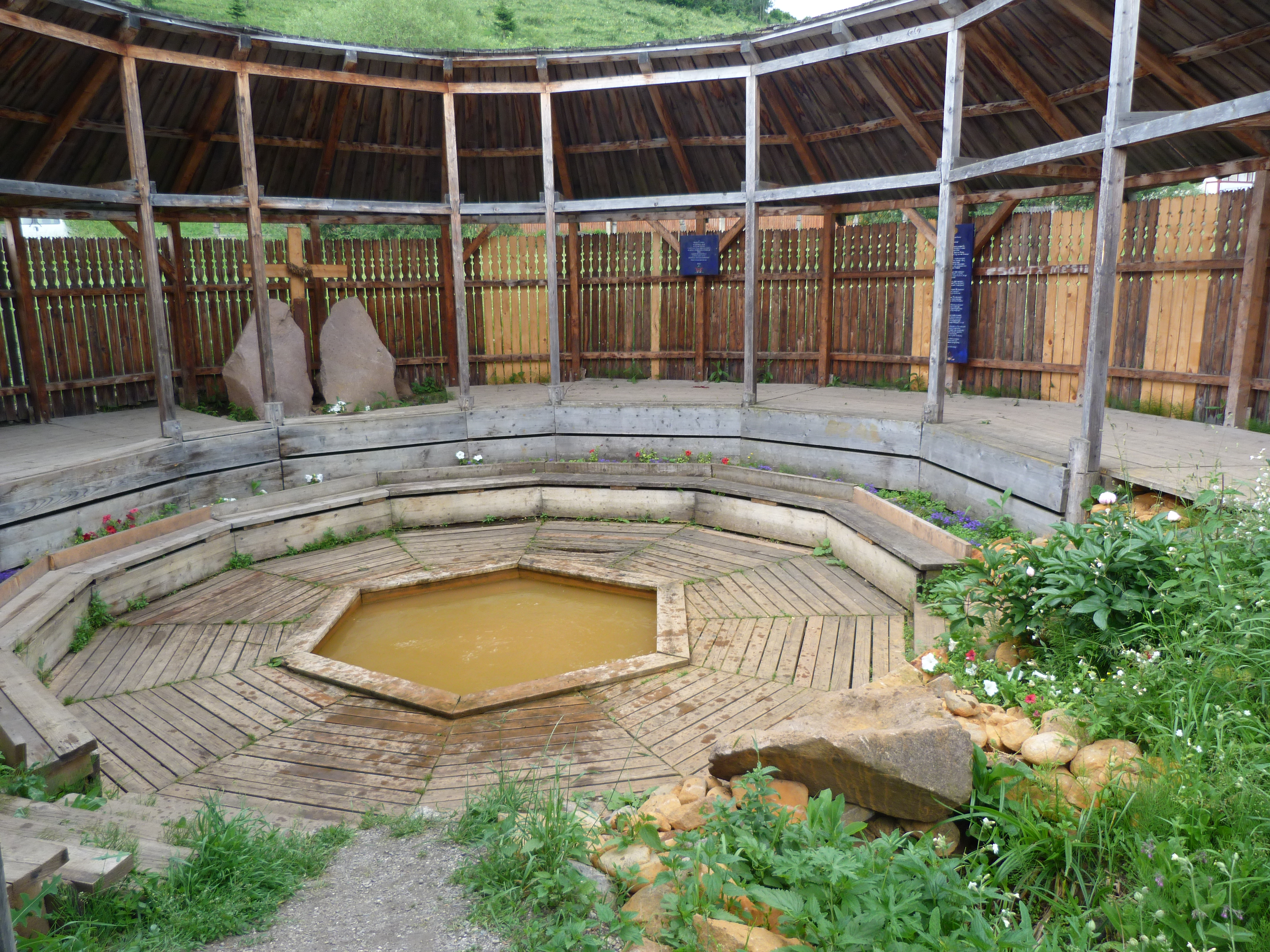
„Barátok feredője”, Csíksomlyó
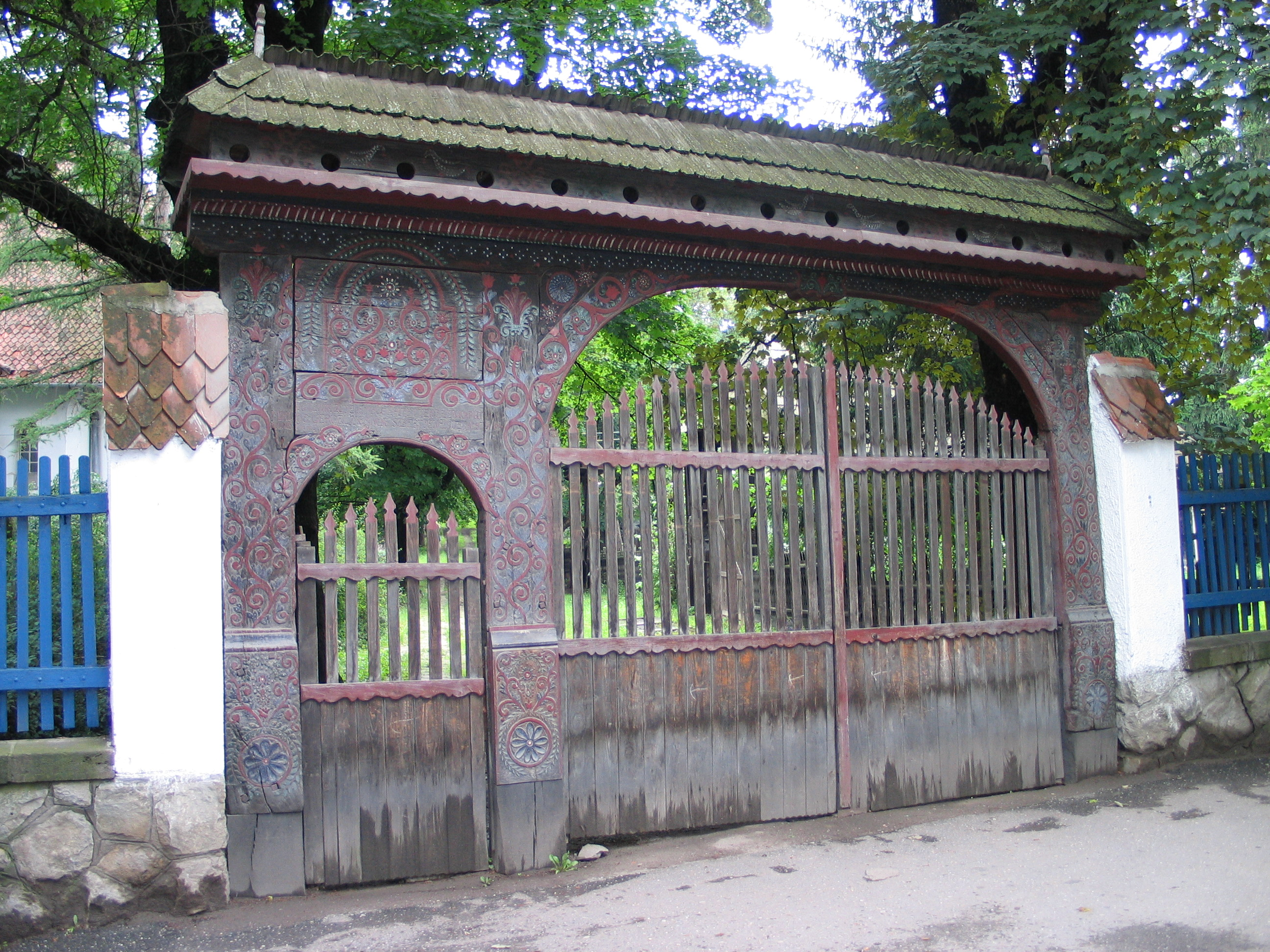
Székelykapu
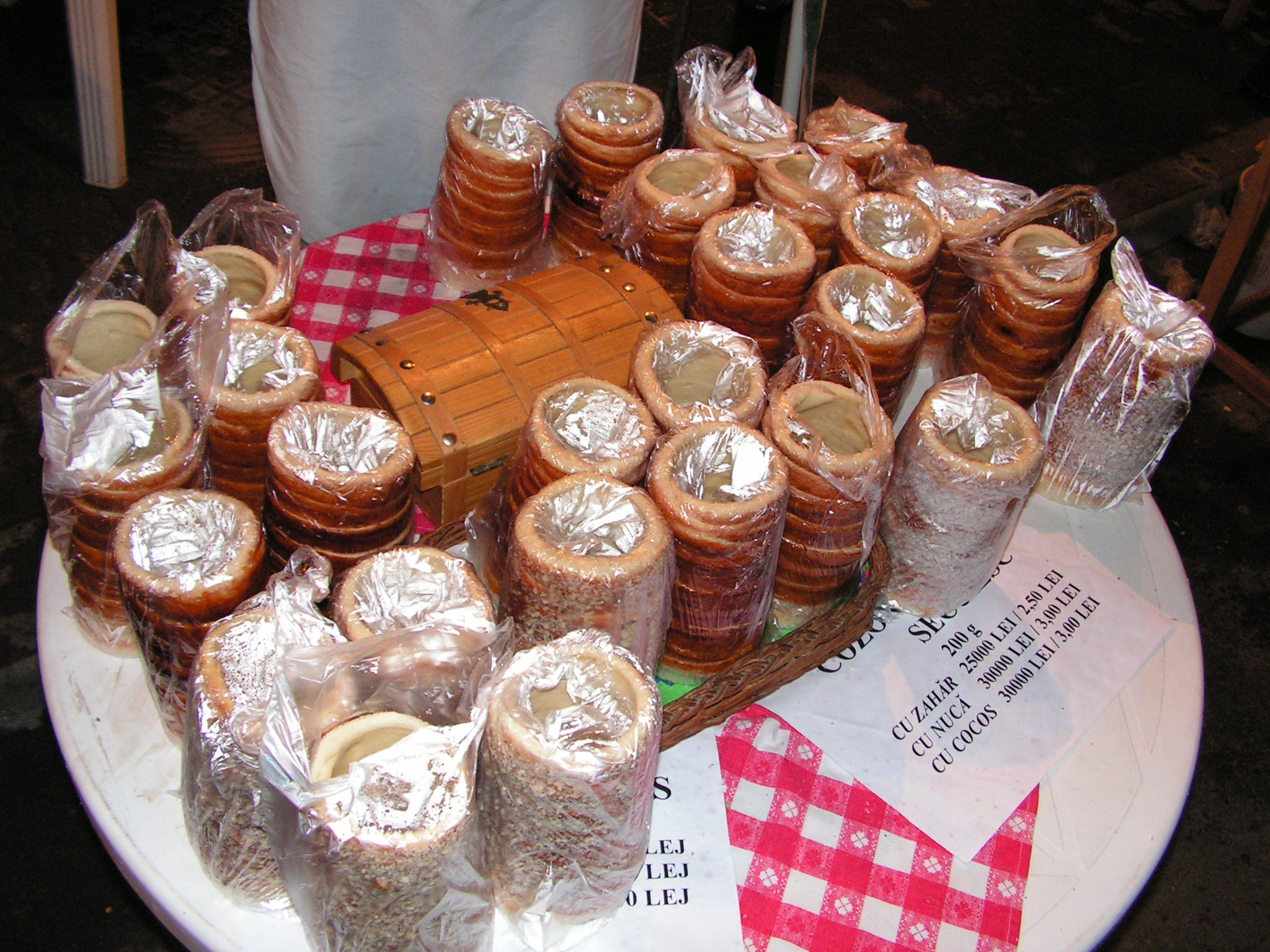
Kürtőskalács
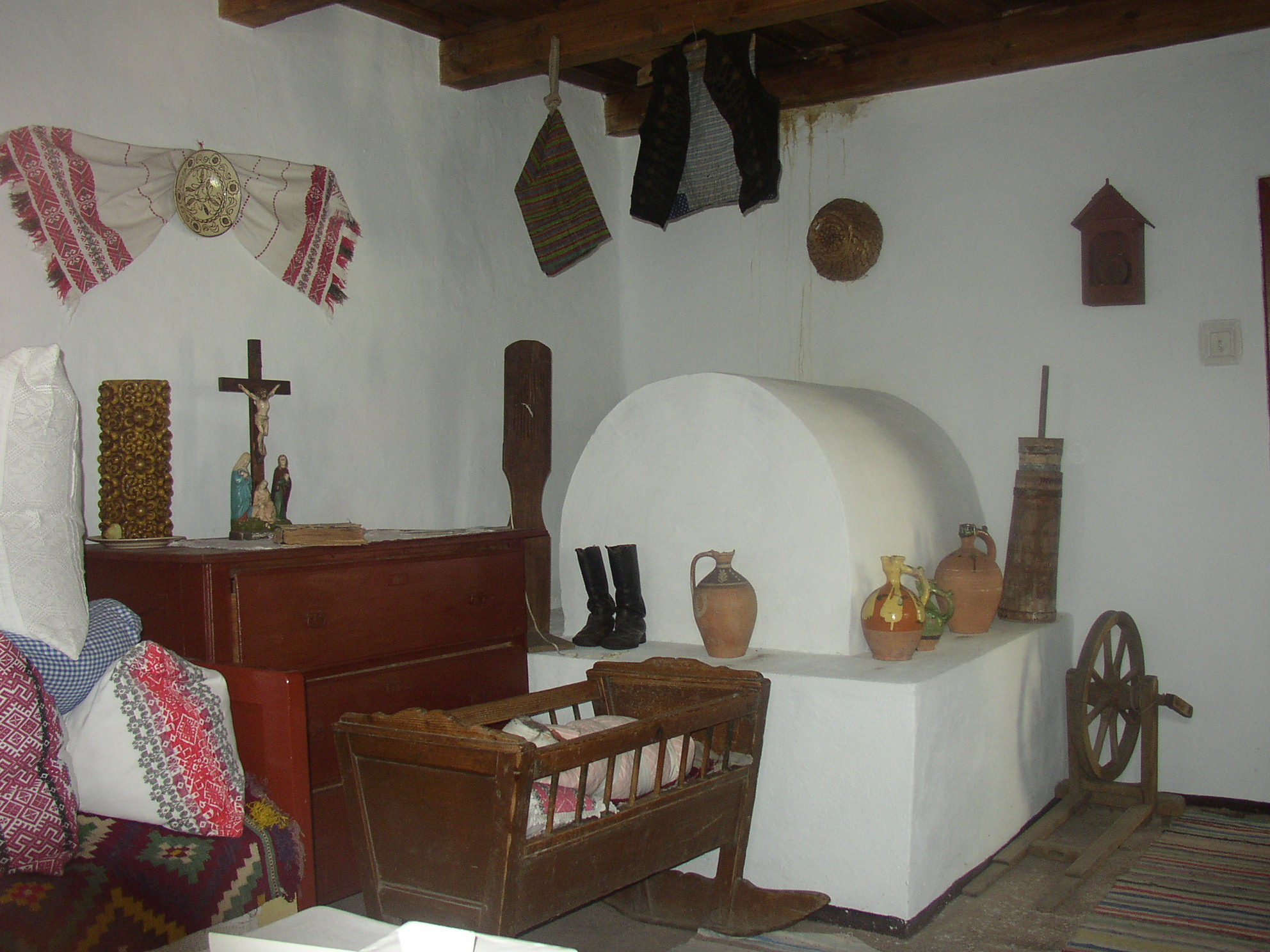
Hagyományos házbelső
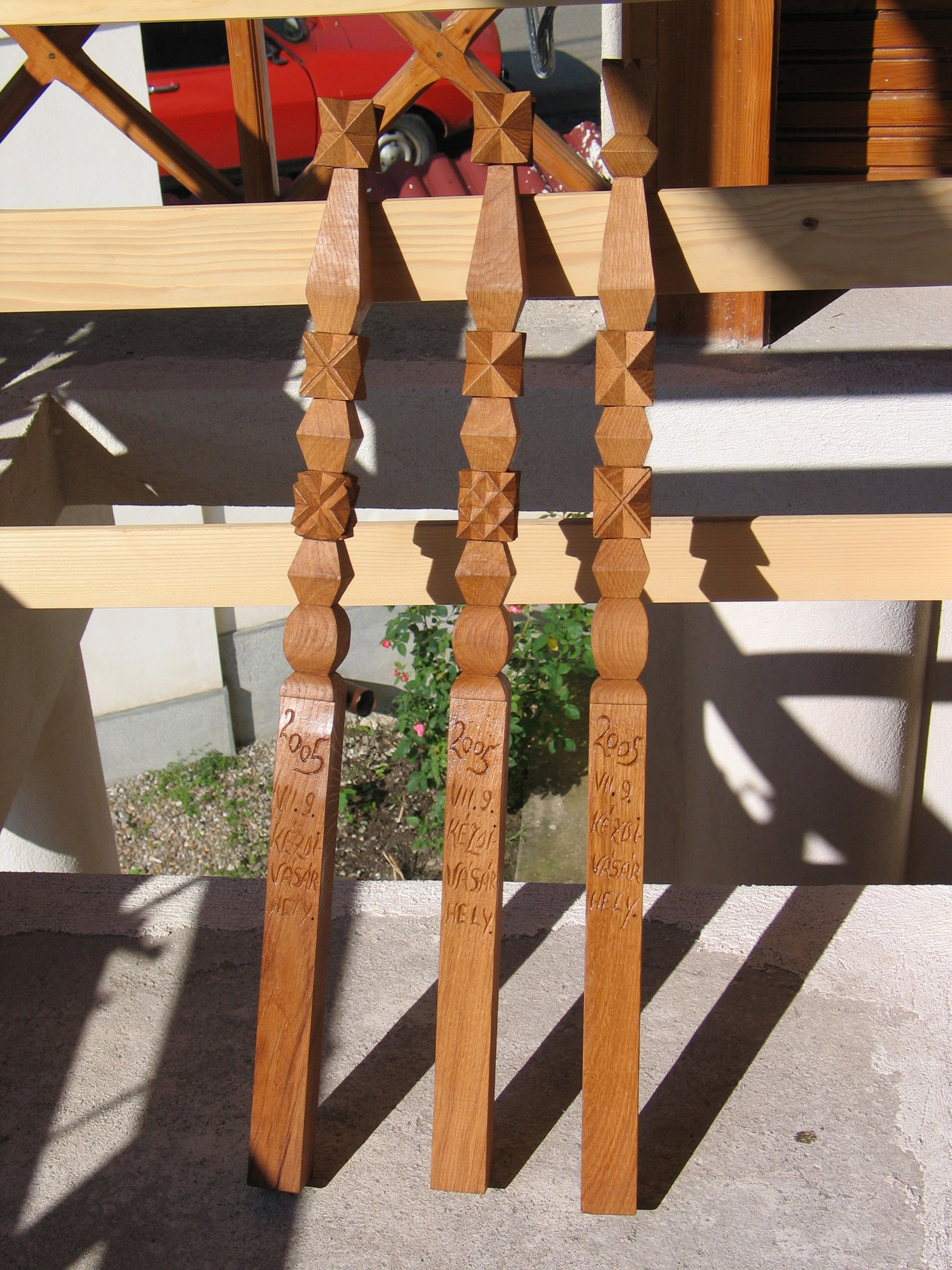
Kopjafák
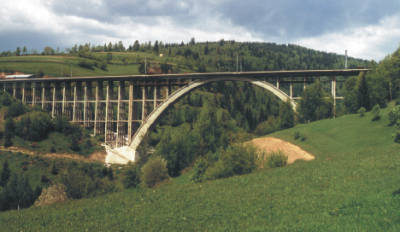
A Karakó-völgyhíd
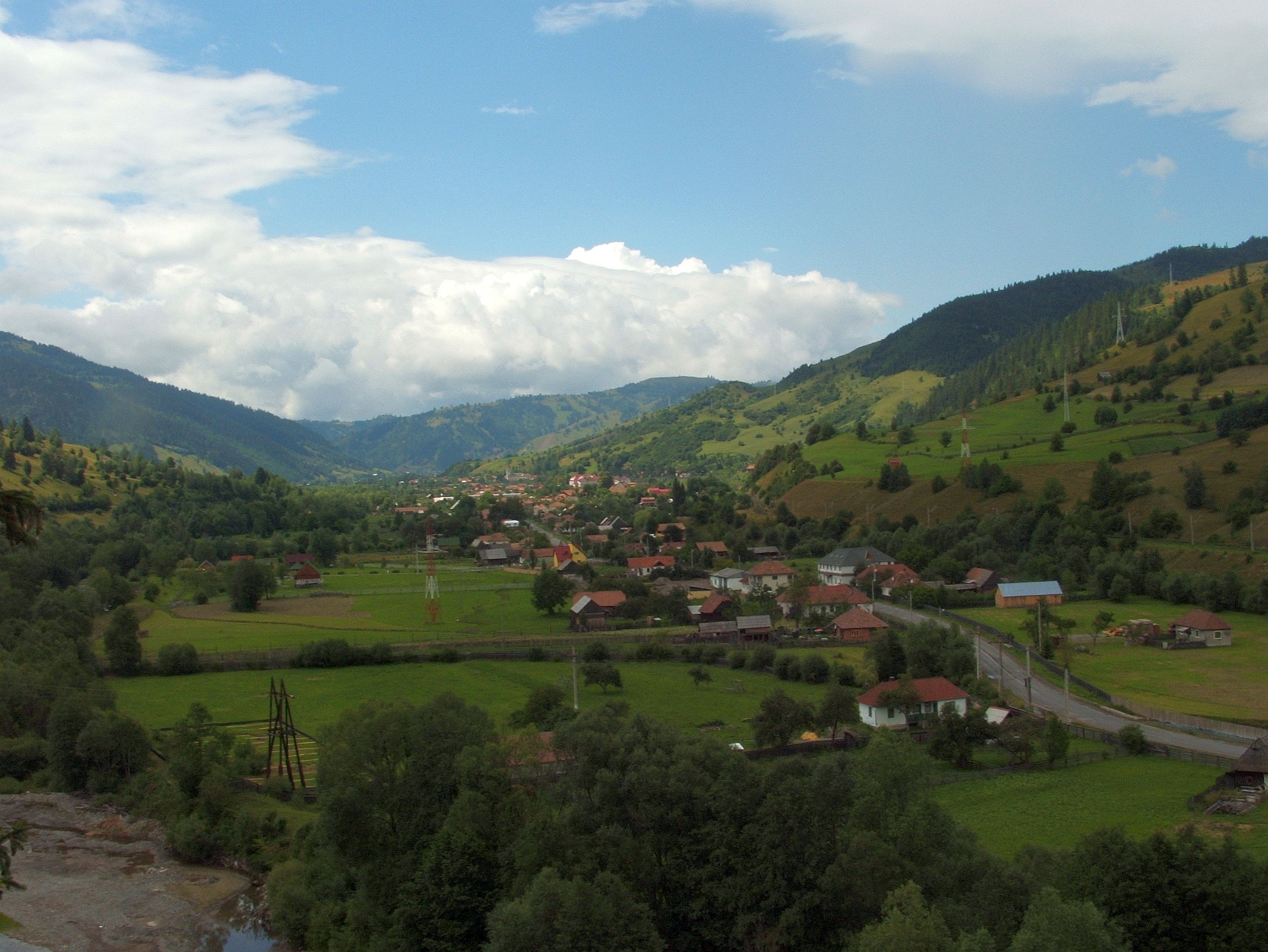
Gyimesbükk
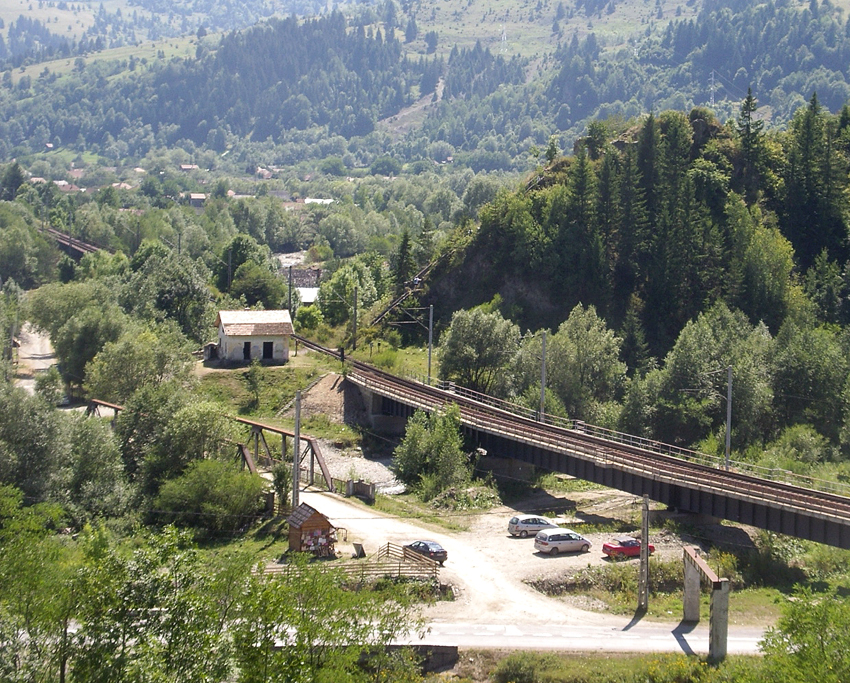
Gyimesi-szoros
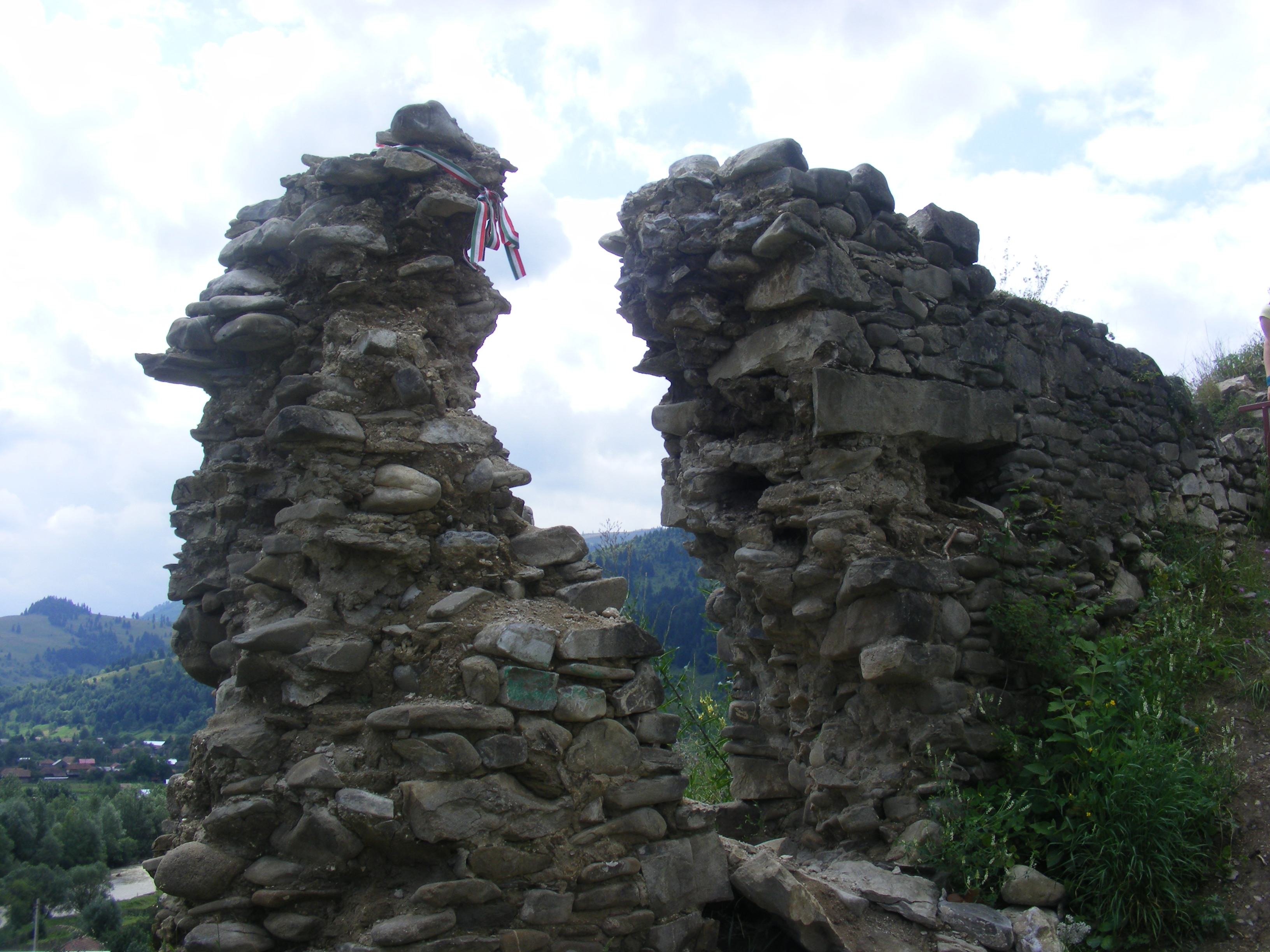
A gyimesbükki Rákóczi-vár romjai
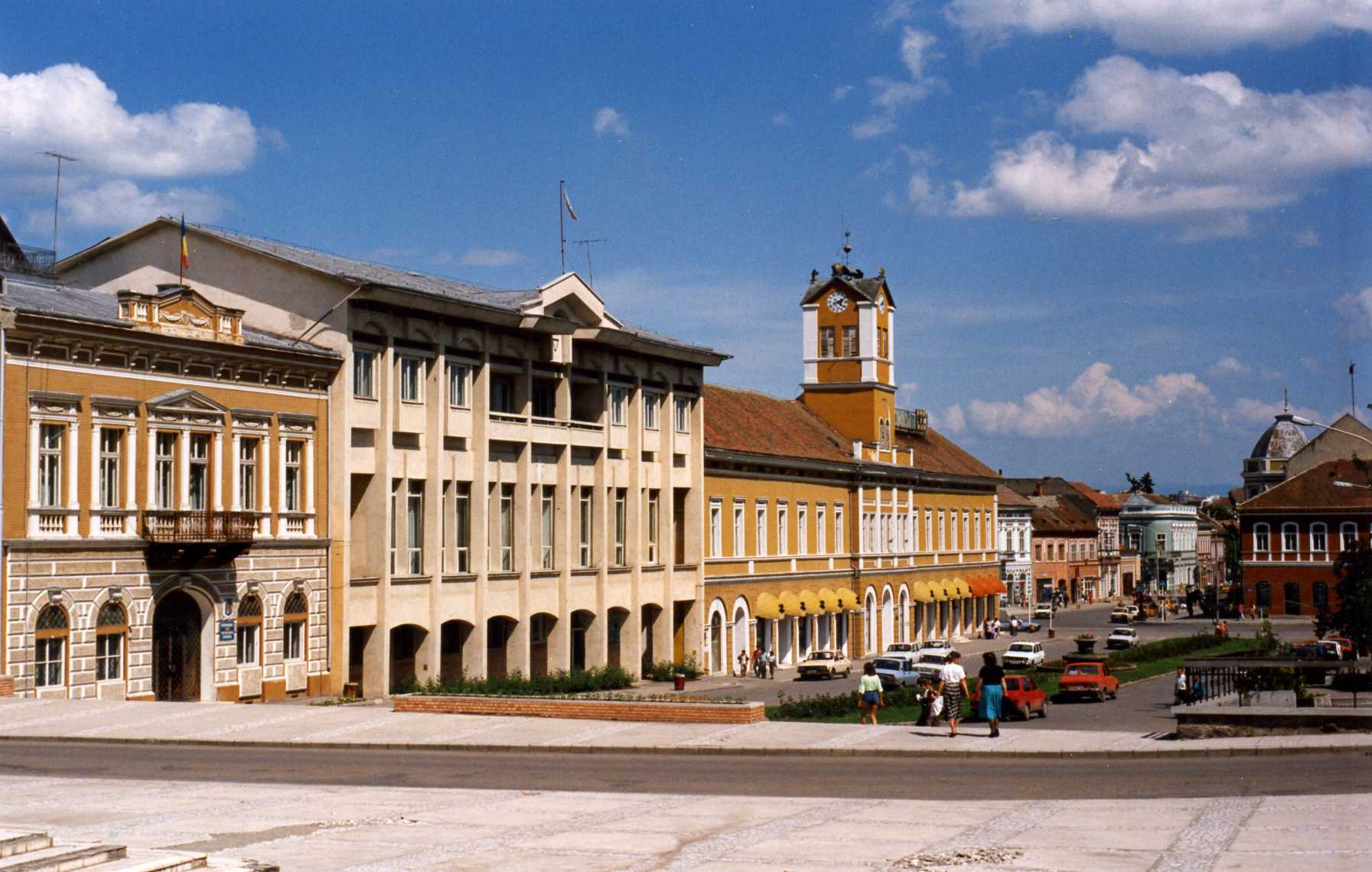
Sepsiszentgyörgy központja
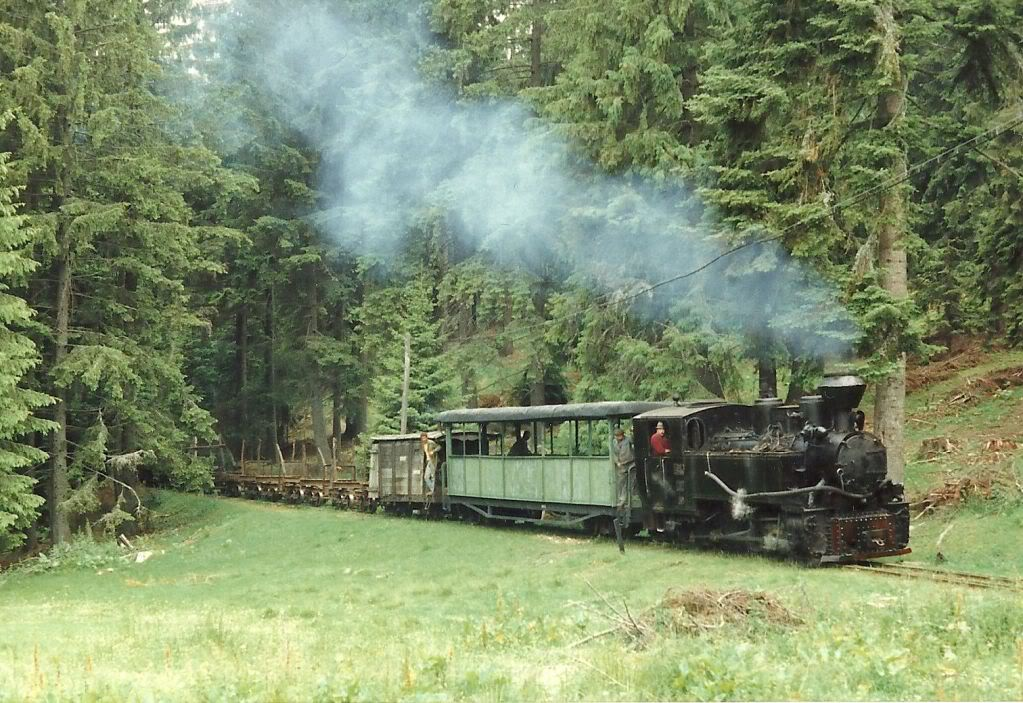
A kommandói kisvasút
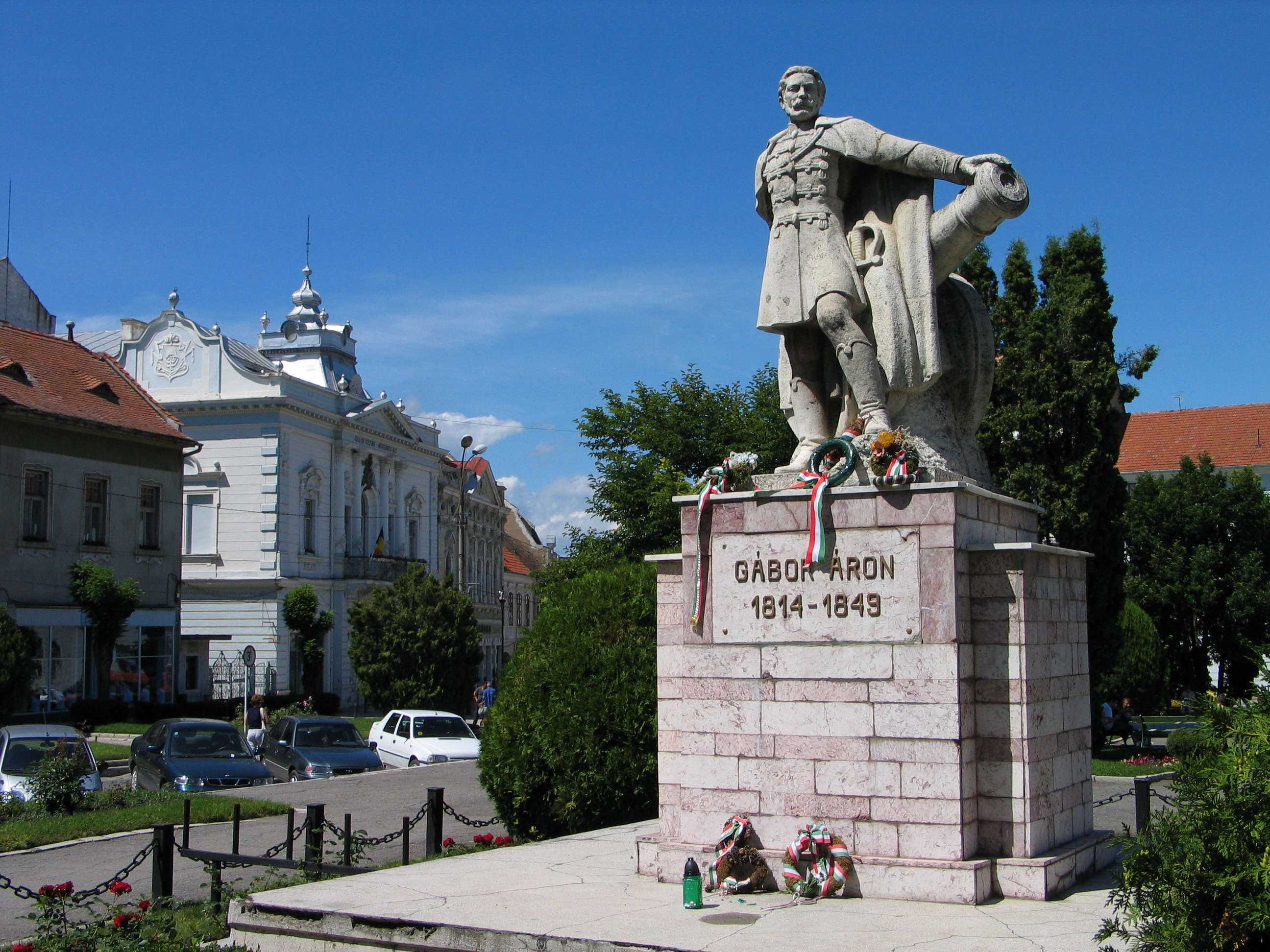
Kézdivásárhely központja a Gábor Áron szoborral
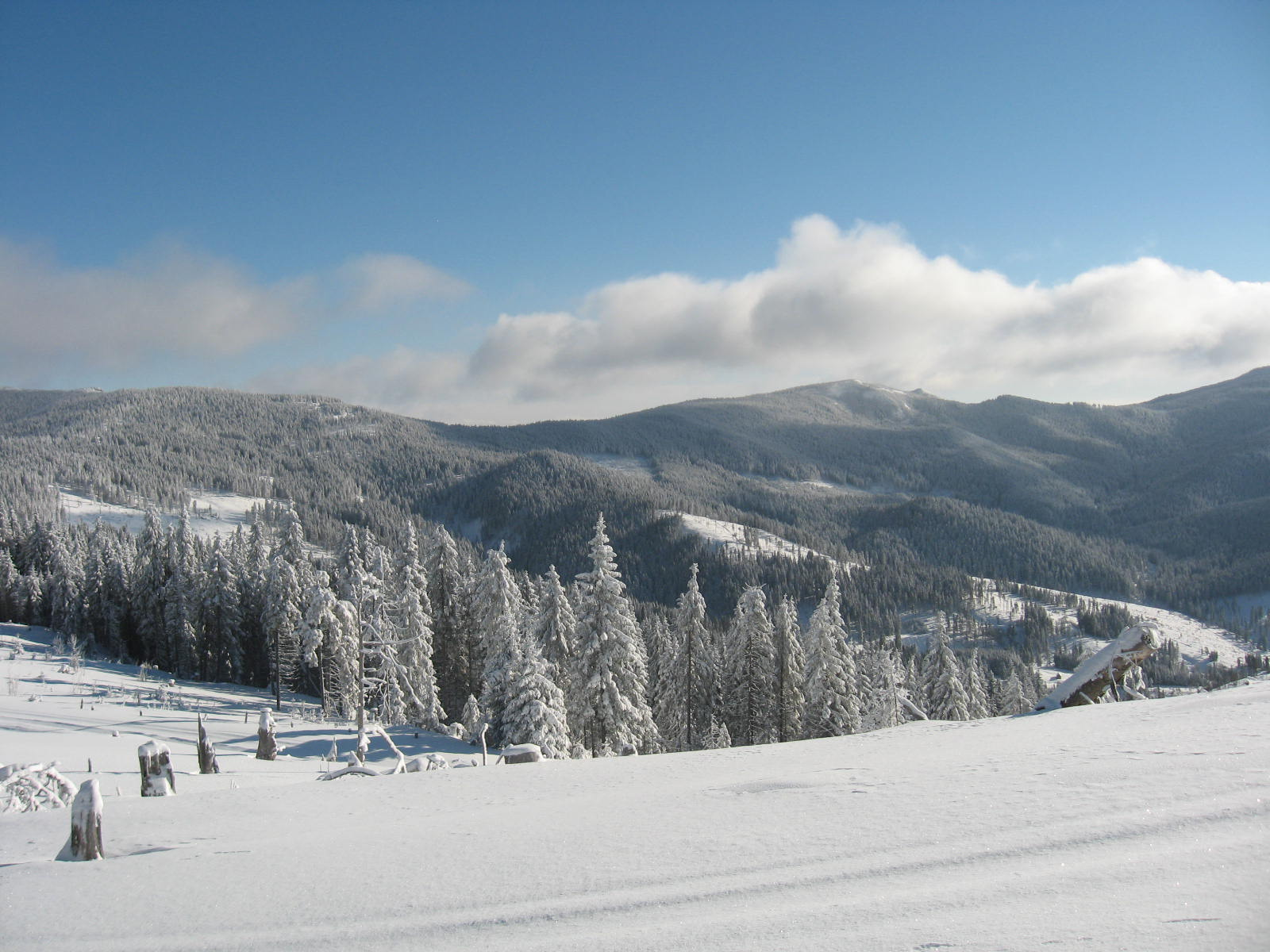
Madarasi-Hargita télen
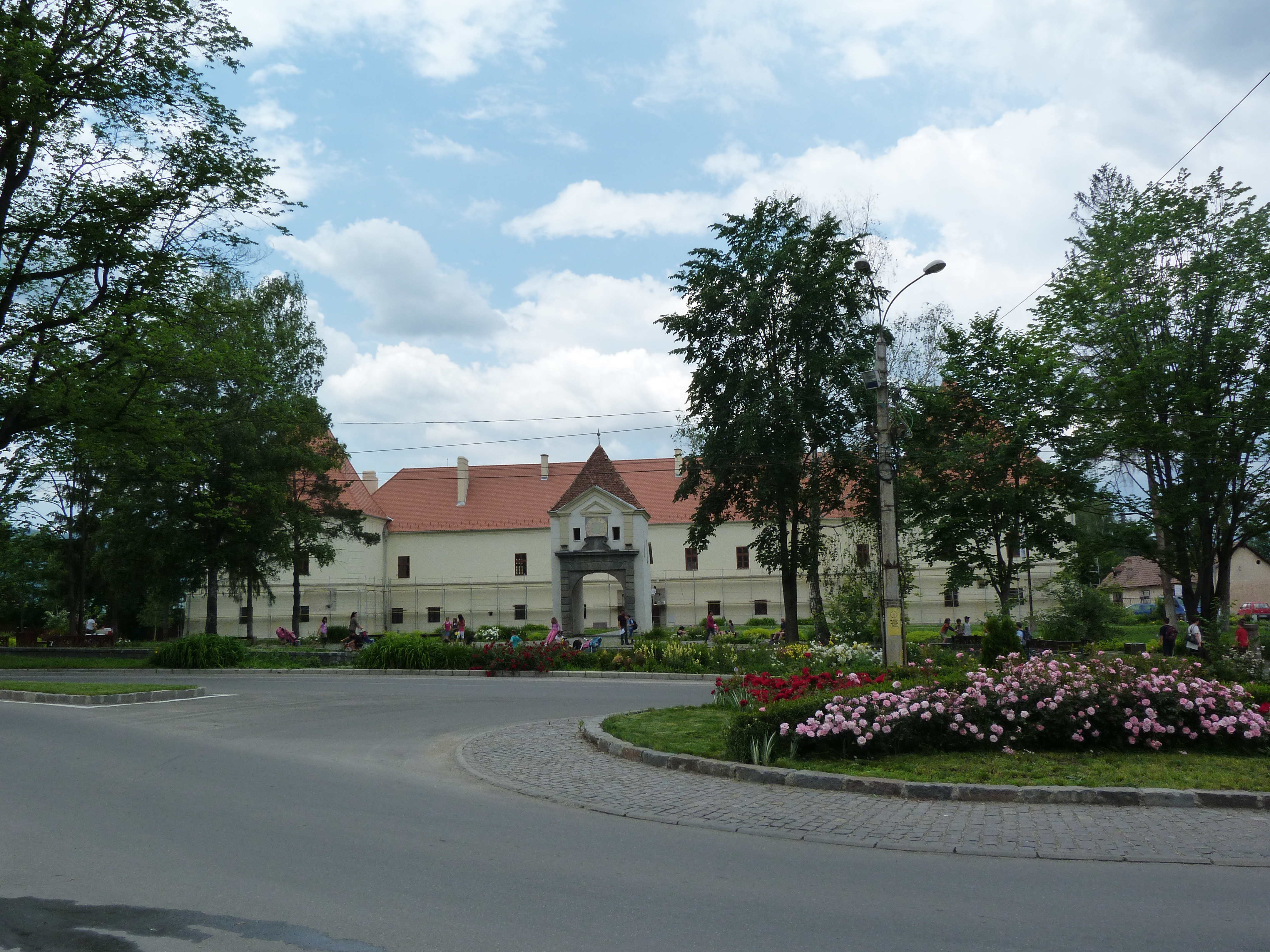
A csíkszeredai Mikó-vár
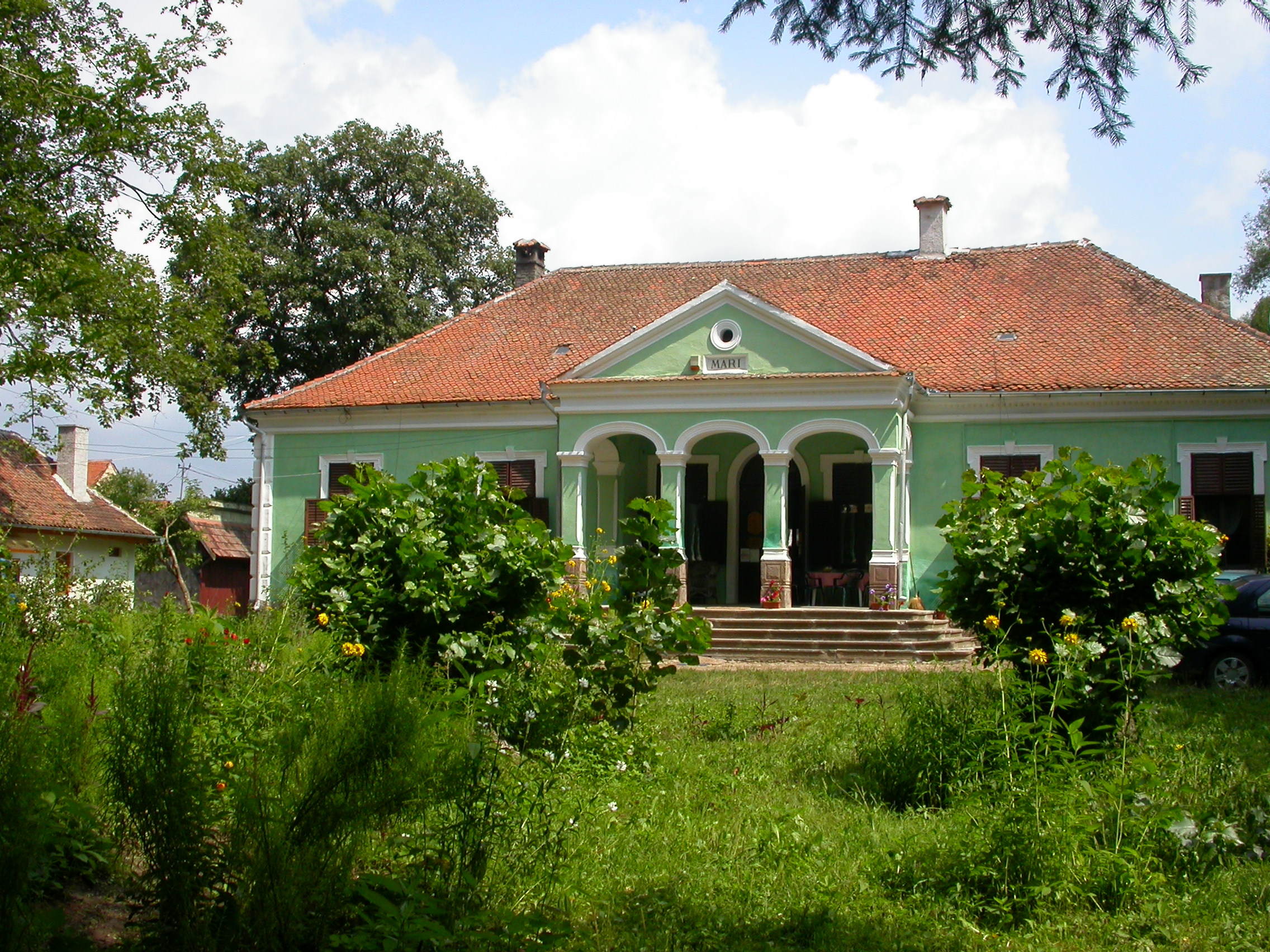
Benedek Elek szülőháza Kisbaconban
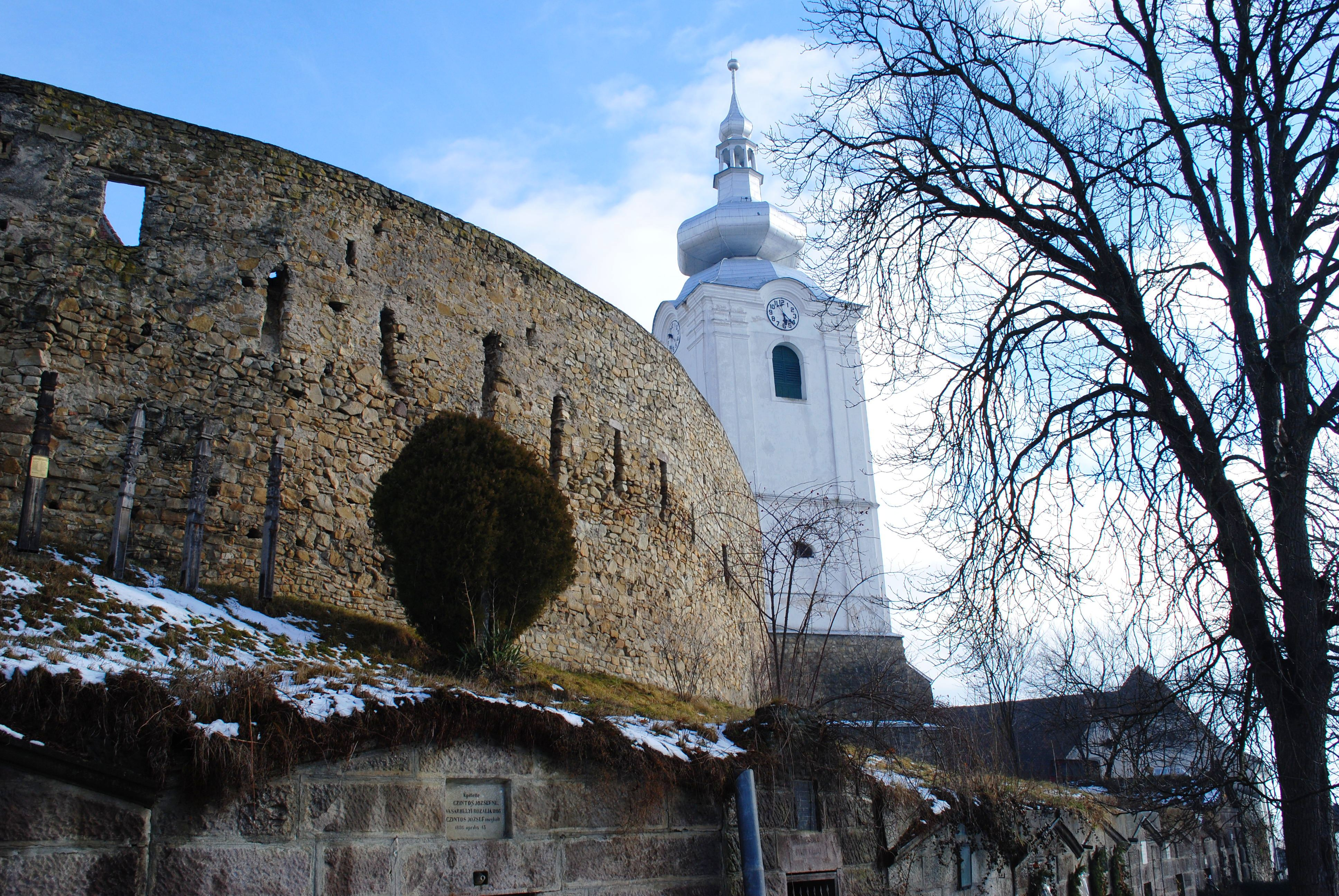
A sepsiszentgyörgyi vár
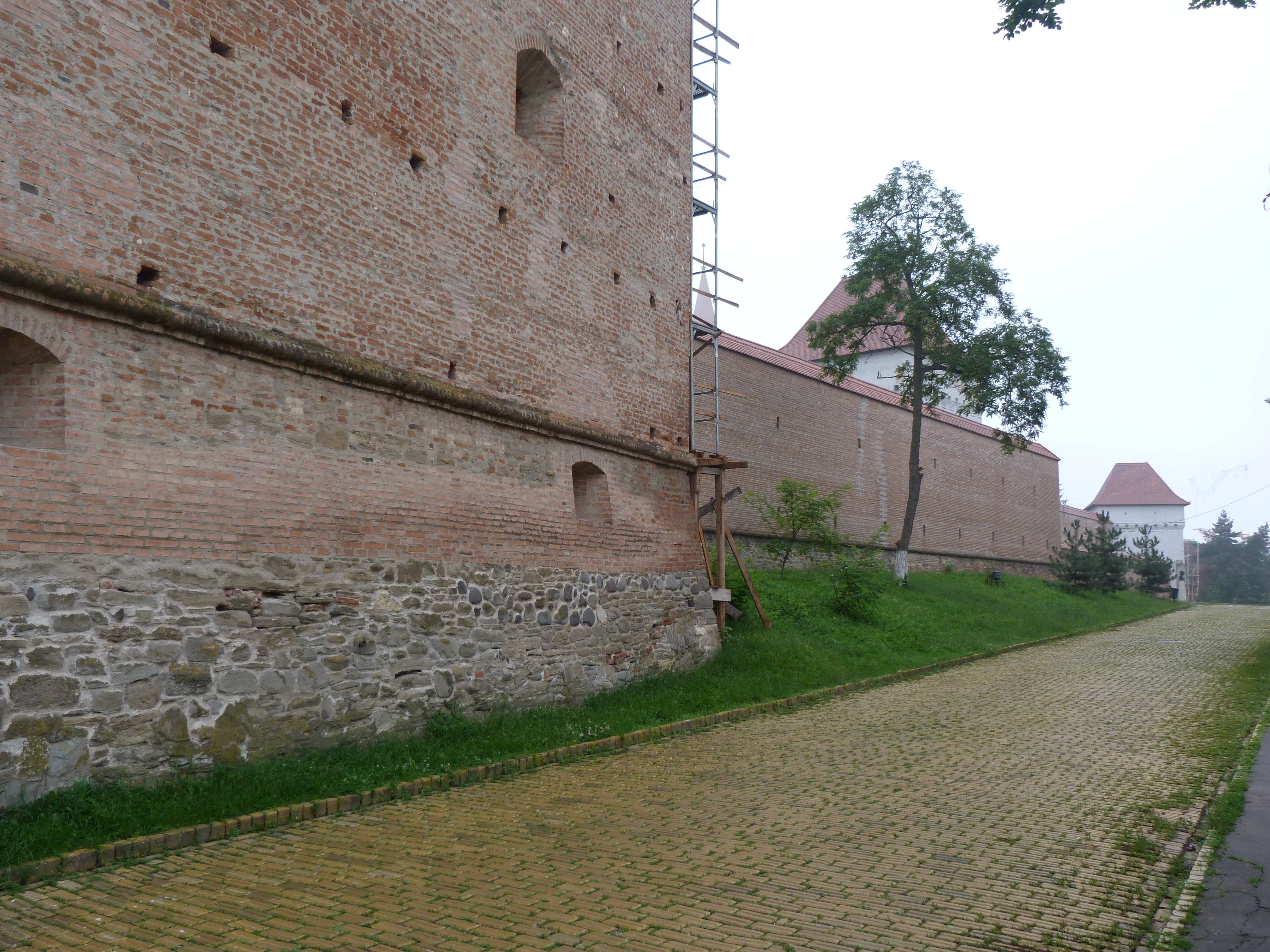
A marosvásárhelyi vár
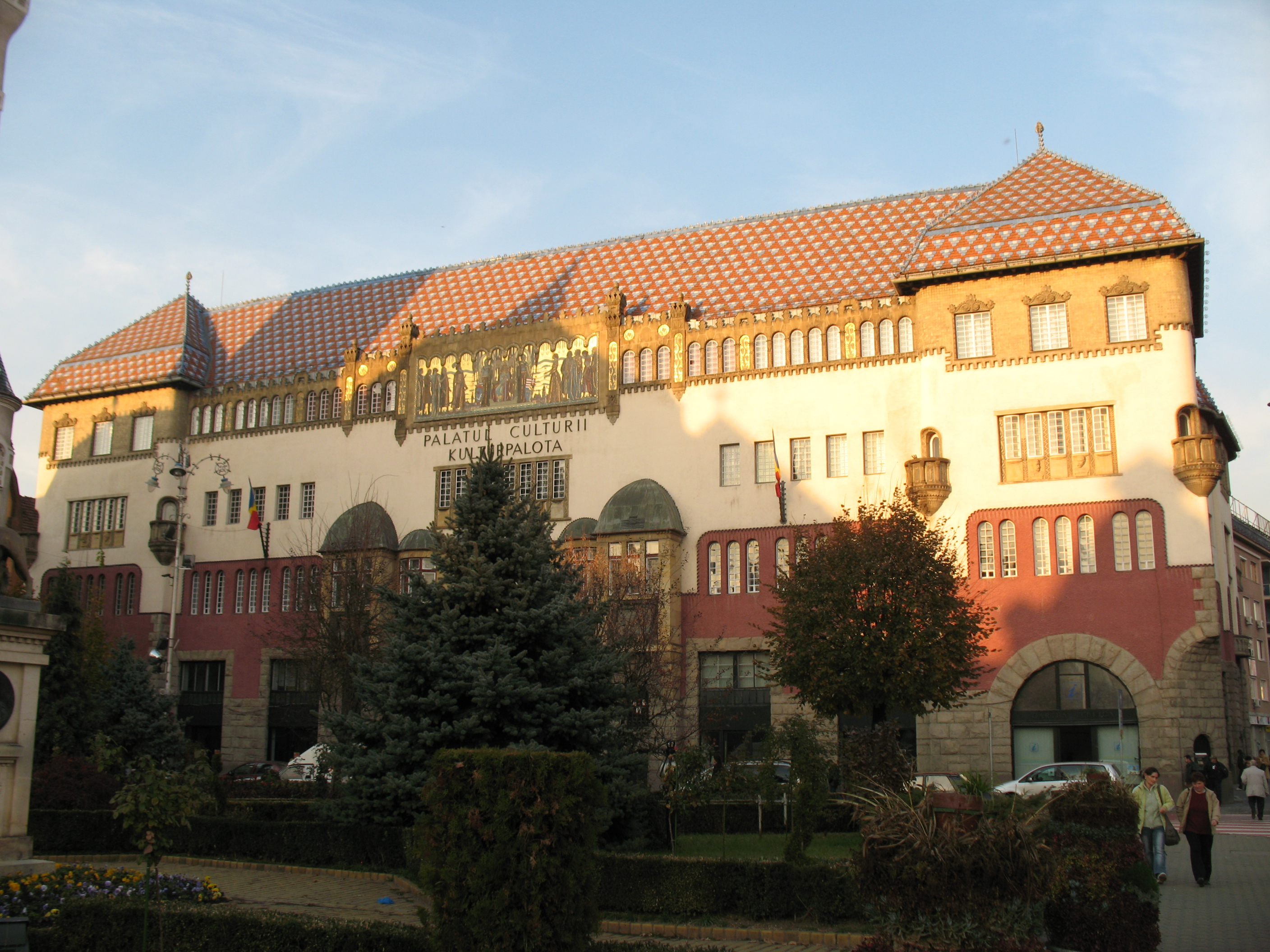
A kultúrpalota Marosvásárhelyen
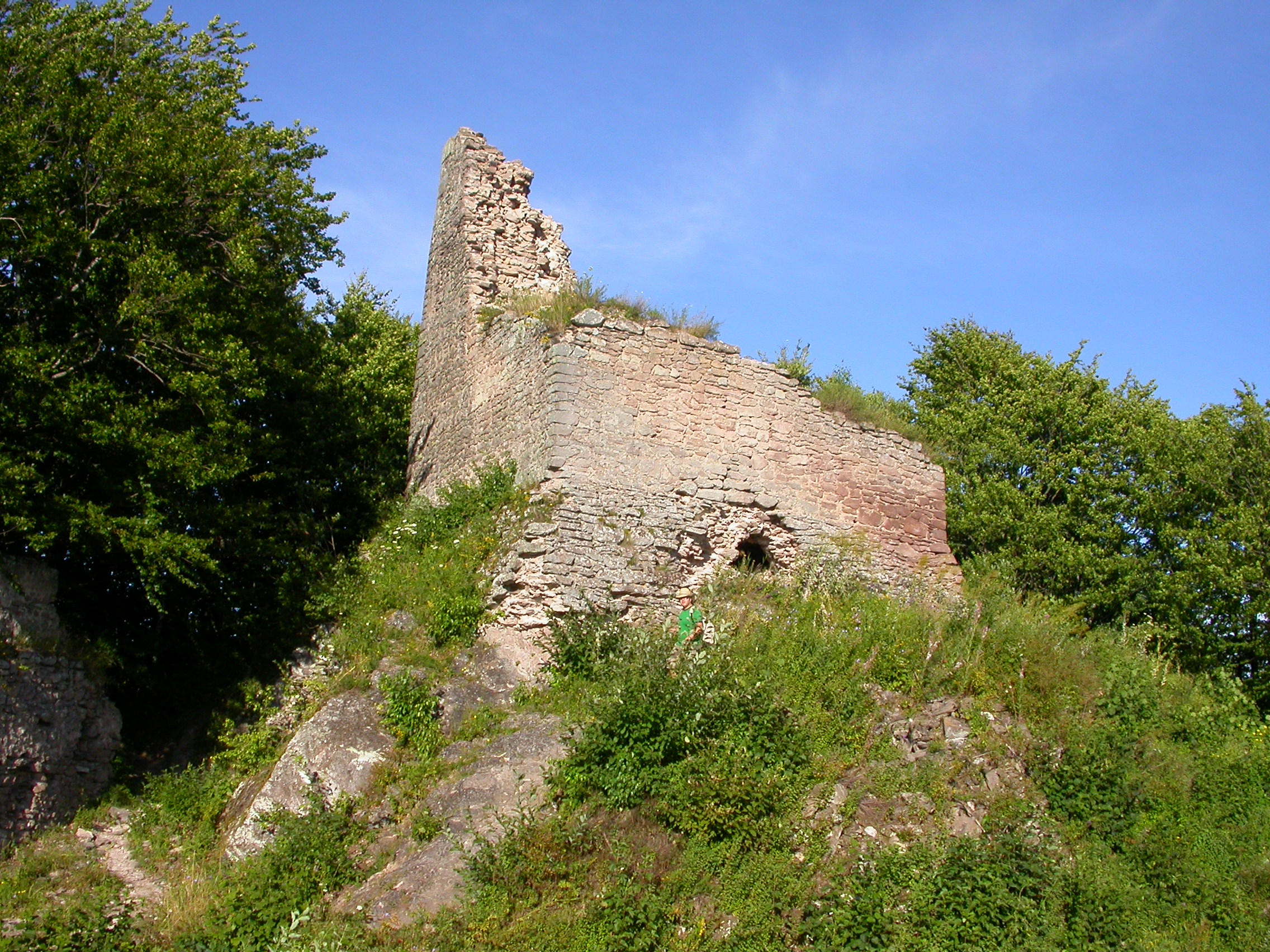
Bálványosvár
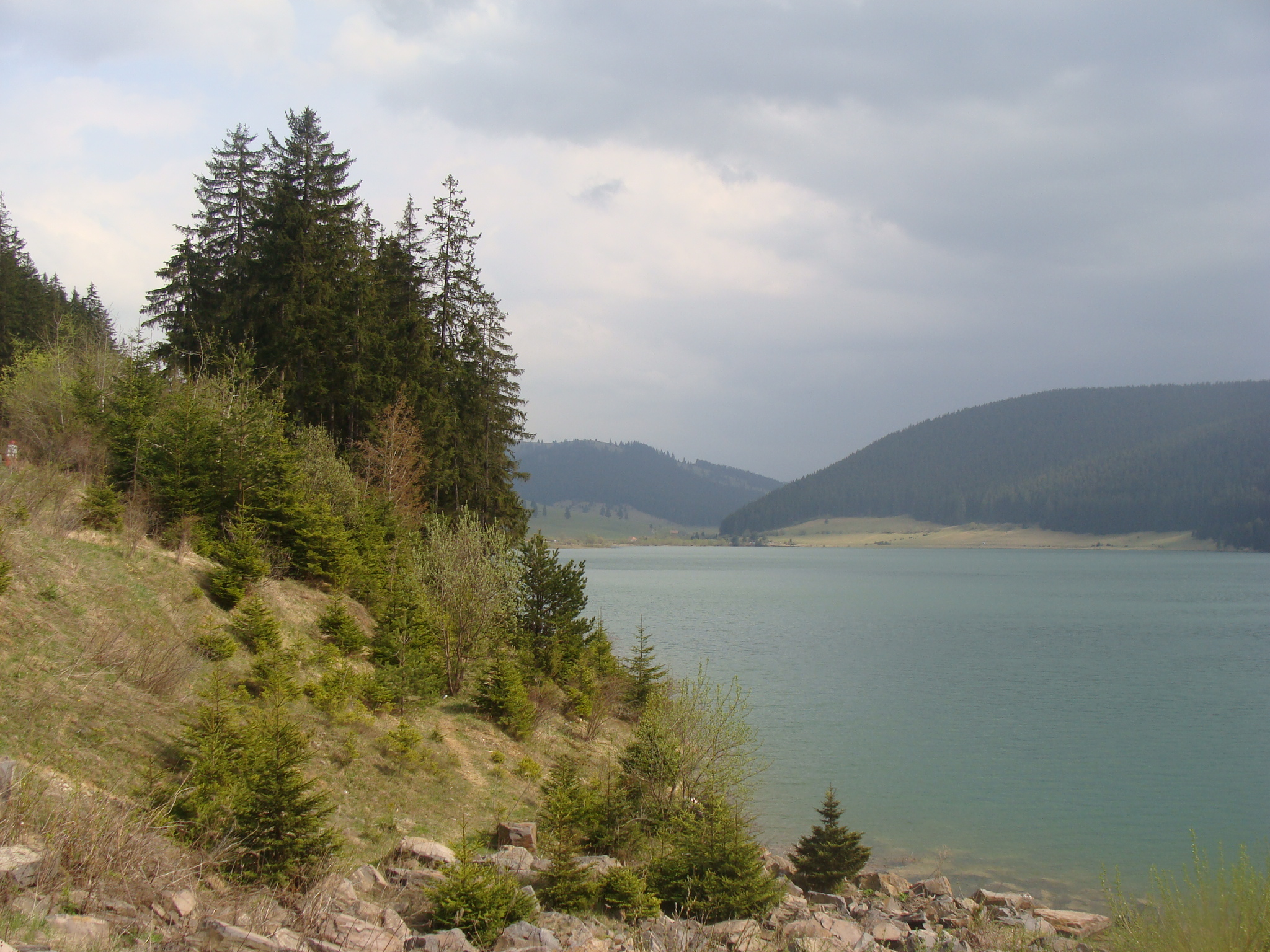
A csíkszépvízi víztároló
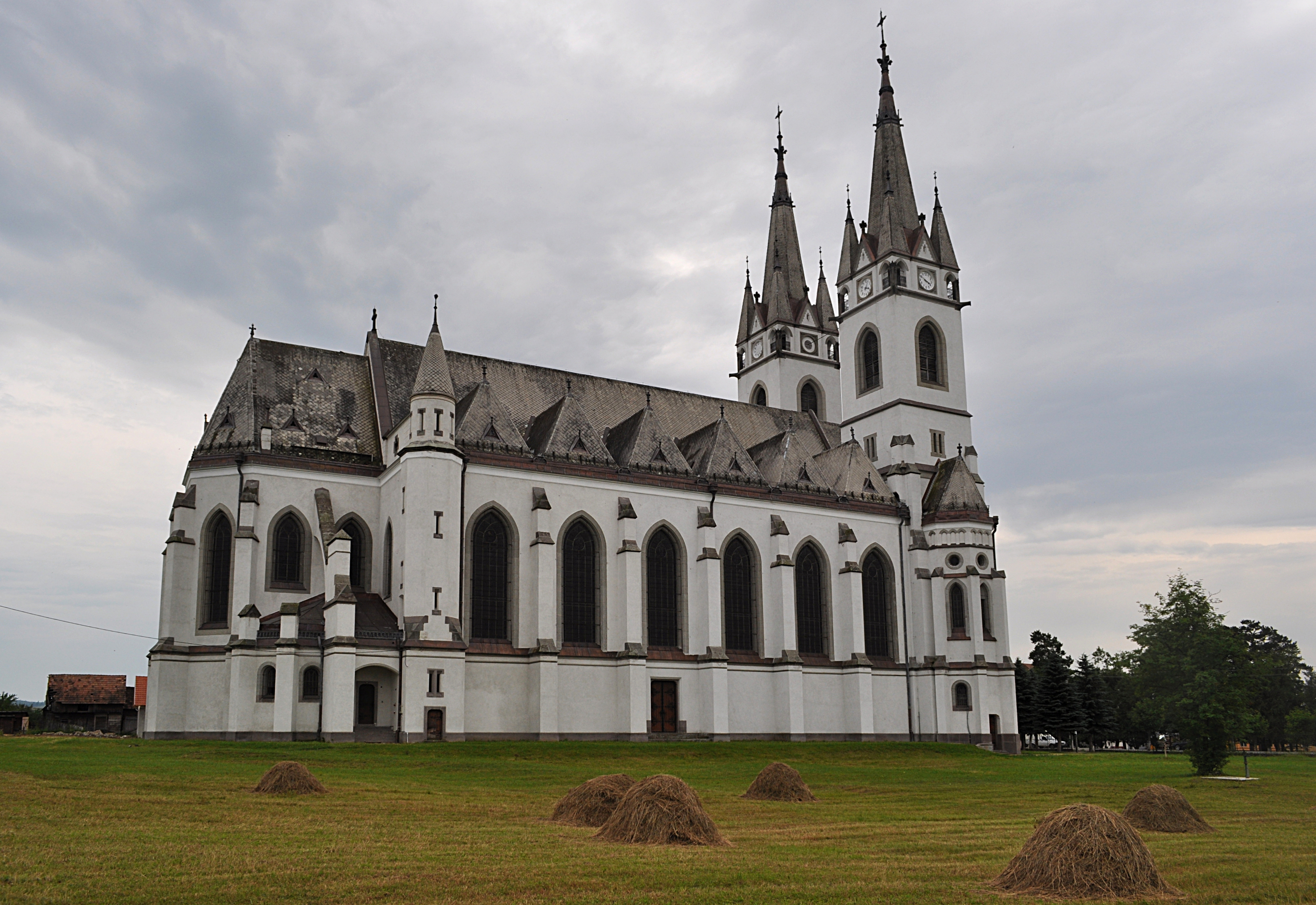
Ditrói templom
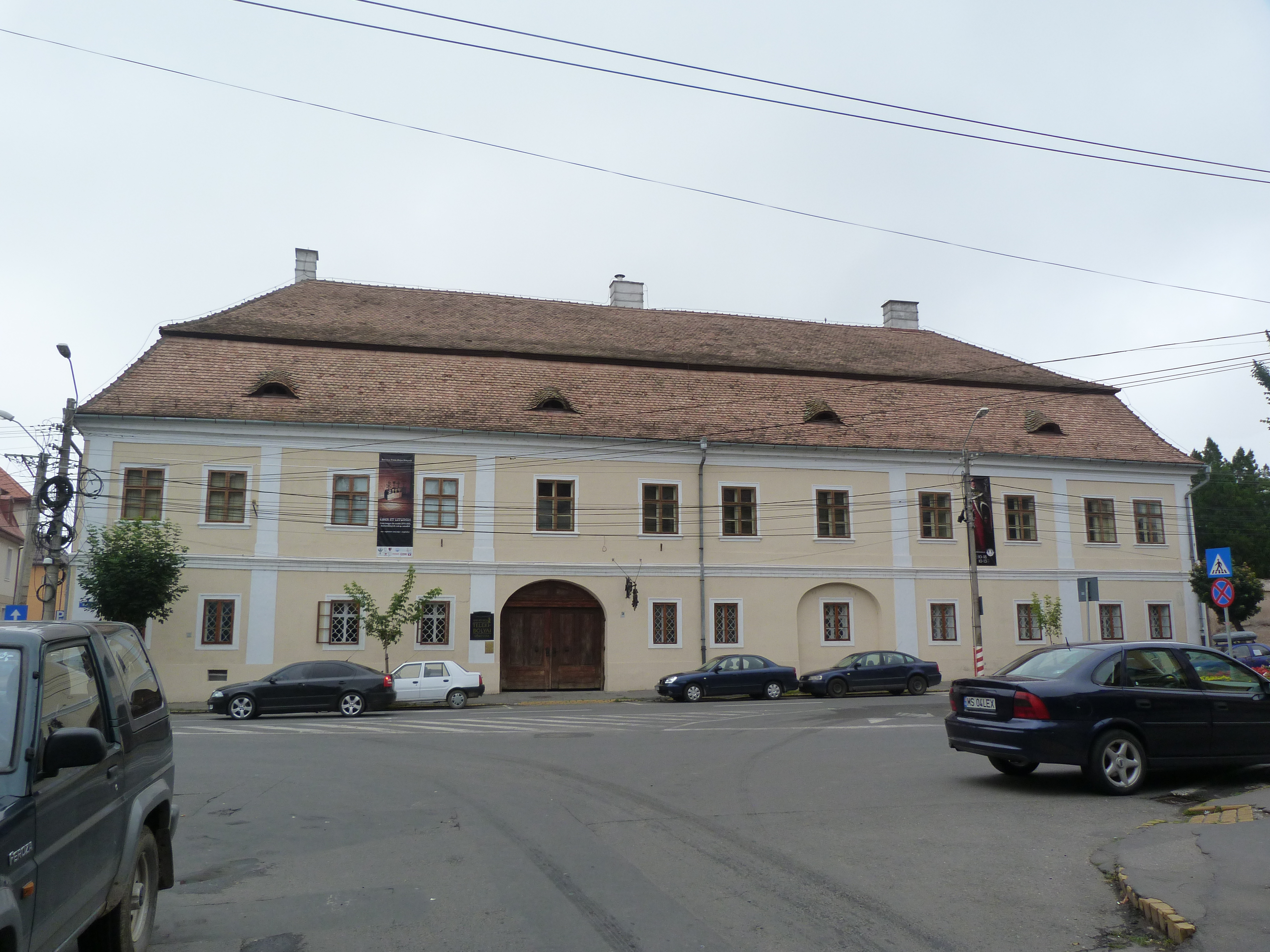
A Teleki-téka Marosvásárhelyen
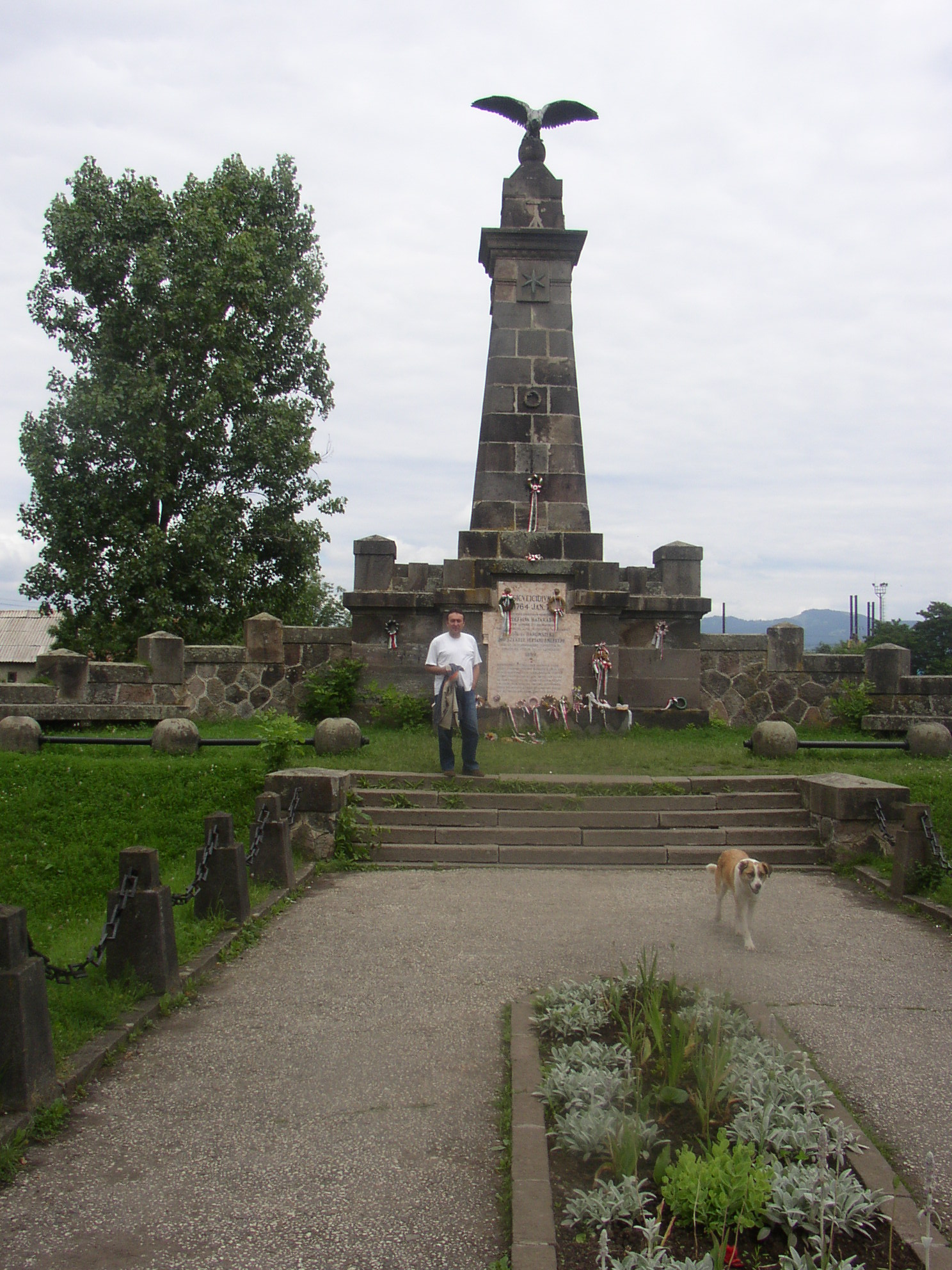
A madéfalvi veszedelem emlékműve
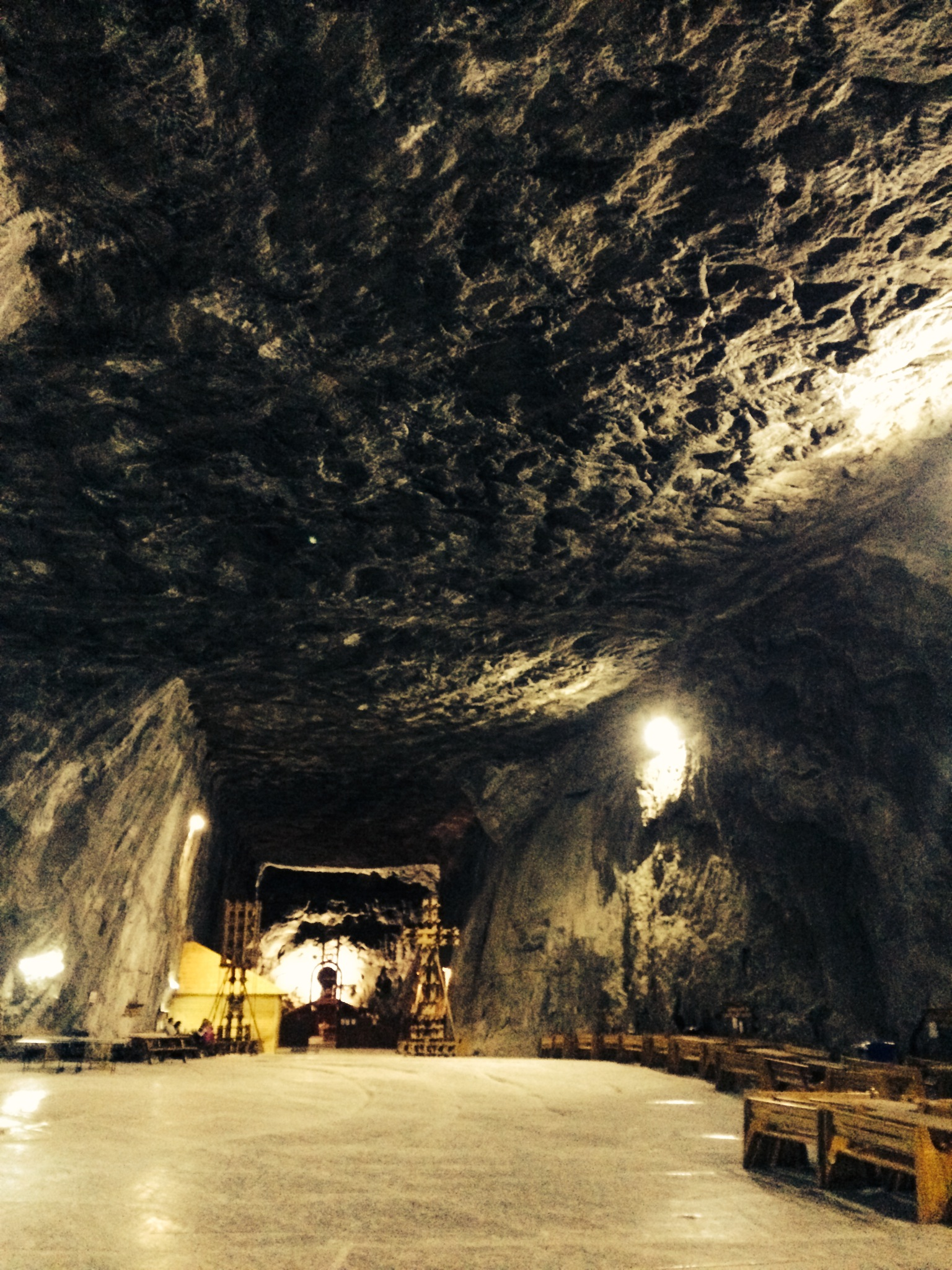
A parajdi sóbánya belseje
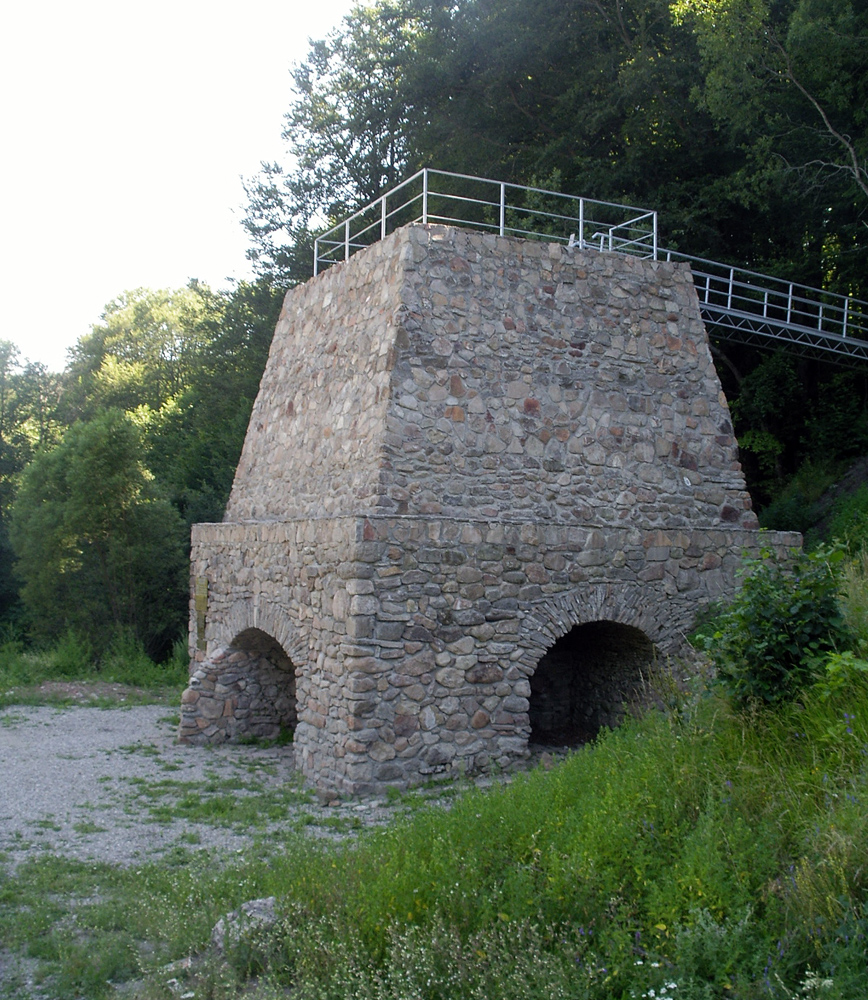
A bodvaji vashámor
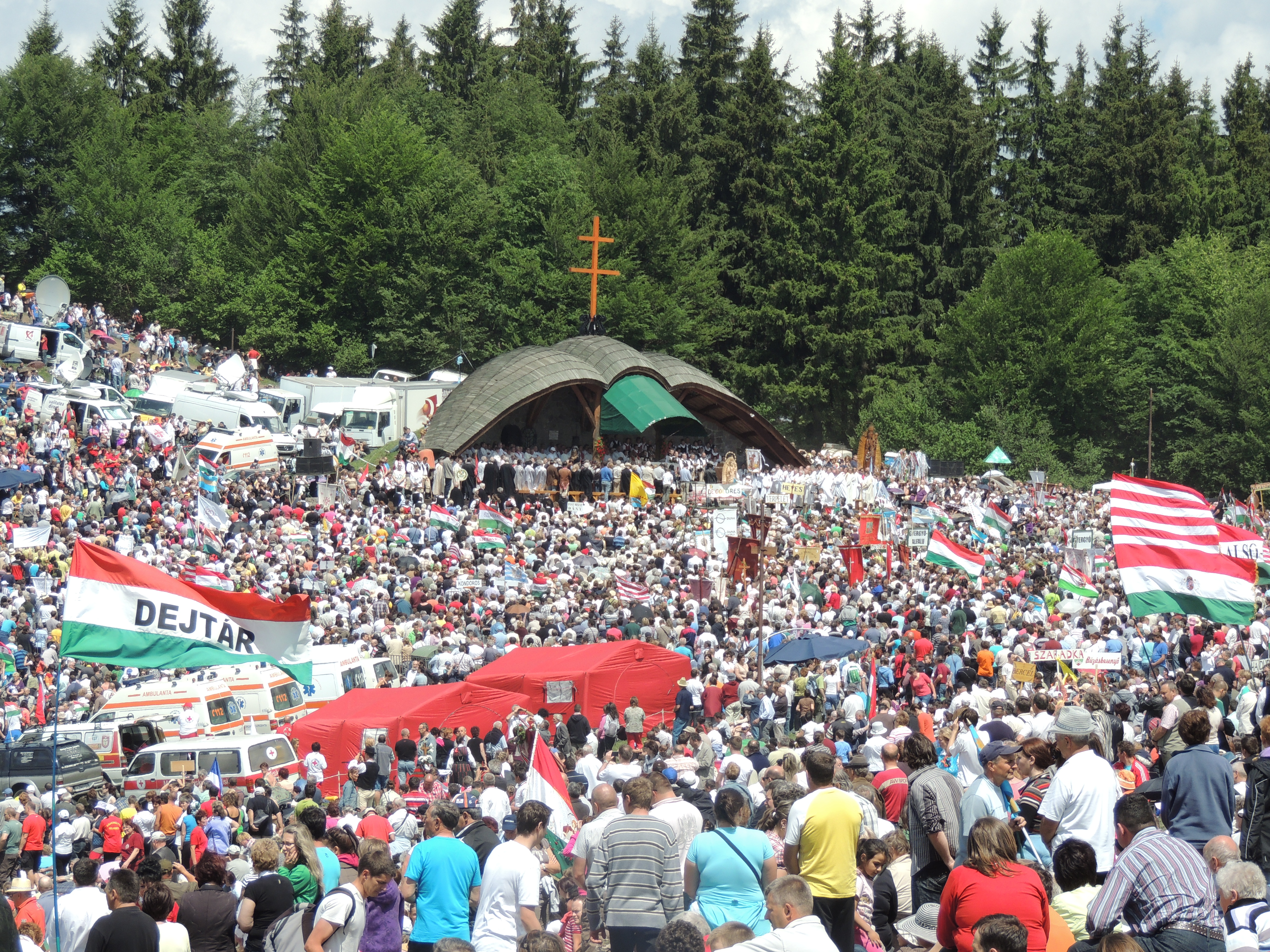
A 2013-as csíksomlyói búcsú
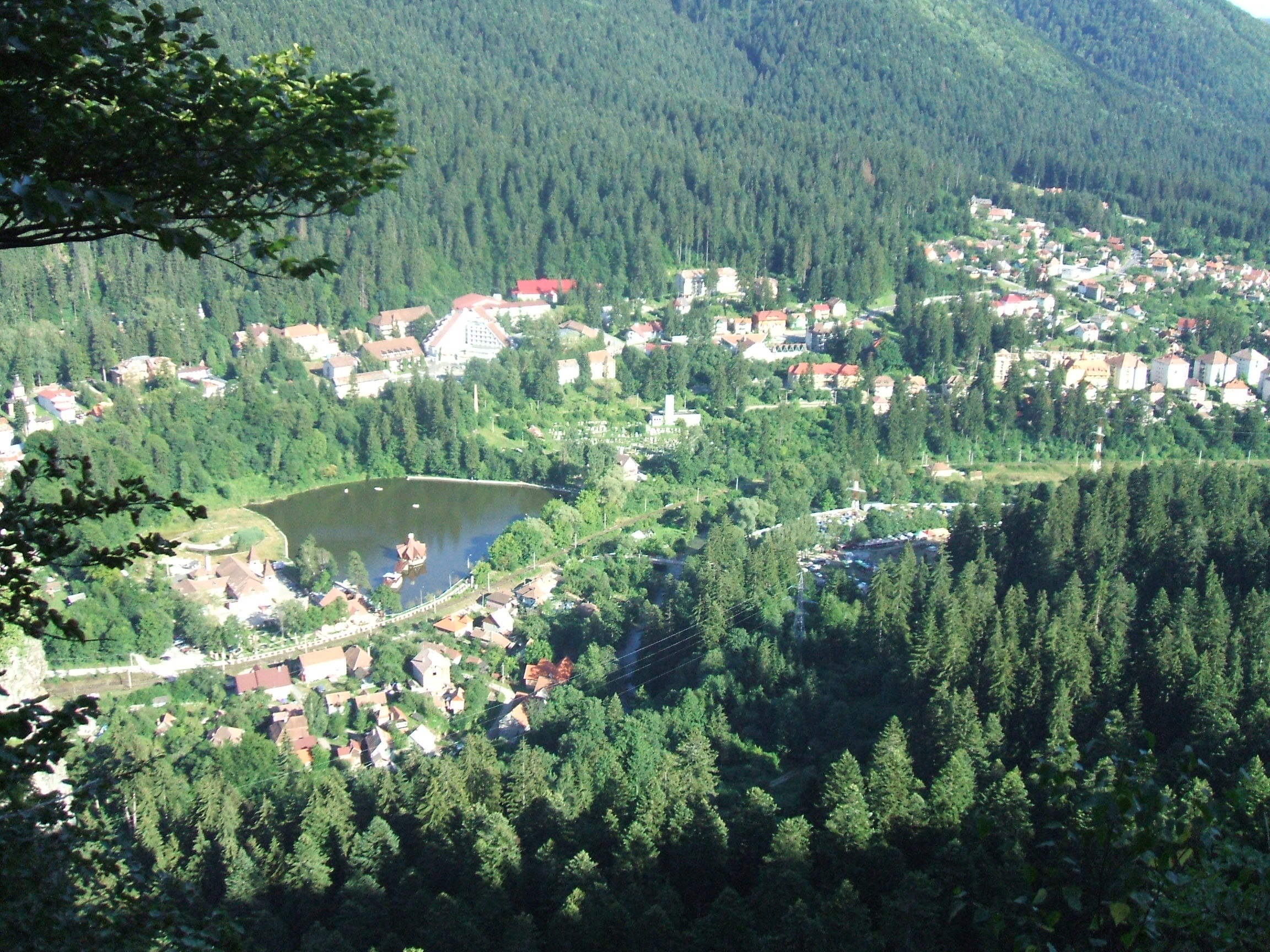
Tusnádfürdő látképe a Csukás-tóval
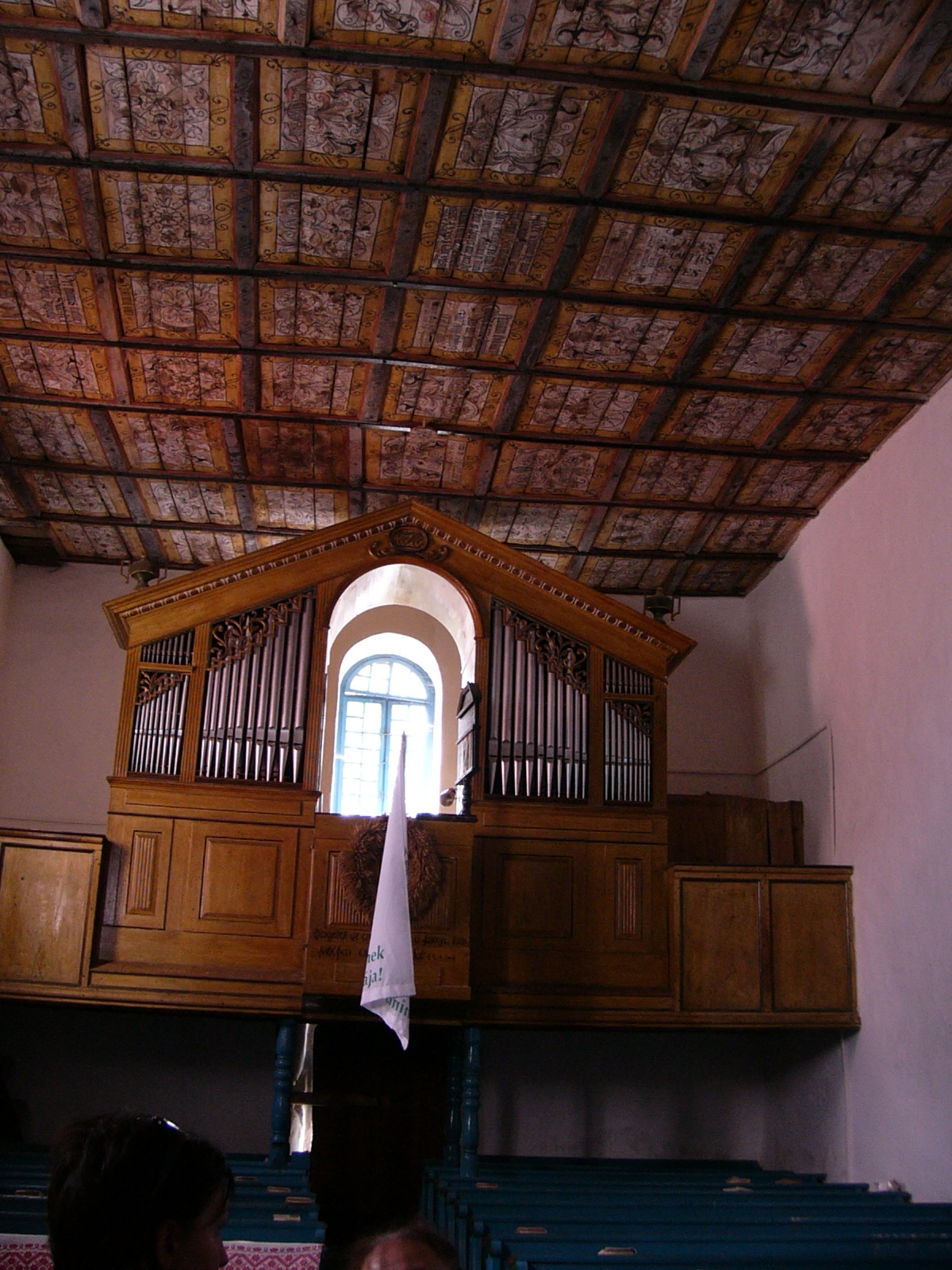
Énlaka, templombelső
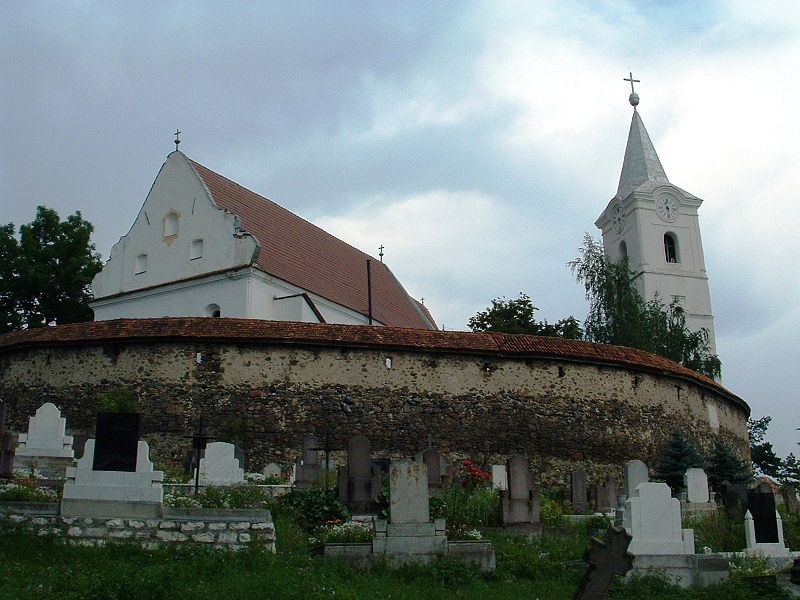
A csíkkarcfalvi erődtemplom
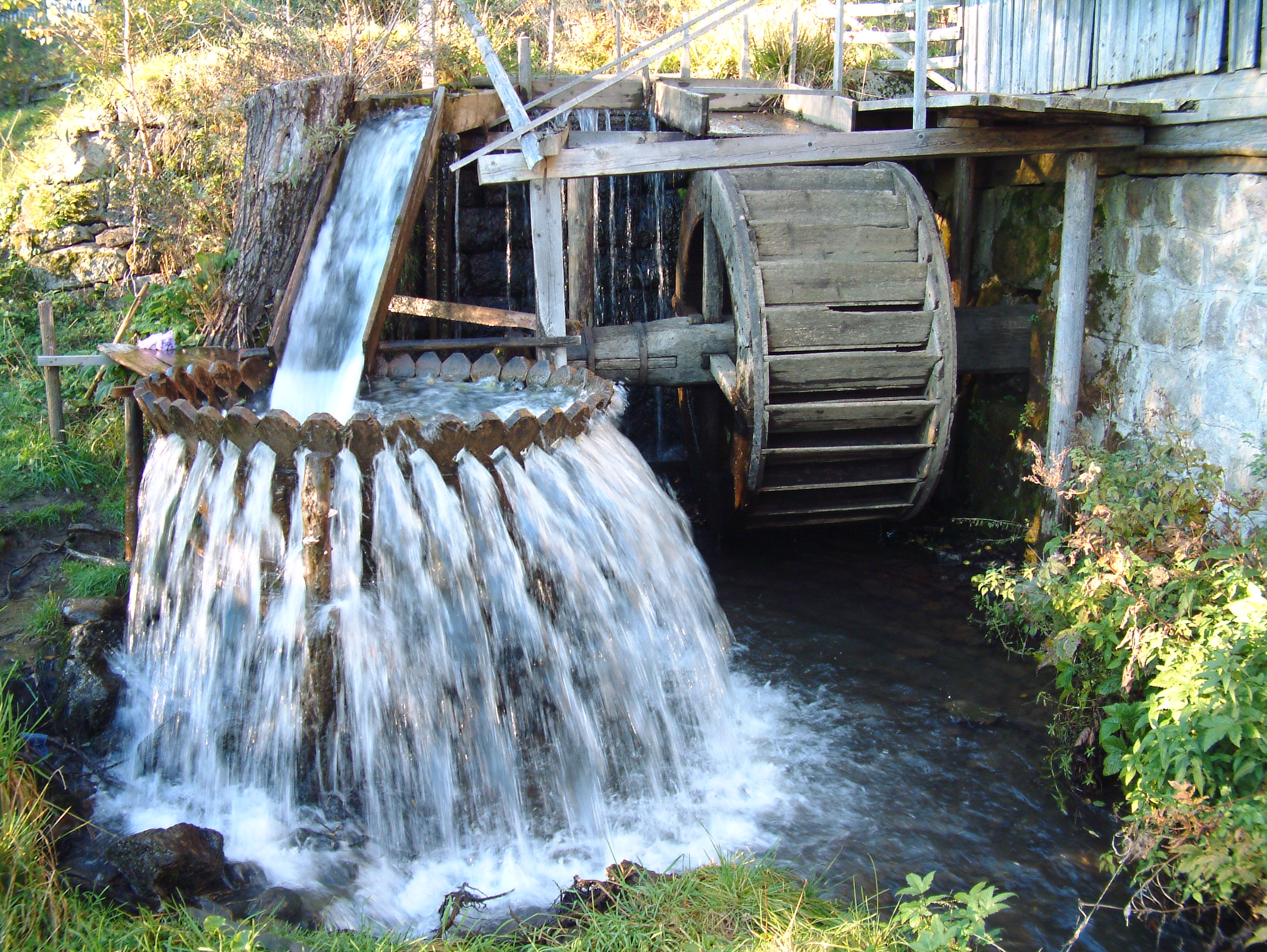
Az eszenyői vízimalom
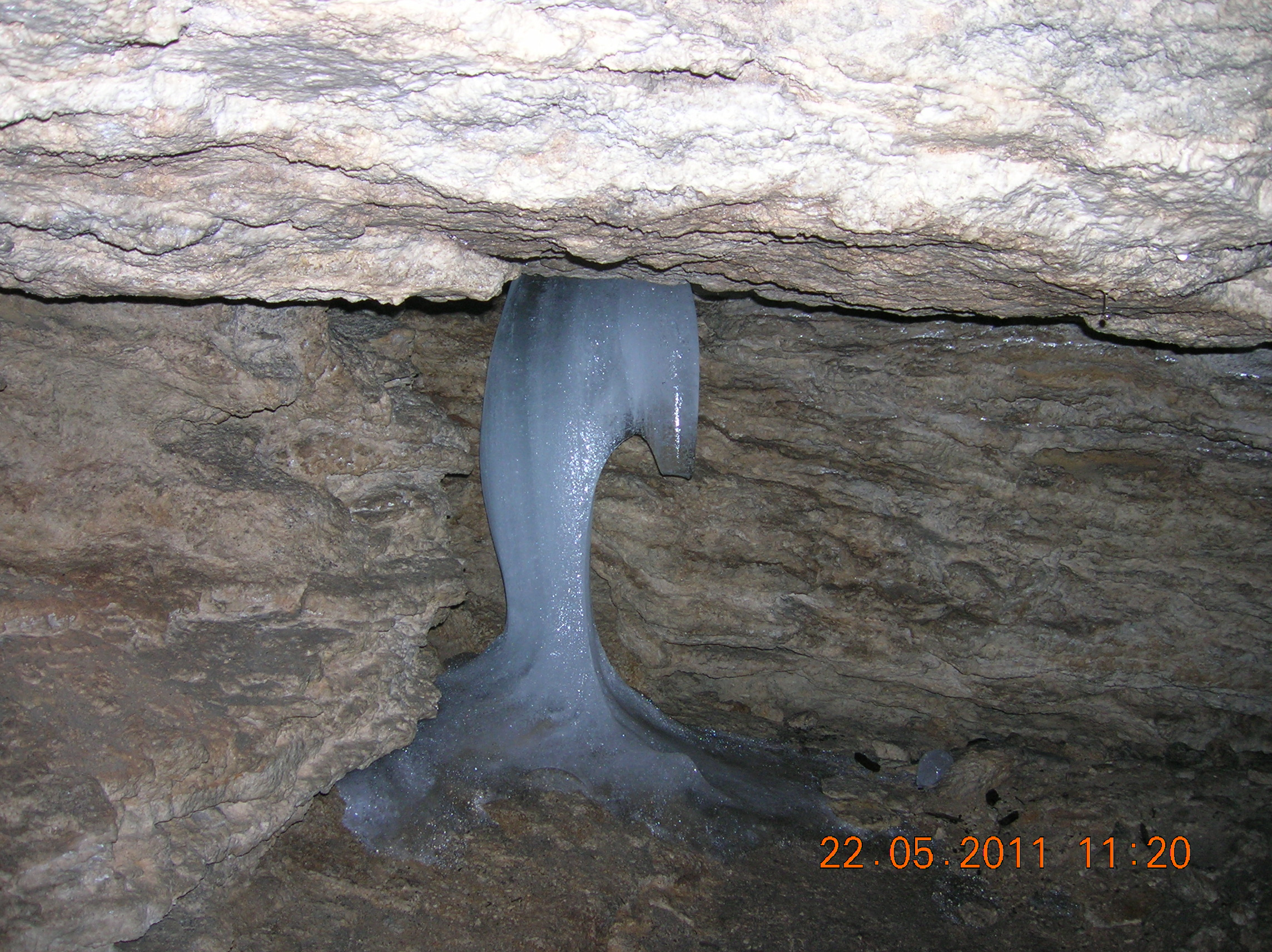
A borszéki jégbarlang
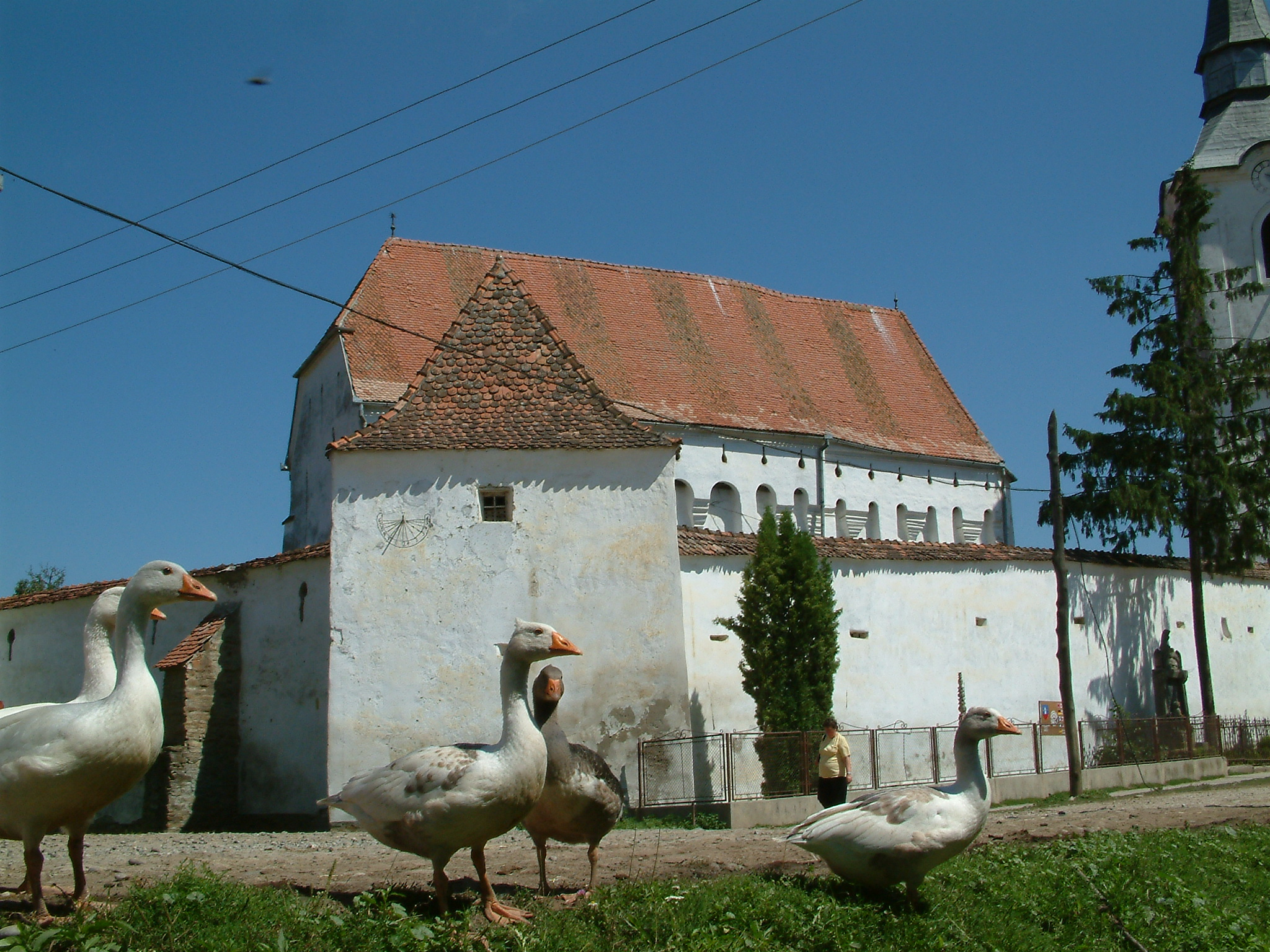
A székelyderzsi erődtemplom
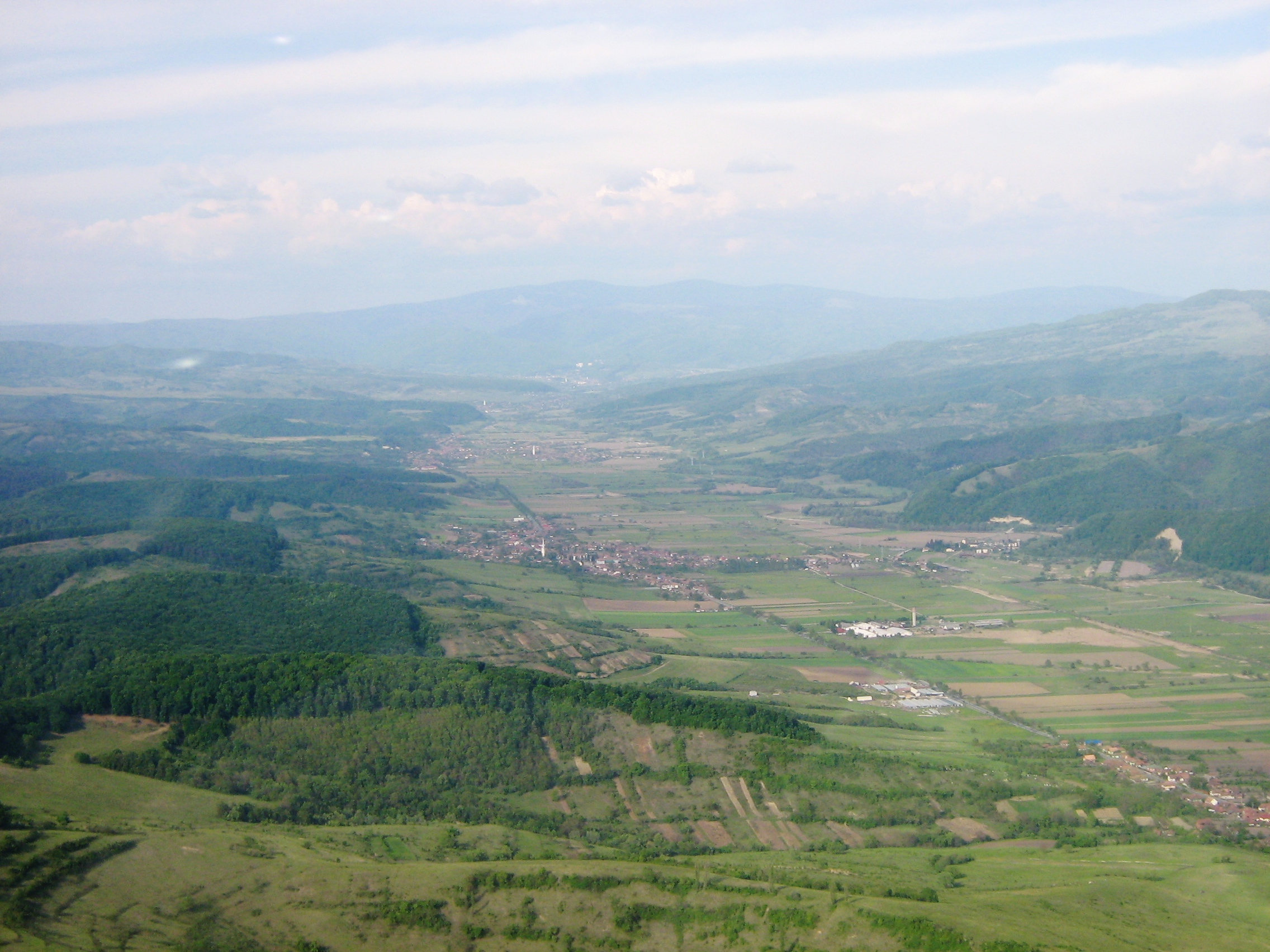
A Kis-Küküllő völgye
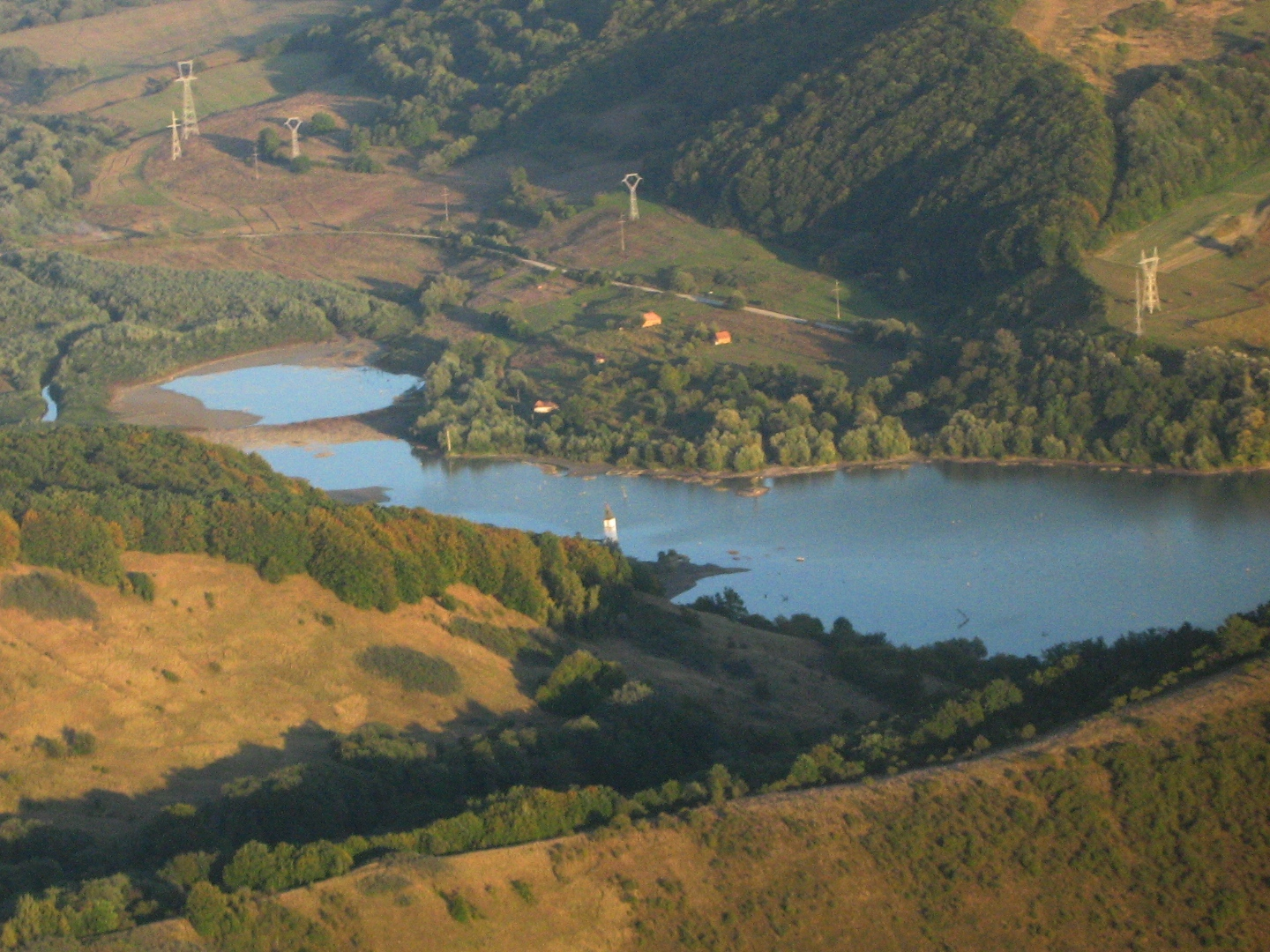
A Bözödi-tó
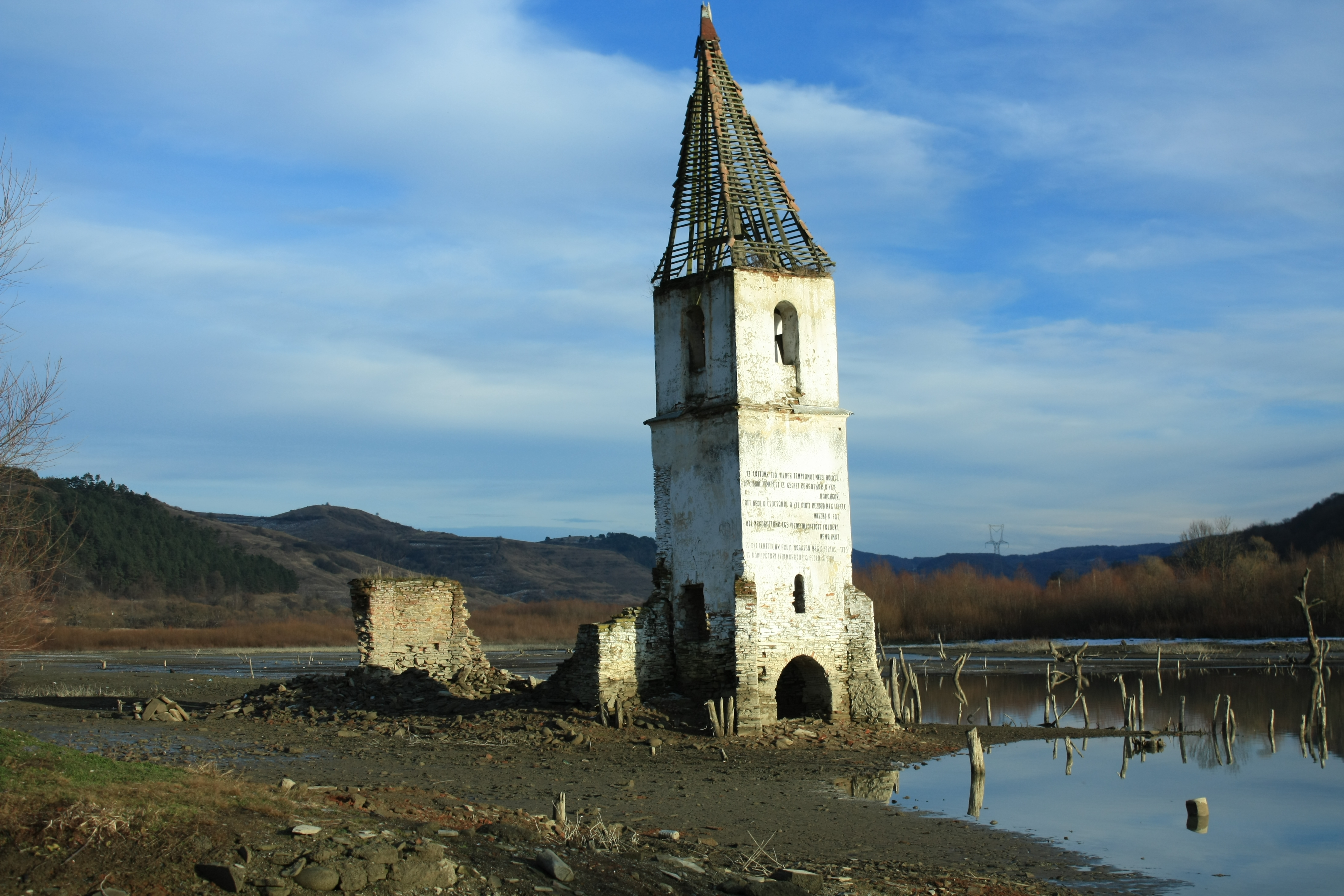
Templomrom a Bözödi-tóban
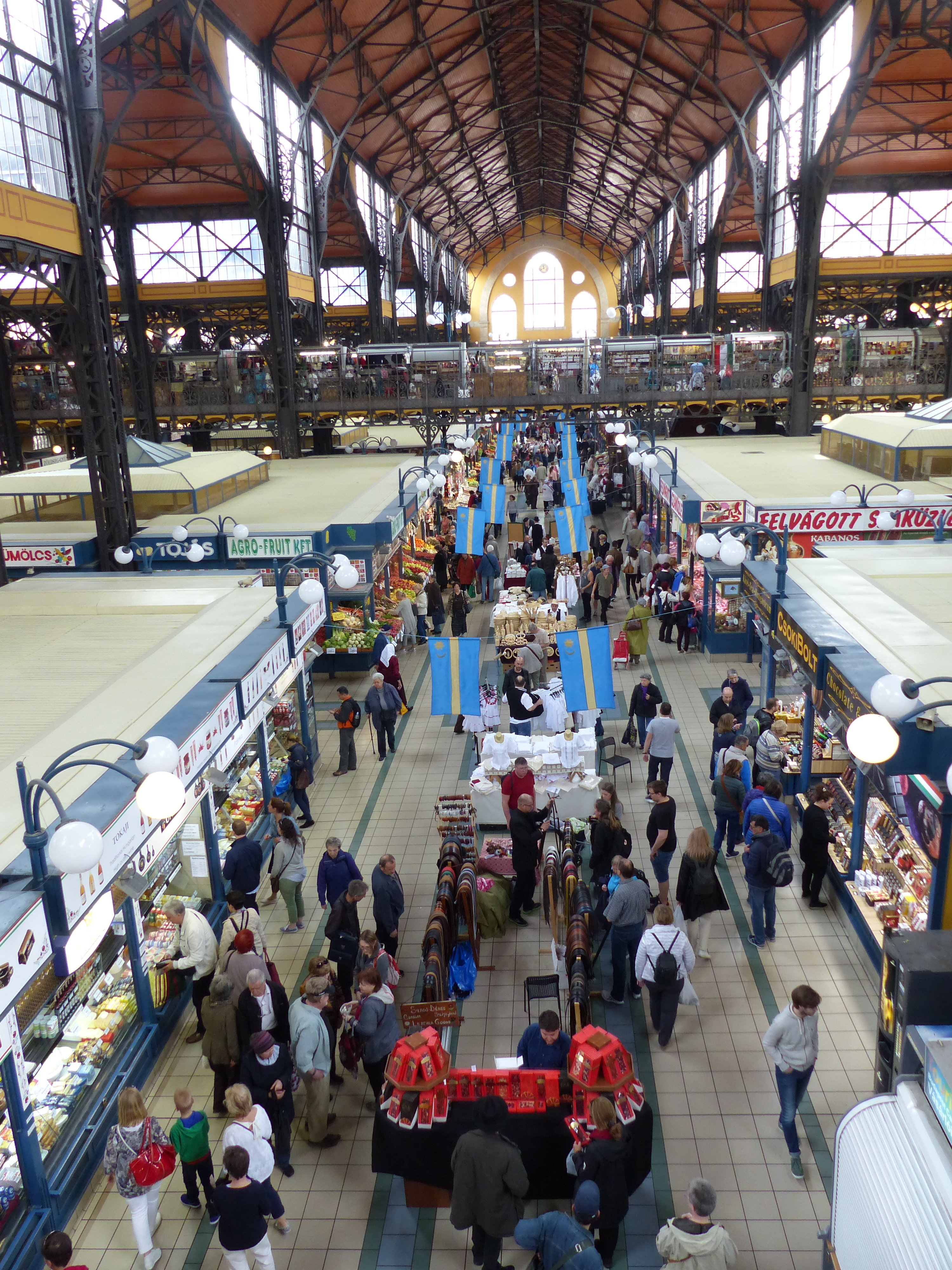
A Székelyföld termékeinek bemutatója a Nagycsarnokban

| \| HR CV MS BV NT BC SB BN CJ AB BZ SV VN • MAROSVÁSÁRHELY • SEPSISZENTGYÖRGY • CSÍKSZEREDA • SZÉKELYUDVARHELY • FELVINC • Gyergyószentmiklós • Kézdivásárhely • Barót • Borszék • Kovászna • Székelykeresztúr • Szováta Aranyosszék Csíkszék Háromszék Marosszék Udvarhelyszék Maros Olt Δ Madarasi- Hargita \| \| térkép szerkesztése \| |
| --- |
| HR CV MS BV NT BC SB BN CJ AB BZ SV VN • MAROSVÁSÁRHELY • SEPSISZENTGYÖRGY • CSÍKSZEREDA • SZÉKELYUDVARHELY • FELVINC • Gyergyószentmiklós • Kézdivásárhely • Barót • Borszék • Kovászna • Székelykeresztúr • Szováta Aranyosszék Csíkszék Háromszék Marosszék Udvarhelyszék Maros Olt Δ Madarasi- Hargita                                 |
| térkép szerkesztése |